# 烏菲茲美術館
烏菲茲美術館（義大利語發音：[ˌɡalleˈria deʎʎi ufˈfittsi]）是在意大利佛羅倫斯最有名的一座藝術博物館。

## 歷史

### 早期歷史
烏菲茲美術館的興建始於1560年。這裡一開始是喬爾喬·瓦薩里受第一代托斯卡納大公，科西莫一世·德·美第奇之託所建的市政司法機構辦公室（Uffizi為意大利語“辦公室”之意）。在瓦薩里死後由老阿方索·帕里吉及貝爾納爾多·布翁塔蘭提接手，整個龐大的宮殿式建築直到1581年才完工。
科西莫一世的繼任者弗朗切斯科一世·德·美第奇開始將家族收藏存放至宮殿的頂層，並不斷的擴充，是歐洲最古老的博物館之一。至斐迪南二世·德·美第奇大公時期收藏達到頂峰，斐迪南二世的妻子維多利亞·德拉羅維雷是末代烏爾比諾公爵弗朗切斯科·瑪麗亞二世·德拉·羅維雷的唯一繼承者，藉著這段婚姻，他獲得了蒙特費爾特羅家族及德拉·羅維雷家族部分的收藏，而大公的兩位樞機弟弟吉安卡洛·德·美第奇以及列奧波爾多·德·美第奇也對擴充家族收藏不遺餘力，尤其是列奧波爾多，美術館的畫作中有十分之一是由他收藏的。科西莫三世·德·美第奇大公以收藏古雕像及法蘭德斯繪畫聞名，而美第奇家族最後的統治者吉安·加斯托內·德·美第奇也持續妝點這座美術館。

### 佛羅倫斯的遺產
美第奇家族在1737年絕嗣，公國繼承權原本要交給西班牙波旁王朝的卡洛斯三世，但後來又轉交給洛林家族的法蘭茲一世，兩者皆與美第奇家族有血緣關係。末代大公吉安·加斯托內·德·美第奇的姐姐普法爾茨選帝侯夫人安娜·瑪麗亞·路易薩·德·美第奇在與洛林家族簽訂藝術品遺產移交協定時確立了一些硬性條款，她規定這些藝術品必須留在佛羅倫斯不可攜出，且必須為公眾服務，如此具有前瞻性的條款可謂前所未有，她試圖傳達藝術遺產是一筆國家財富而非屬統治者的財產，也因為如此烏菲茲美術館的收藏在歷經數個世紀能保存得如此完整。

### 近現代的歷史
1762年夏天，美術館經歷了一場火災，幸好火勢很快被撲滅，沒有造成多大的損失，重新整修的美術館隨後於1765年正式對公眾開放。
美術館在接下來的數個世紀中不斷的擴充其收藏，在第二次世界大戰中美術館曾遭受納粹德國掠劫，約有300幅畫作被拿走，但在戰爭過後大部分被找回。
義大利藝術收藏家、政治家亞歷山德羅·孔蒂尼-博納科西伯爵於20世紀中葉將自己的收藏捐贈給義大利政府，1969年正式收入烏菲茲美術館，總計1,066件收藏，有許多堪稱精品，為此烏菲茲美術館還特別開設了一個陳列室來展示他的收藏。
在1993年，一起汽車炸彈爆炸事件，造成了美術館部分破壞。損壞最嚴重的是尼俄伯廳：部分壁畫及17世紀畫作被完全損毀，一些雕塑也受到波及，除了幾幅損毀非常嚴重的繪畫，大部分的畫作都已修復。
由於館藏實在太多，一些藏品不得不轉移到佛羅倫斯的其他博物館中。比如一些有名的雕塑作品就被安放在了巴杰罗美术馆。烏菲茲從2006年開始進行擴建工程，2011年完工。擴建之後展館面積將由6000平方米增至約13000平方米，使得許多過去放在儲藏室裡的作品得以公開展覽，另外美第奇家族的收藏還有很大一部分安放在碧提宮內的帕拉提納美術館中。
今天，烏菲茲已成為佛羅倫斯最受歡迎的旅遊點，於每個星期二到日的早上8：15－18：50對公眾開放。在旺季時，尤其是7月間，排隊等候進館的時間會非常久。

## 主要館藏列表

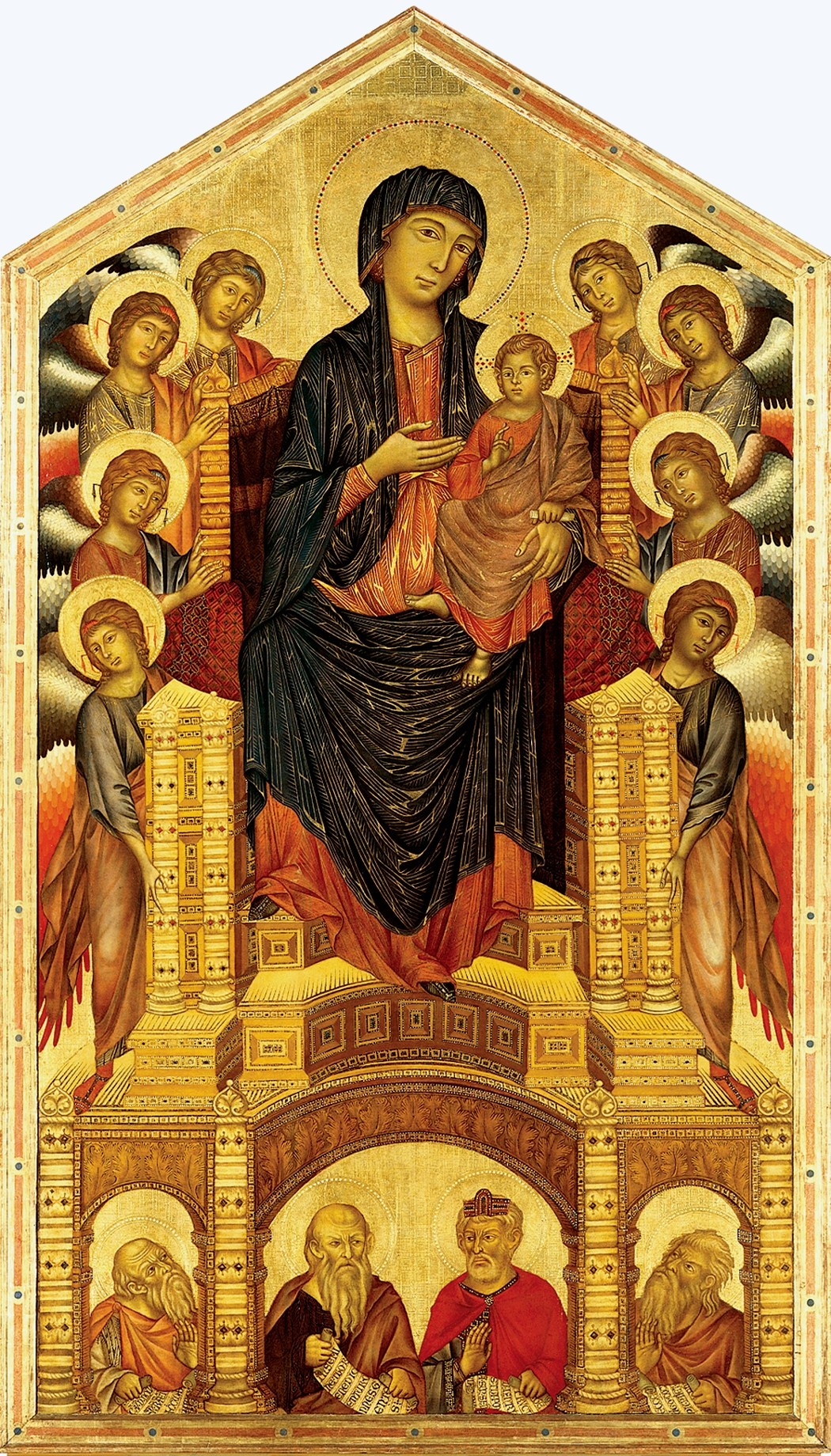
契馬布埃的《壯麗的聖三一（英语：Santa Trinita Maestà）》， 385 × 223 cm，約作於1280年，1919年始藏
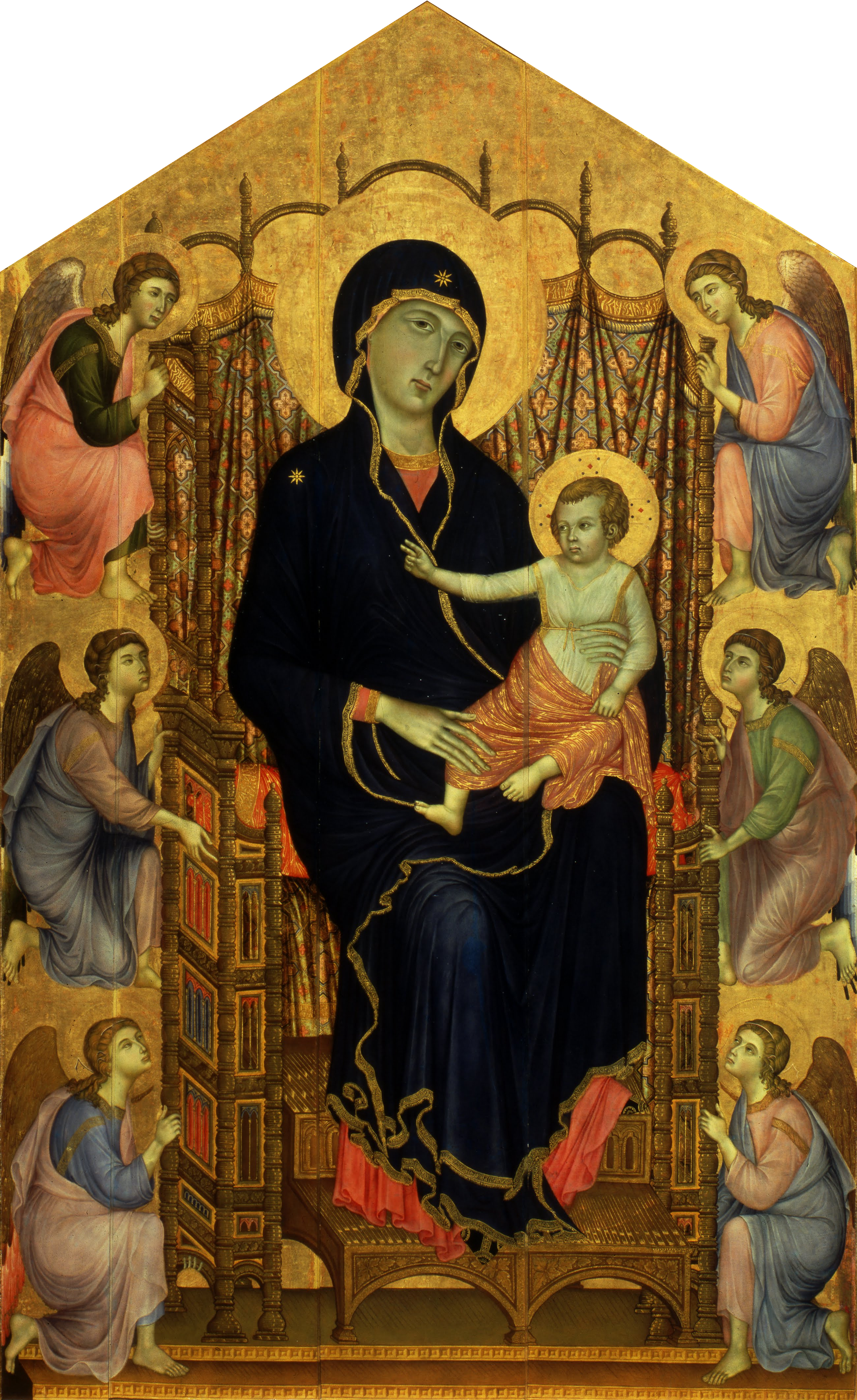
杜喬·迪·博尼塞尼亞的《魯切萊聖母（英语：Rucellai Madonna）》， 450 × 293 cm，約作於1285年，1948年始藏
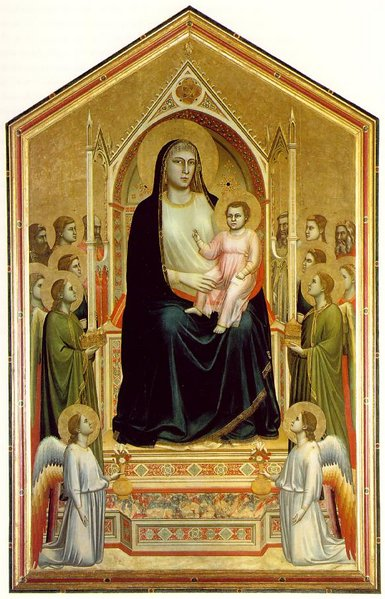
喬托·迪·邦多納的《聖像（英语：Ognissanti Madonna）》， 325 × 204 cm，約作於1310年，1919年始藏
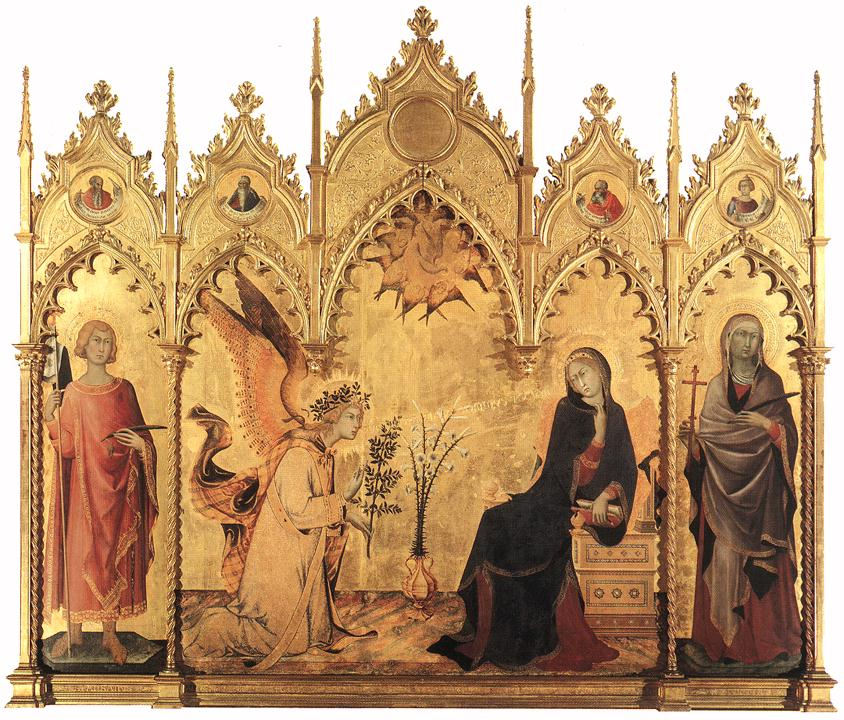
西蒙內·馬蒂尼的《聖母領報和聖瑪加利與聖安沙諾》，305 × 265 cm，約繪於1333年，1799年始藏
安布罗乔·洛伦泽蒂的《廟宇獻聖（英语：Presentation at the Temple (Ambrogio Lorenzetti)）》，252 × 142 cm，約繪於1342年，1913年始藏[17]
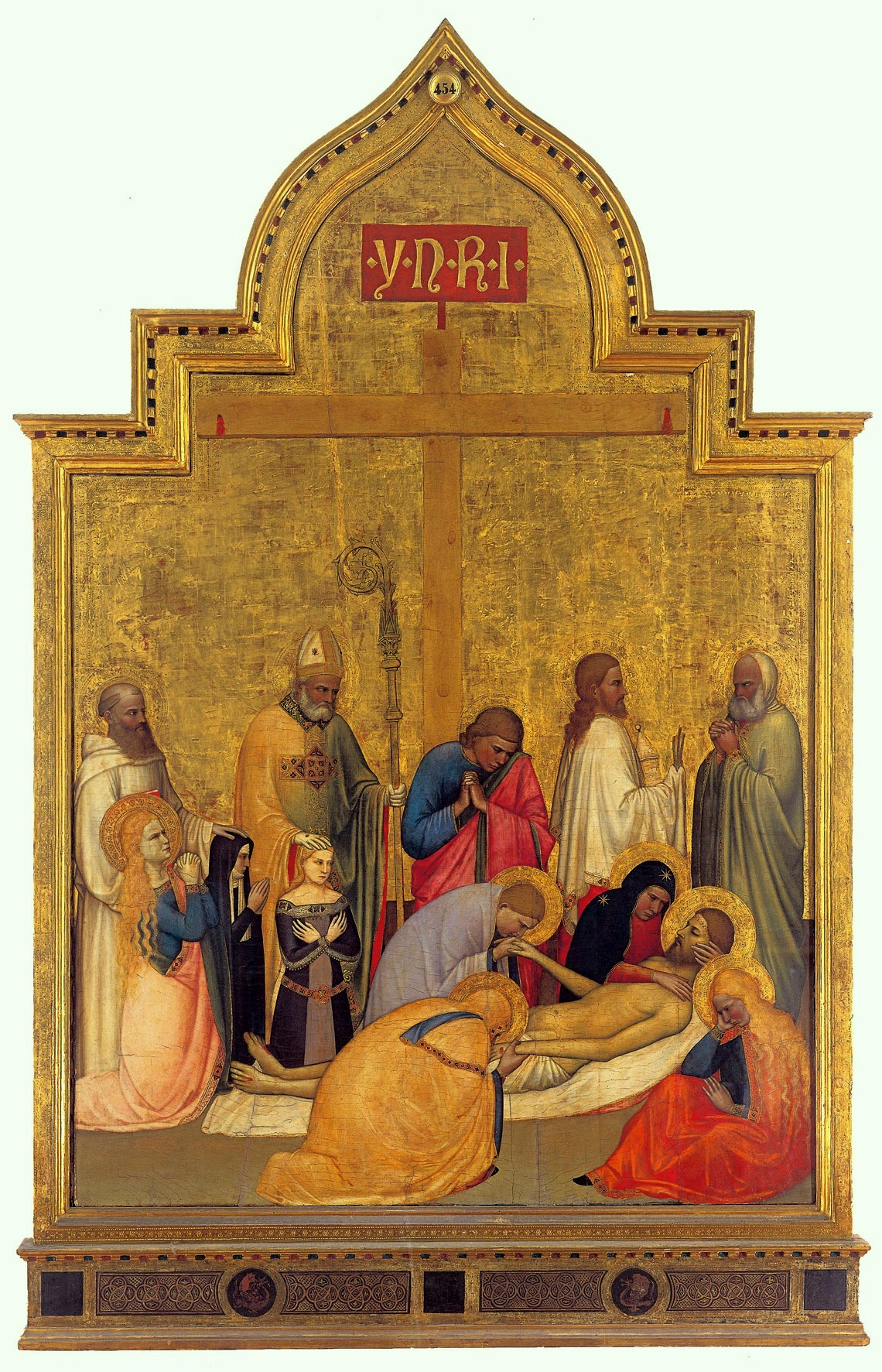
喬蒂諾（英语：Giottino）的《聖雷米喬的憐憫（義大利語：Pietà di San Remigio）》，195 × 134 cm，約繪於1360－1365年，1851年始藏
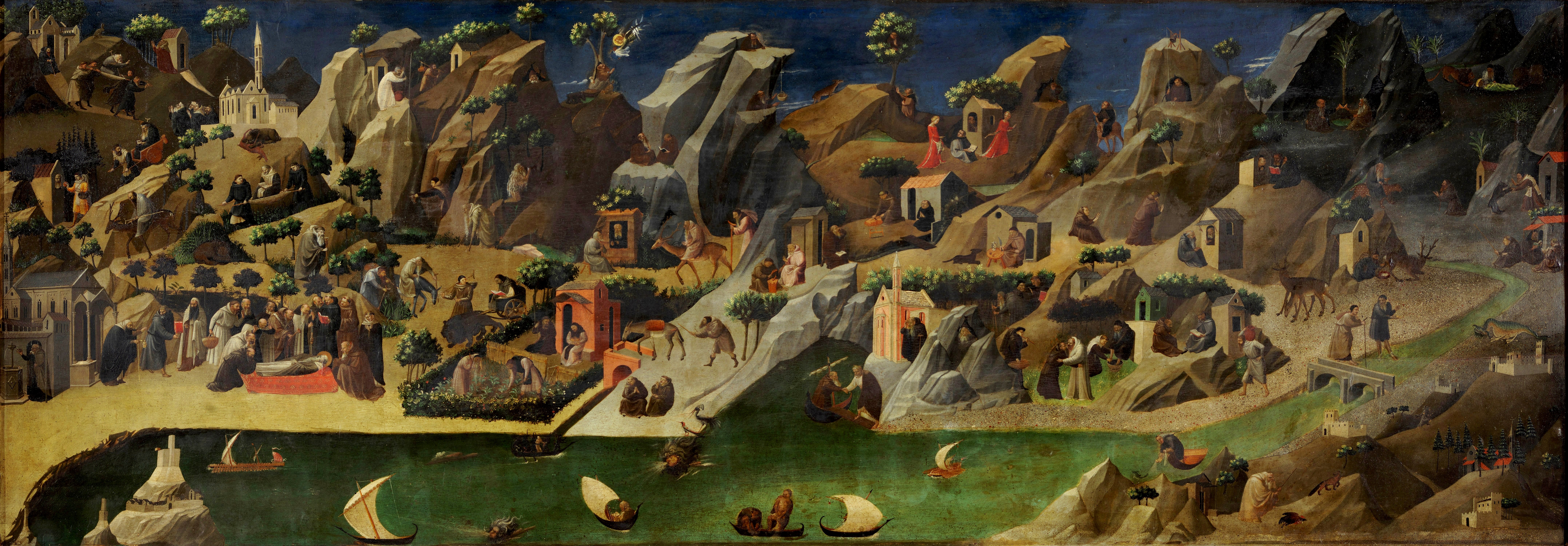
弗拉·安傑利科的《底比斯地域（義大利語：Tebaide (Angelico)）》，75 × 208 cm，約繪於1418年，1948年始藏
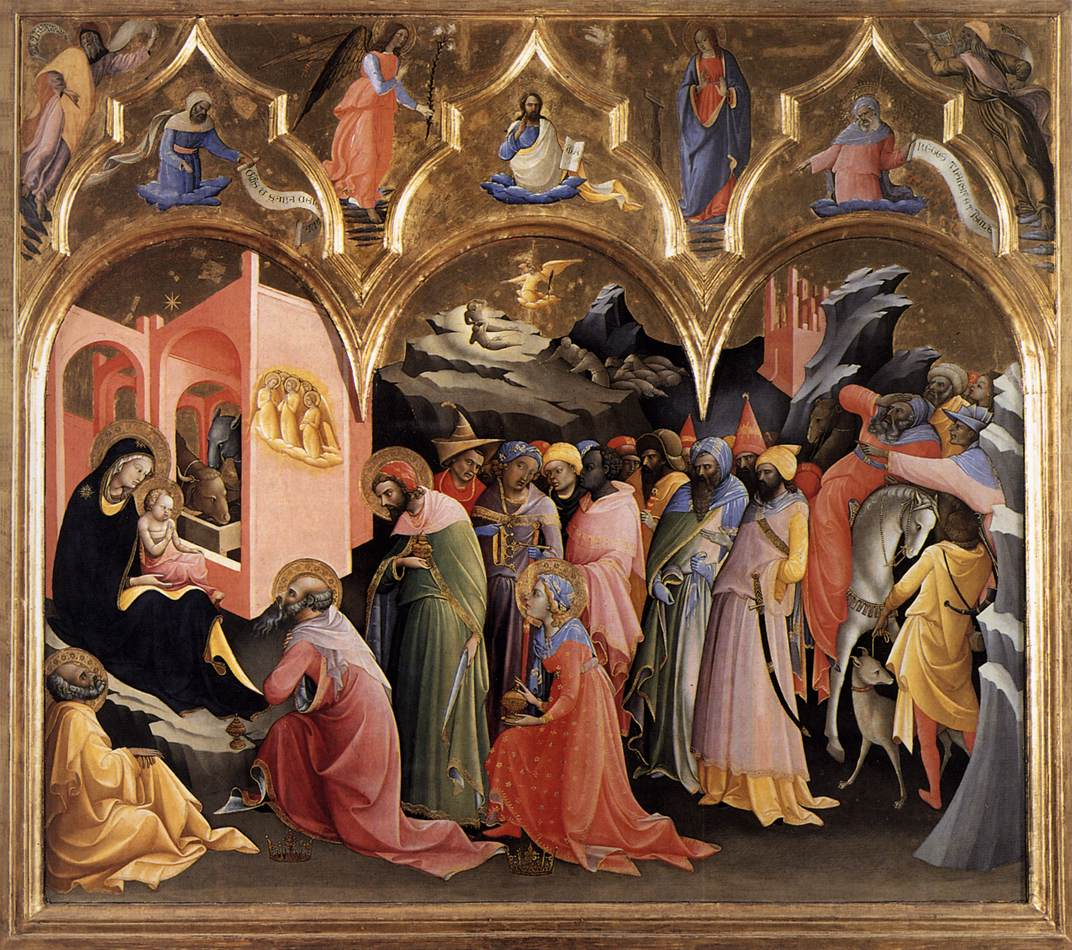
羅倫佐·摩納科（英语：Lorenzo Monaco）的《三博士來朝（英语：Adoration of the Magi (Lorenzo Monaco)）》， 115 × 170 cm，約繪於1421年，1844年始藏
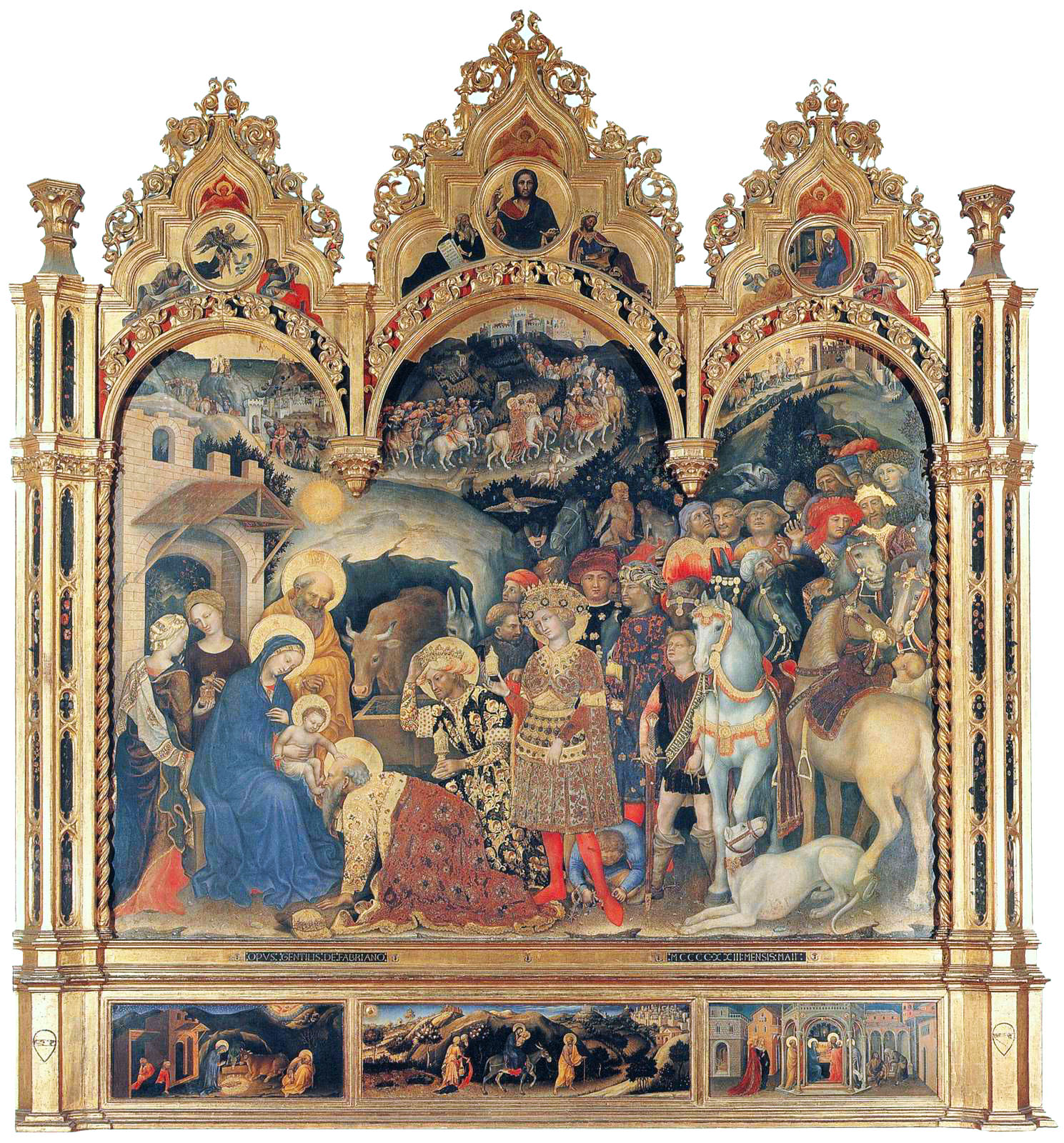
詹蒂萊·達·法布里亞諾（英语：Gentile da Fabriano）的《三博士來朝（英语：Adoration of the Magi (Gentile da Fabriano)）》，300 × 282 cm，約繪於1423年，1919年始藏
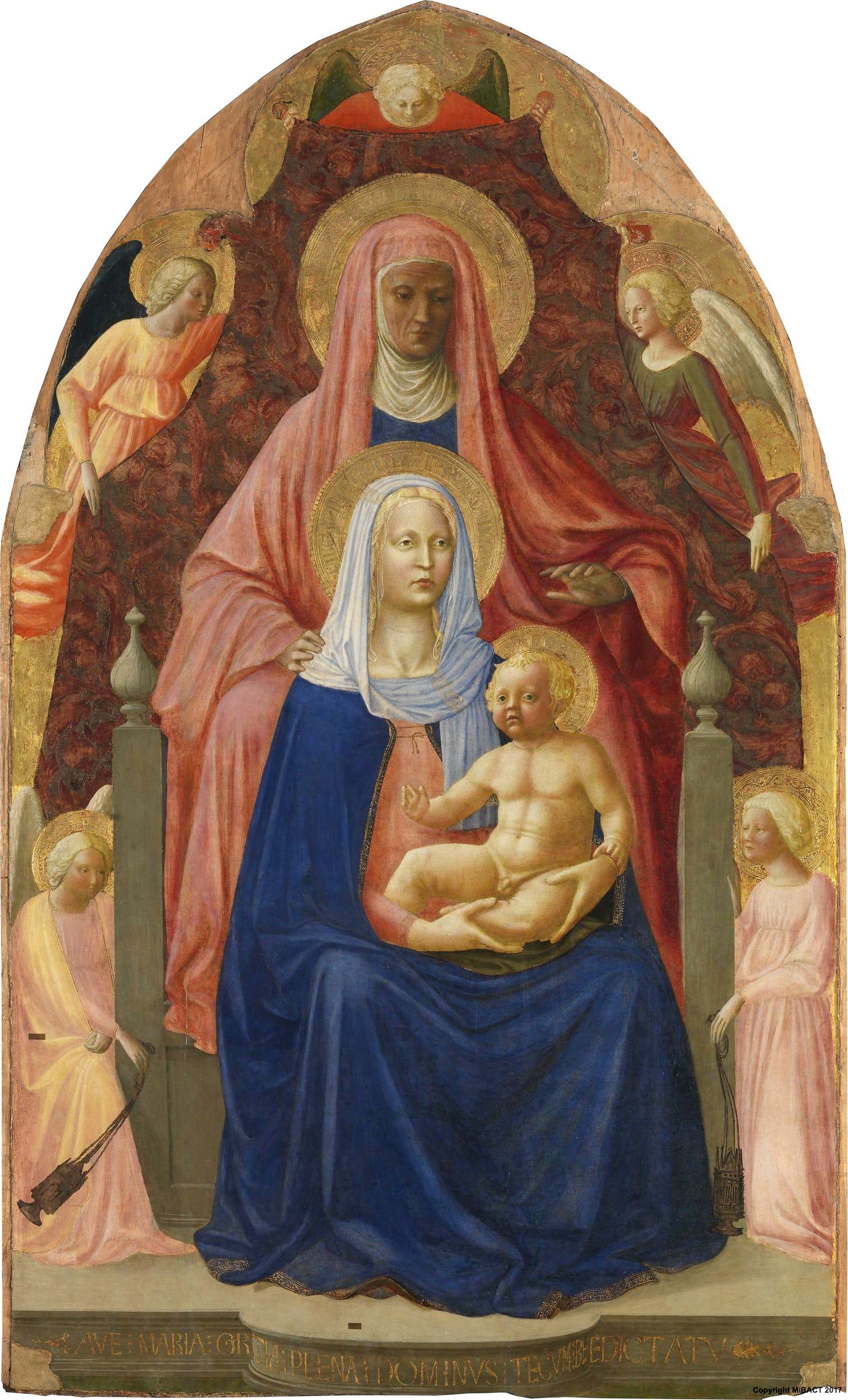
马索利诺與馬薩喬的《聖安娜與聖母子（英语：Virgin and Child with Saint Anne (Masaccio)）》，175 × 103 cm，約繪於1424年，1919年始藏
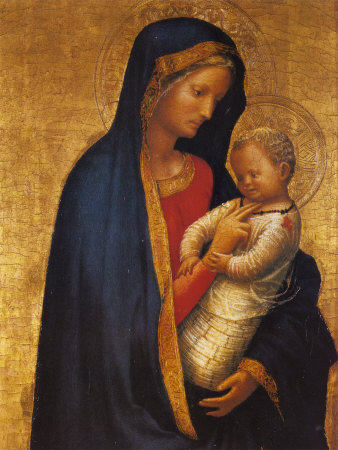
馬薩喬的《聖母子（義大利語：Madonna del solletico）》，24.5 × 18.2 cm，約繪於1426年，1988年始藏
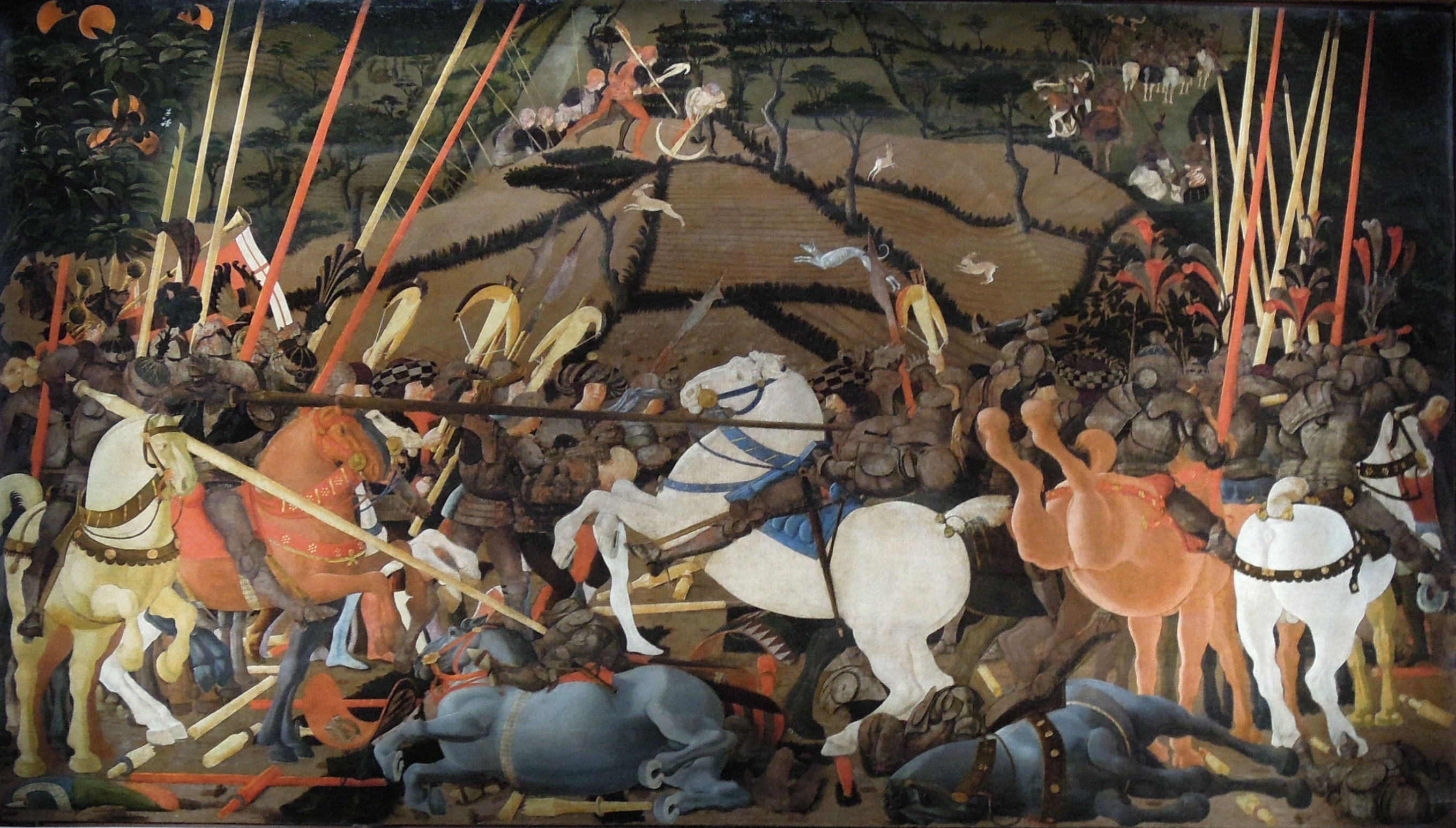
保羅·烏切洛的《聖羅馬諾之戰》，182 × 220 cm，約繪於1439年，1784年始藏
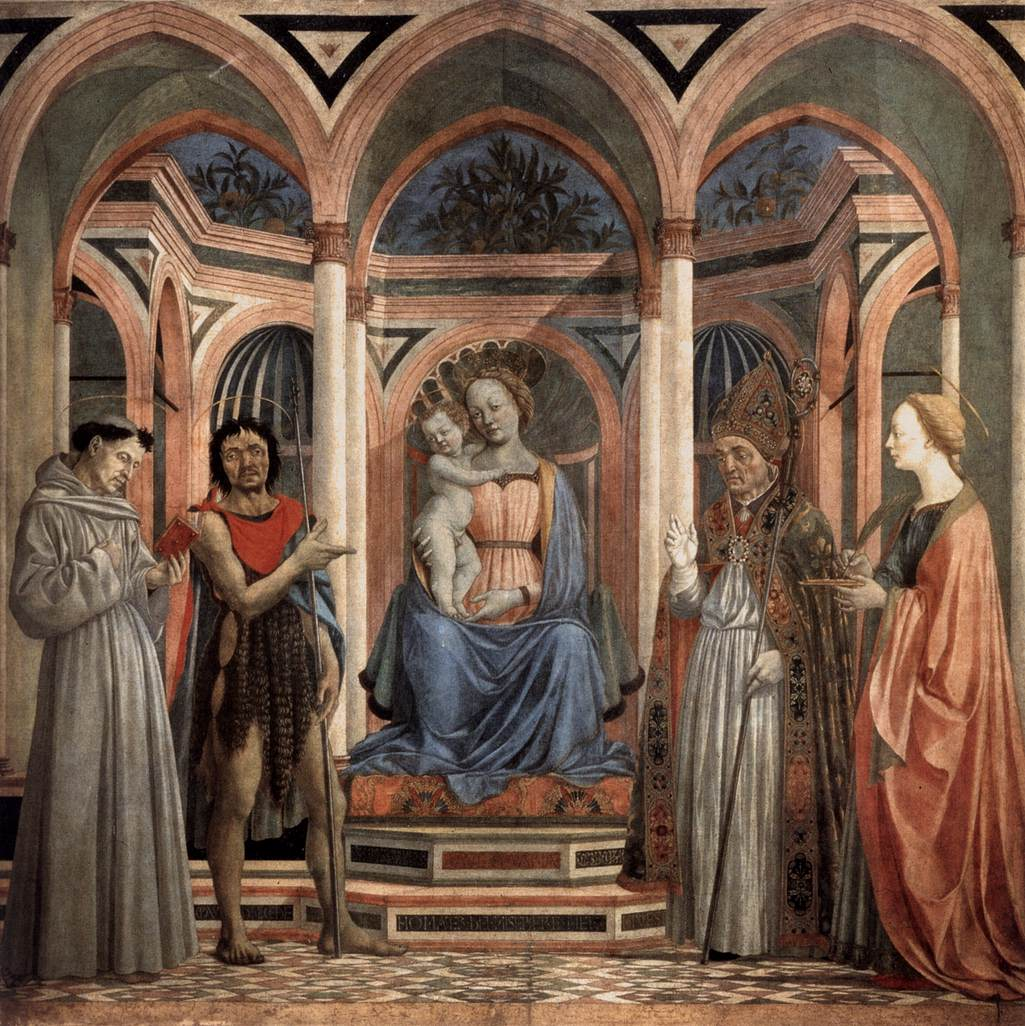
多梅尼科·維內齊亞諾（英语：Domenico Veneziano）的《聖露琪亞·德·馬紐里祭壇畫（英语：Santa Lucia de' Magnoli Altarpiece）》，210 × 215 cm，約繪於1440年，1862年始藏
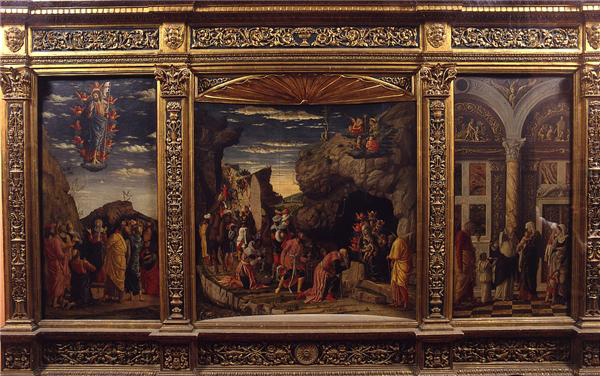
安德烈亞·曼特尼亞的《烏菲茲三聯畫（英语：Adoration of the Magi (Mantegna)）》，中幅77 × 75 cm，側幅 86 × 42.5 cm，約繪於1460年，1632年始藏
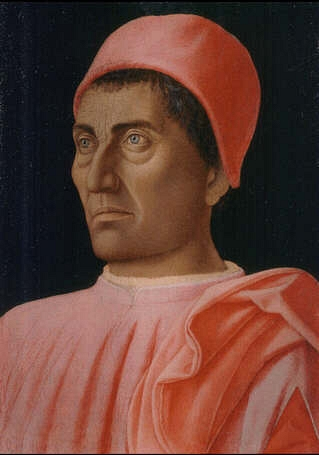
安德烈亞·曼特尼亞的《卡洛·德·美第奇肖像畫（英语：Portrait of Carlo de' Medici）》，40.5 × 29.5 cm，約繪於1466年，1925年始藏
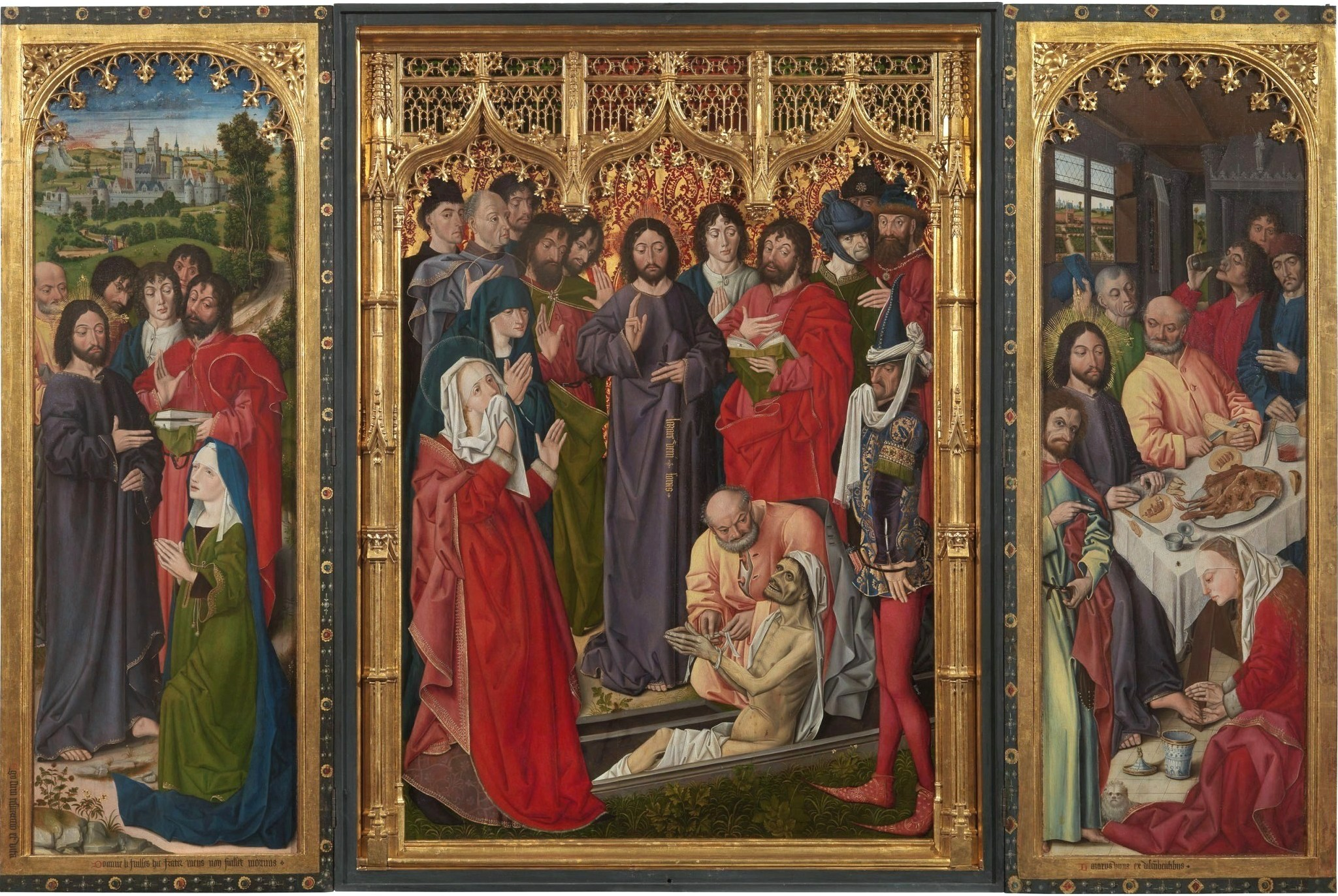
尼古拉斯·弗蒙（英语：Nicolas Froment）的《拉扎羅三聯畫（義大利語：Resurrezione di Lazzaro (Froment)）》，中幅175 × 134cm，側幅175 × 66 cm，約繪於1461年，1841年始藏
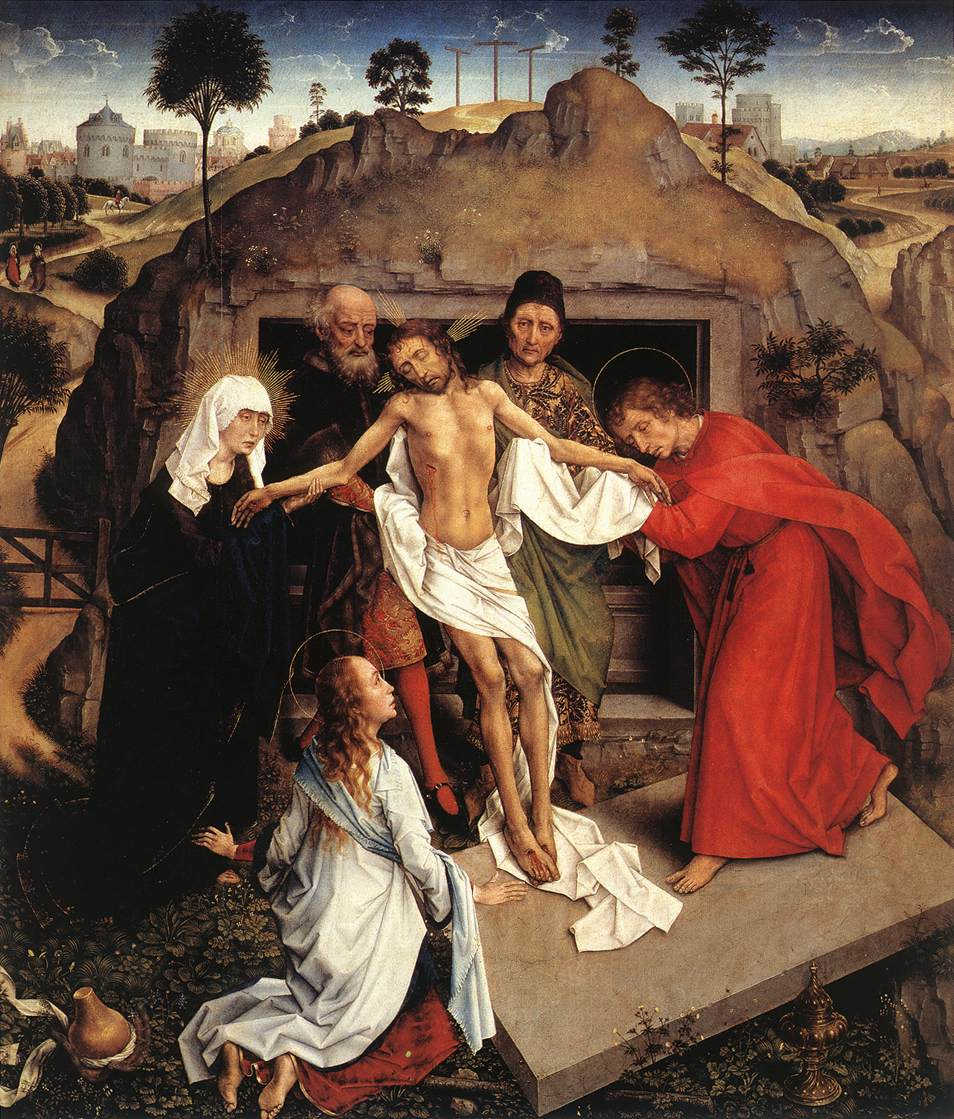
羅希爾·范德魏登的《哀悼殉難耶穌（英语：Lamentation of Christ (van der Weyden)）》，96 × 110 cm，約繪於1463年，1666年始藏
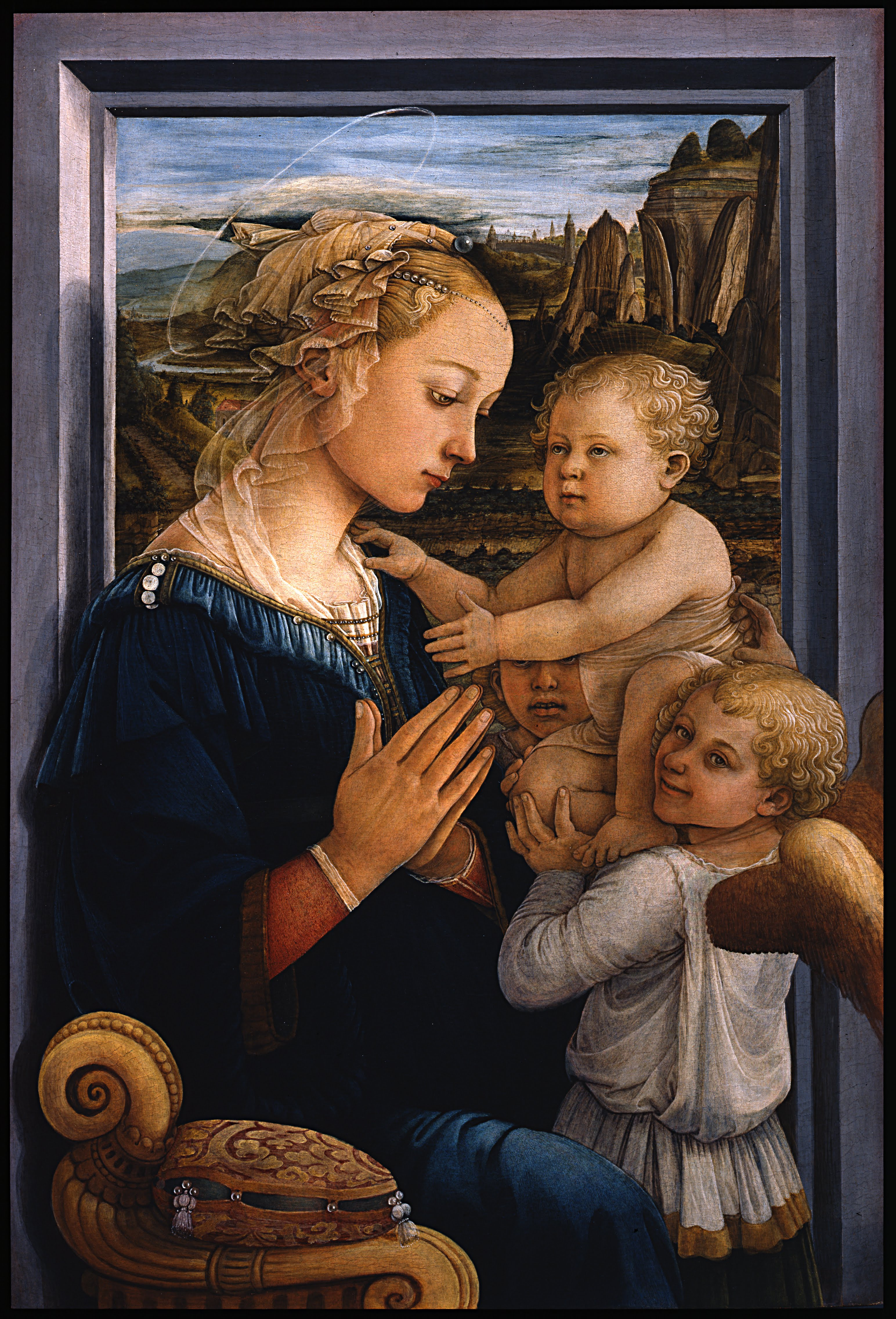
菲利波·利皮的《聖母子與天使（英语：Madonna and Child (Lippi)）》，95 × 64 cm，約繪於1465年，1796年始藏
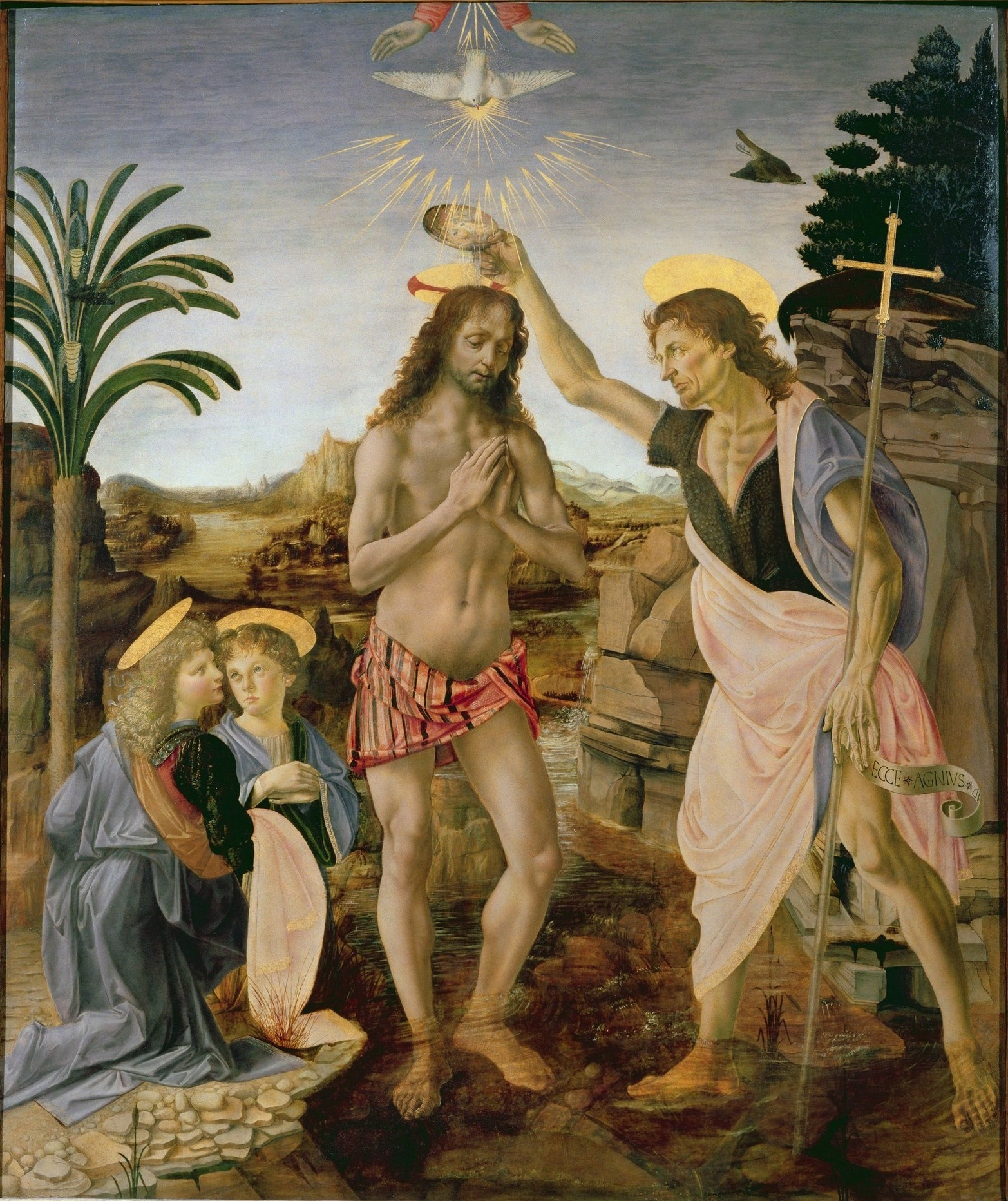
安德烈·德爾·委羅基奧與達文西的《基督受洗》，177 × 151 cm，約繪於1470年，1914年始藏
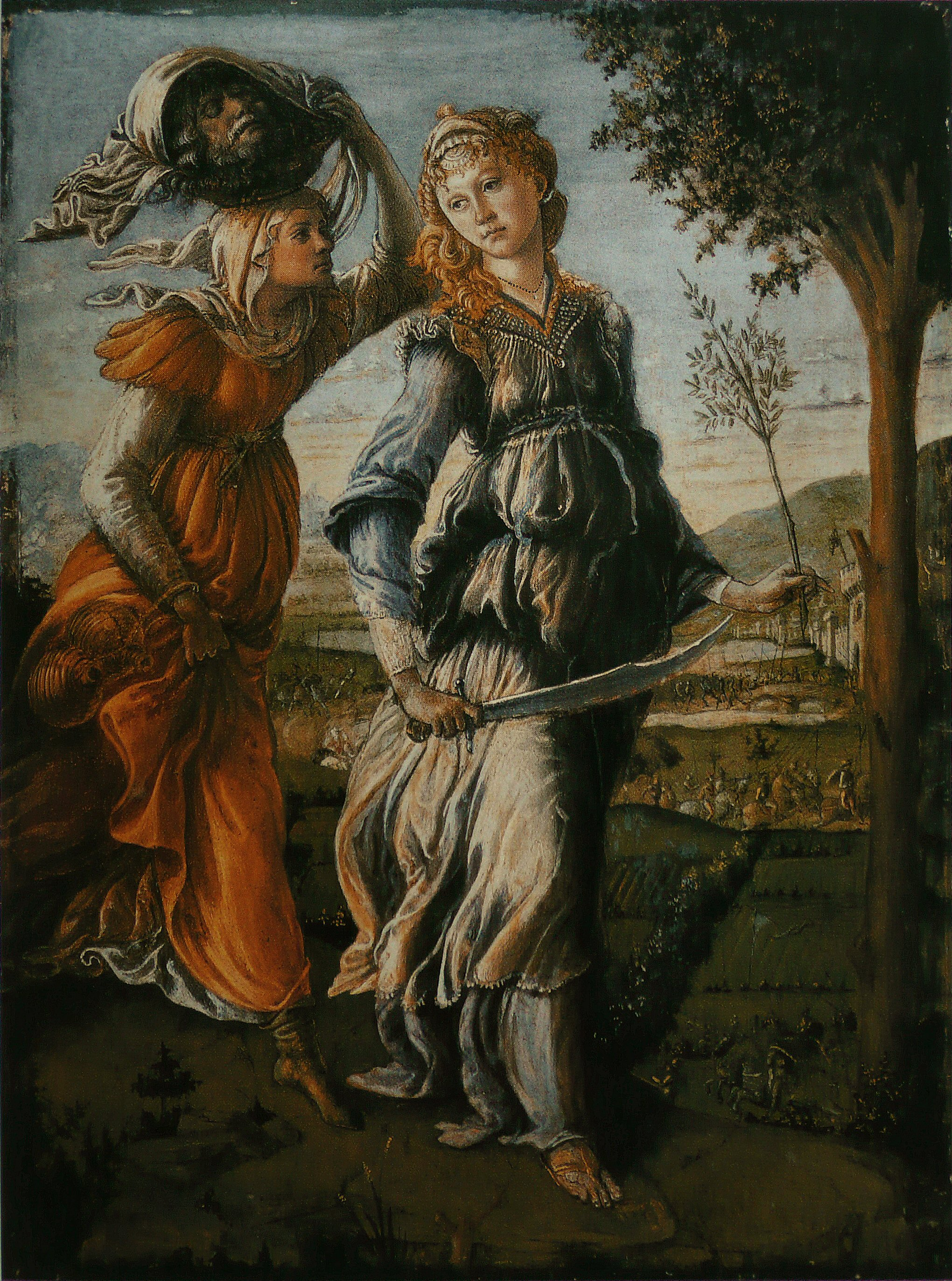
桑德羅·波提切利的《猶滴重歸貝圖利亞（義大利語：Ritorno di Giuditta a Betulia）》，31 × 24 cm，約繪於1470年，1632年始藏
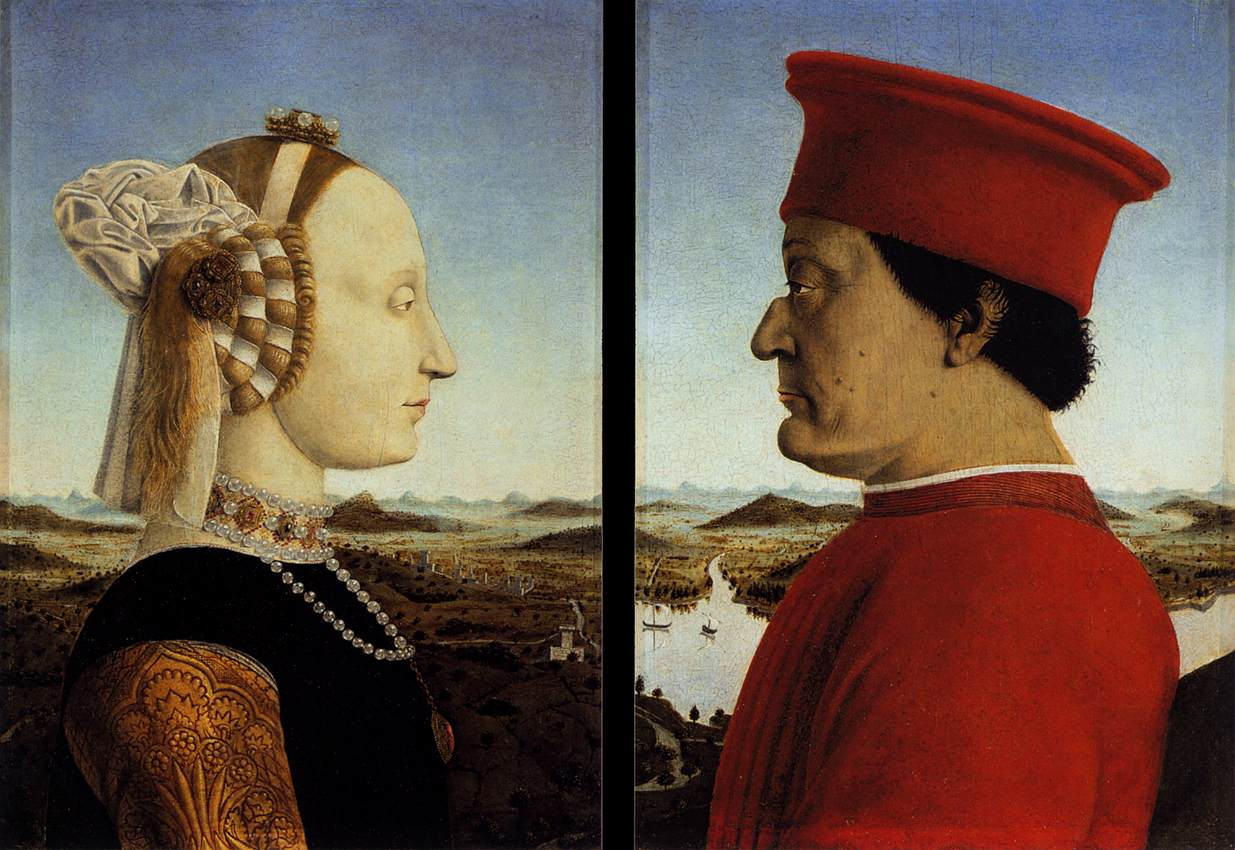
皮耶羅·德拉·弗朗切斯卡的《烏爾比諾公爵雙聯畫》，47 × 66 cm，約繪於1472年，1773年始藏
達文西的《聖母領報》，104 × 217 cm，約繪於1472年，1867年始藏[34]
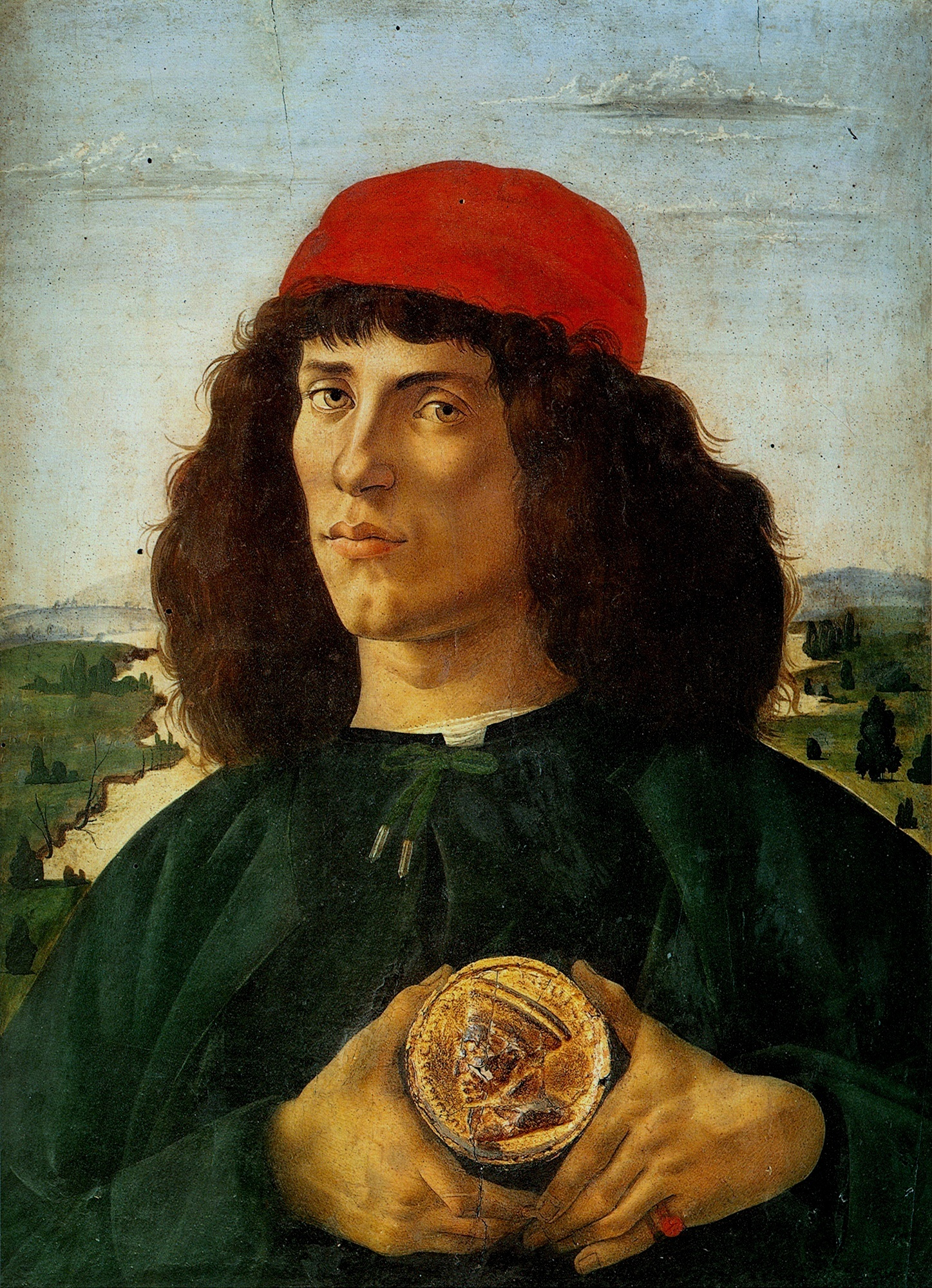
桑德羅·波提切利的《手持老科西莫勛章的男子肖像畫（英语：Portrait of a Man with a Medal of Cosimo the Elder）》，57.5 × 44 cm，約繪於1475年，1666年始藏
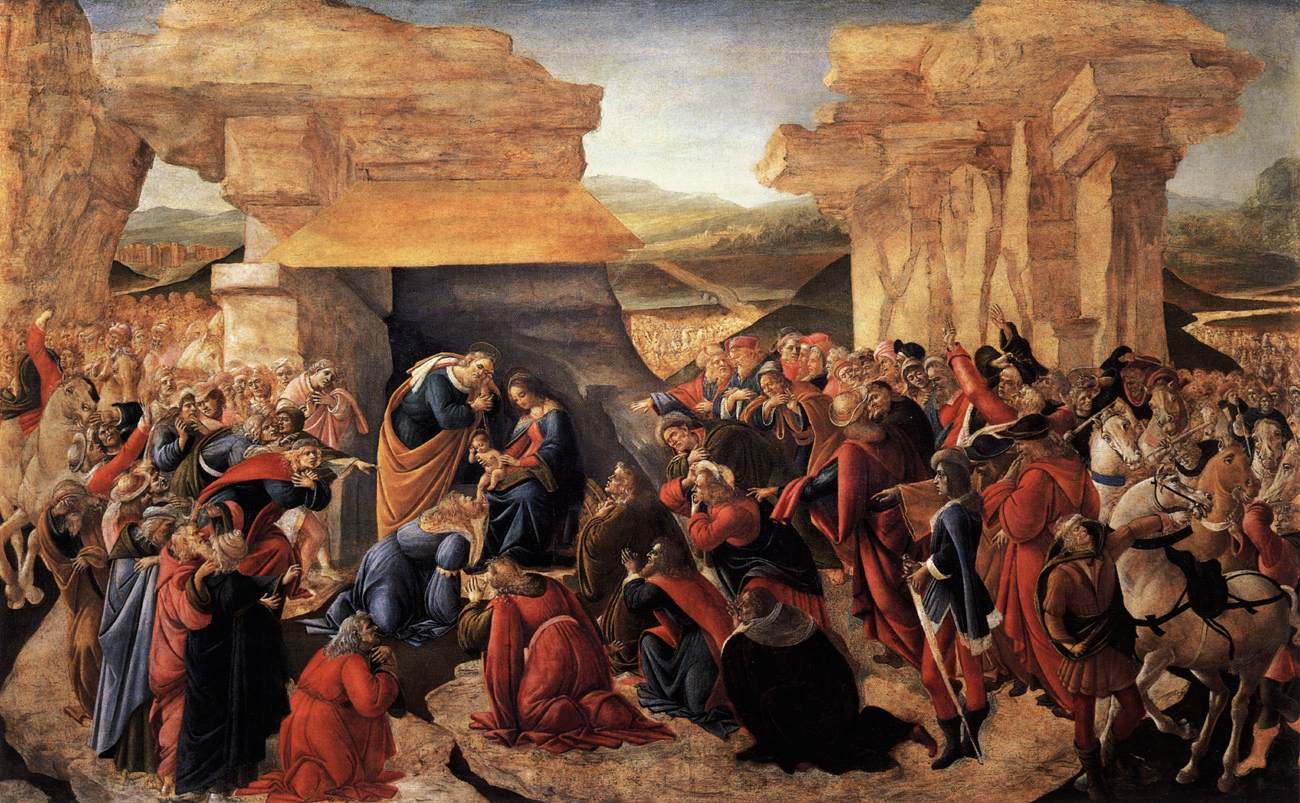
桑德羅·波提切利的《三博士來朝》，108 × 173 cm，約繪於1475年，1849年始藏
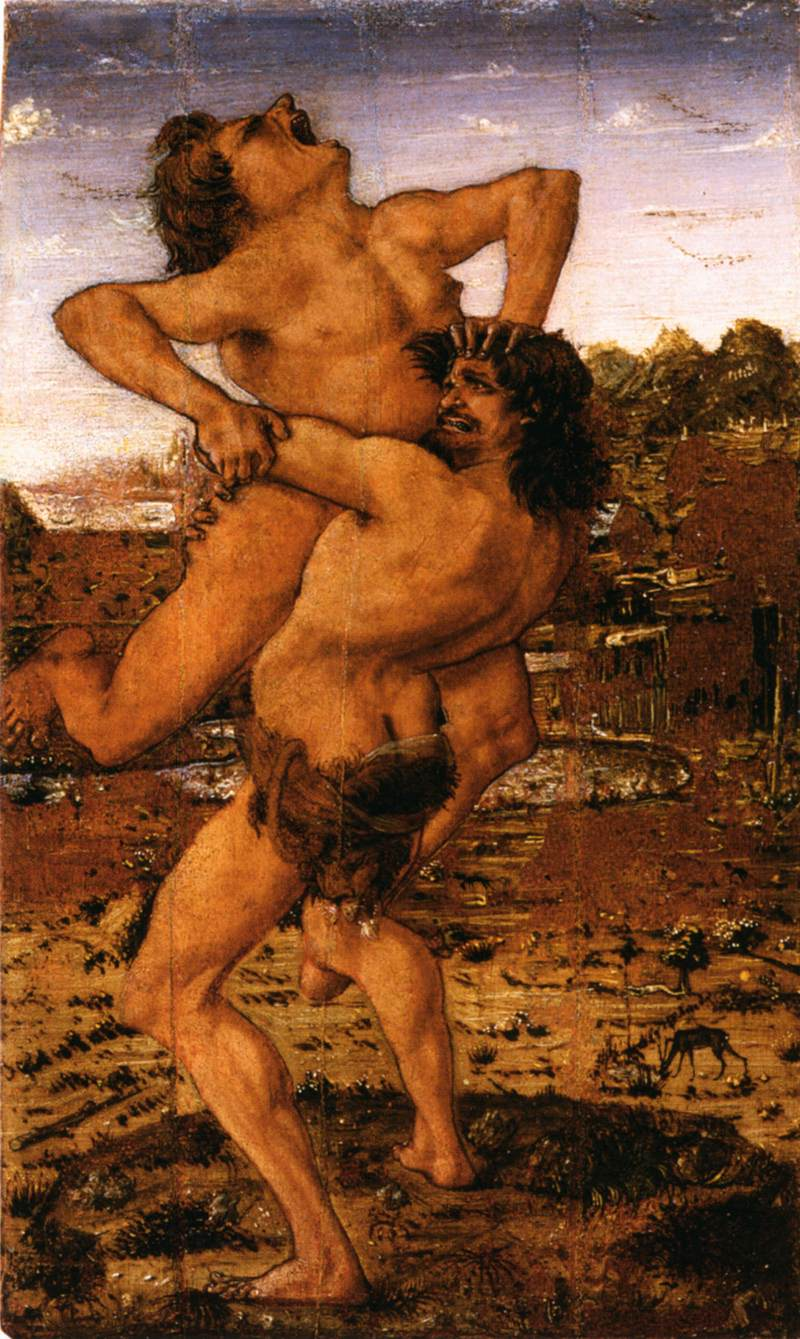
安東尼奧·德爾·波拉約洛的《赫拉克勒斯與安泰俄斯（英语：Hercules slaying Antaeus）》，16 × 9 cm，約繪於1475年，1963年始藏
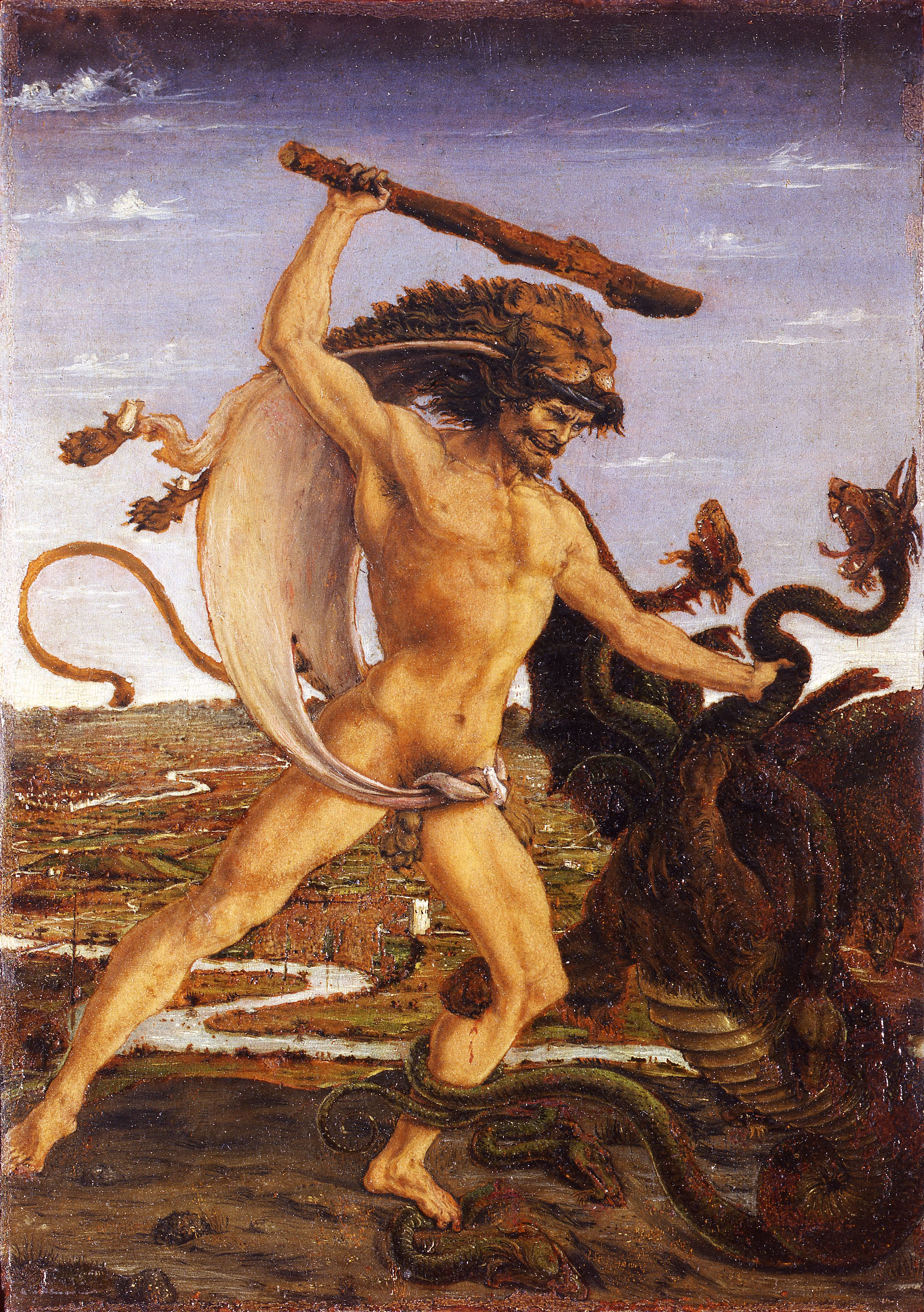
安東尼奧·德爾·波拉約洛的《赫拉克勒斯與九頭蛇（義大利語：Ercole e l'idra）》，17 × 12 cm，約繪於1475年，1963年始藏
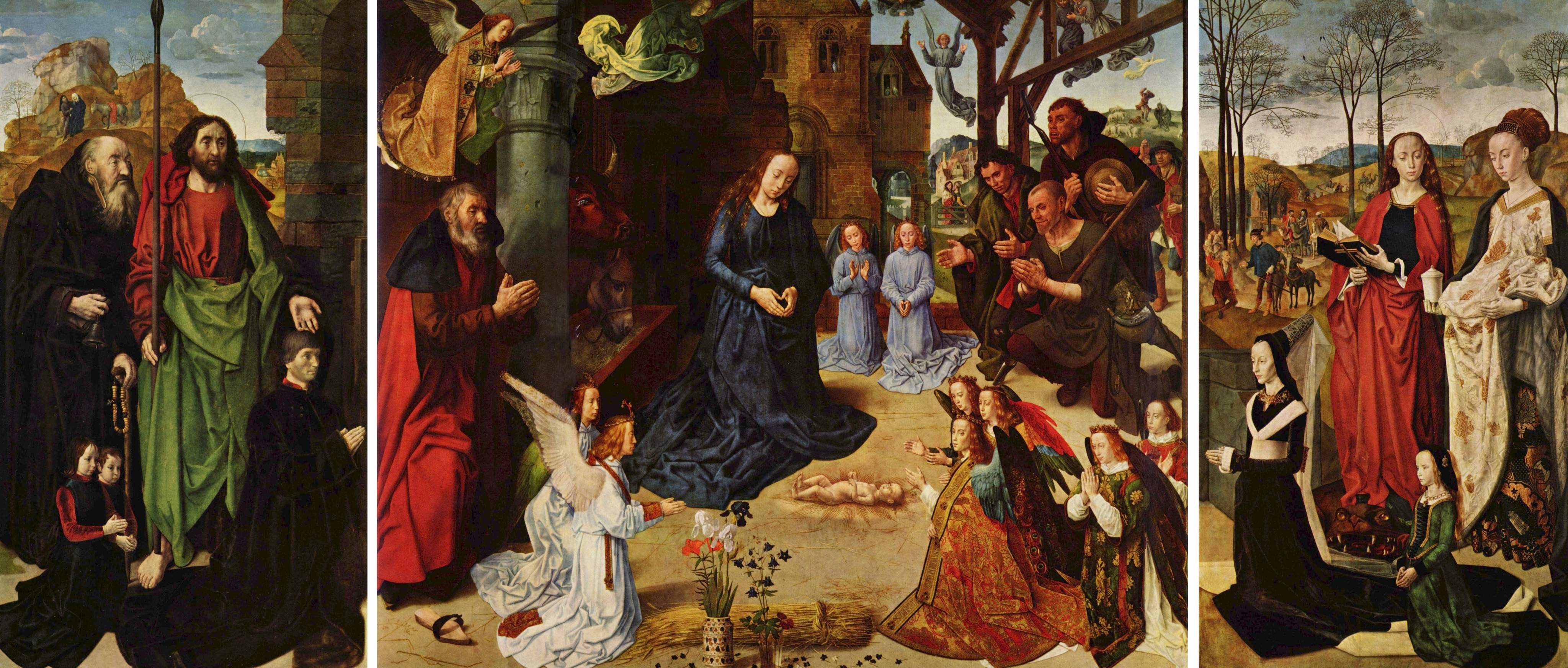
雨果·凡·德·古斯的《波提納里三聯畫（英语：Portinari Triptych）》，中幅253 × 304 cm，側幅233 × 141 cm，約繪於1477年，1900年始藏
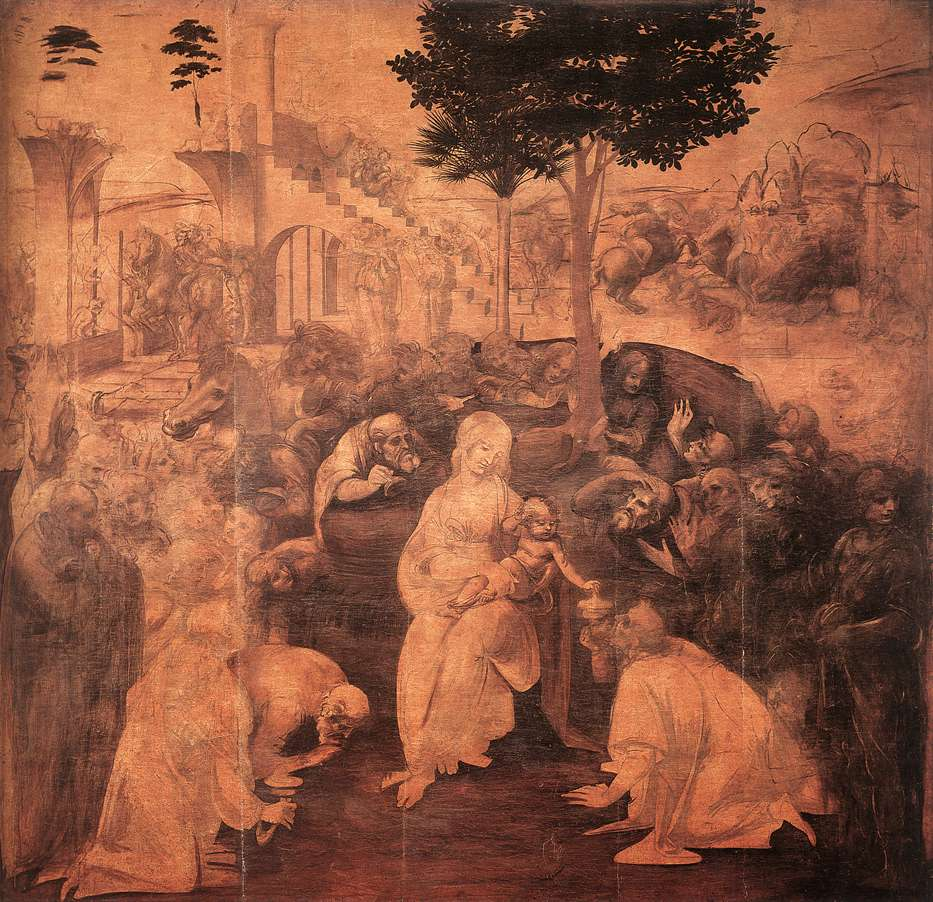
達文西的《三博士來朝》，243 × 246 cm，約繪於1481年，1794年始藏
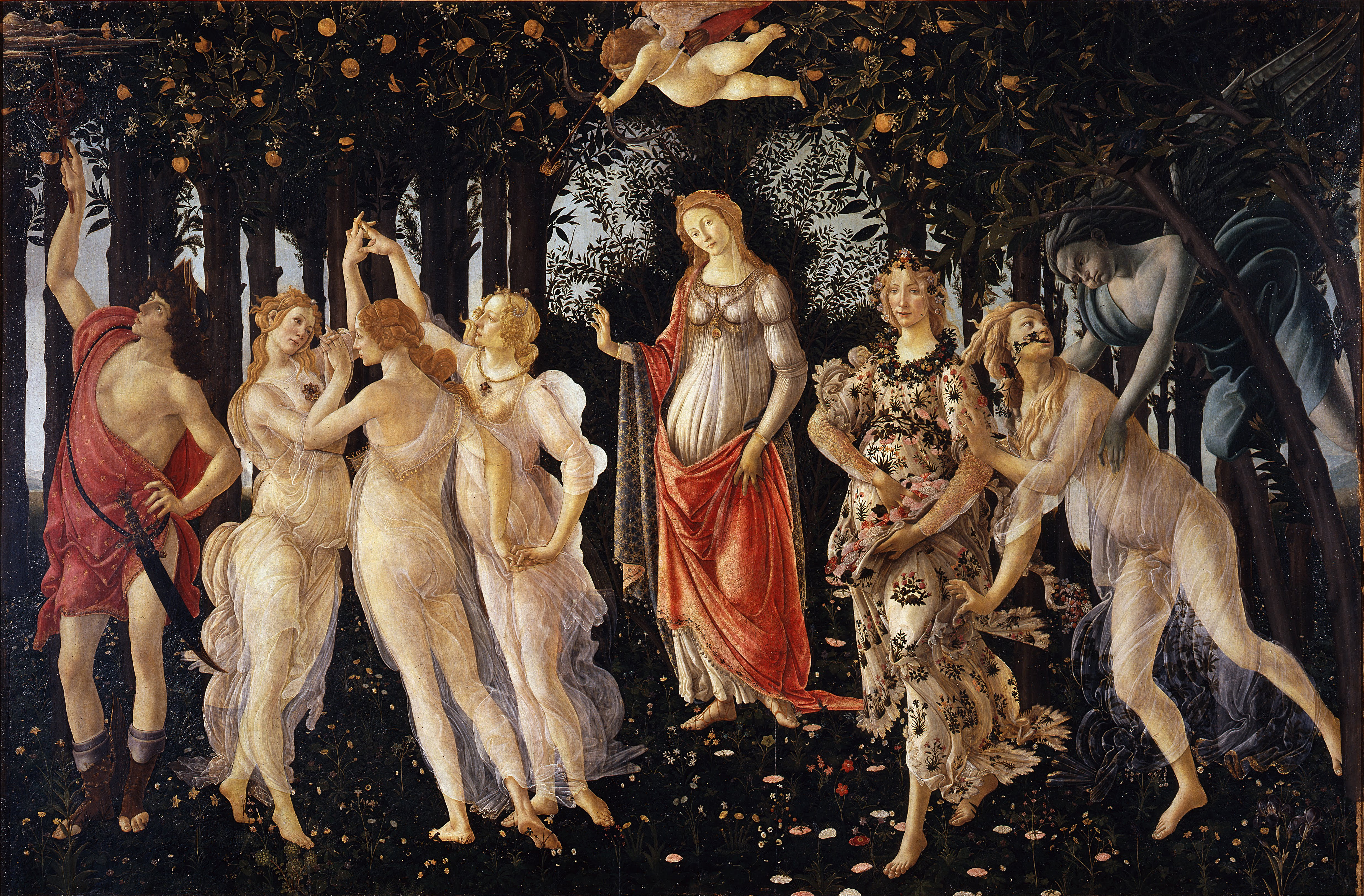
桑德羅·波提切利的《春》，203 × 314 cm，約繪於1482年，1919年始藏
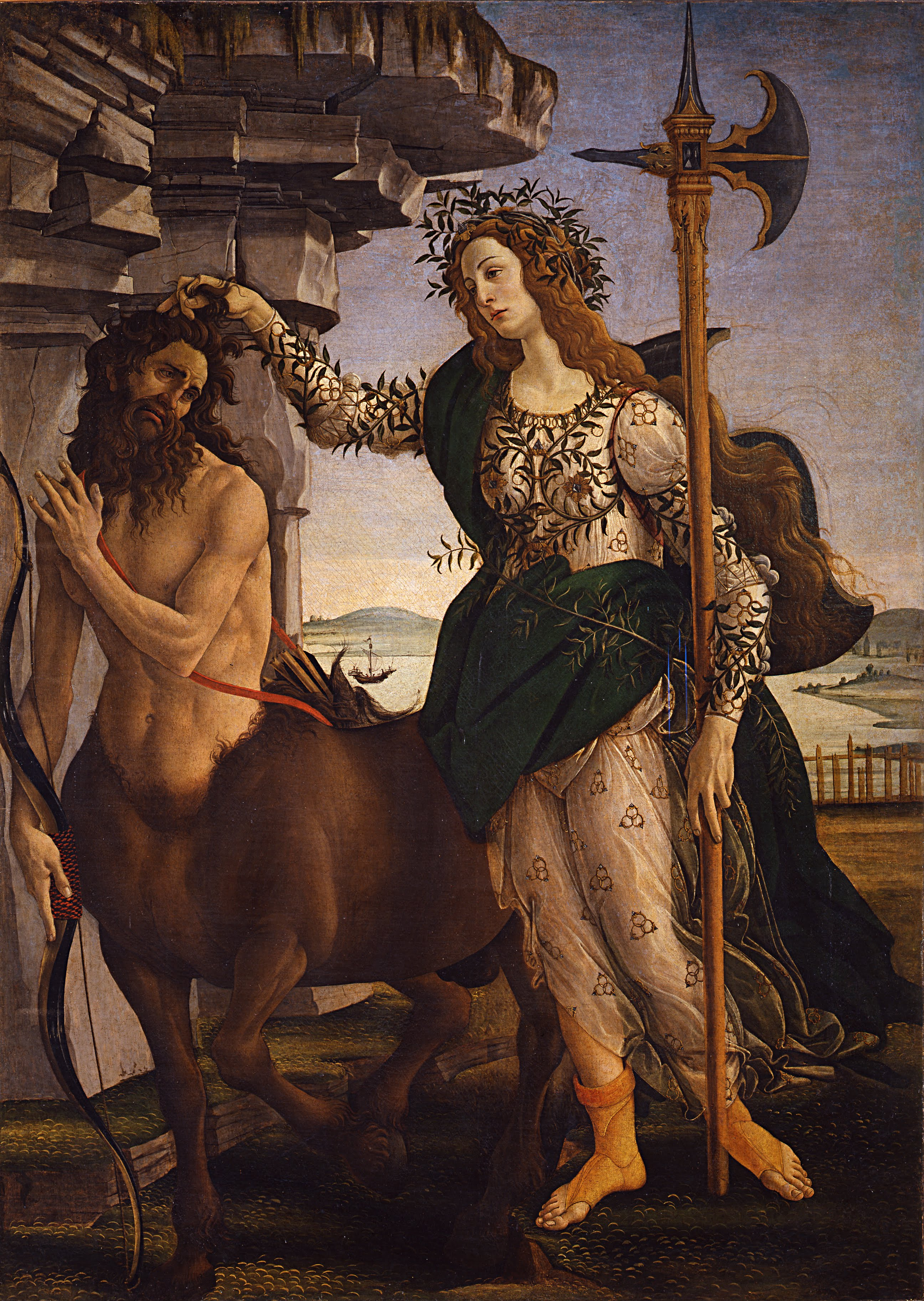
桑德羅·波提切利的《帕拉德與半人馬（英语：Pallas and the Centaur）》，207 × 148 cm，約繪於1482年，1922年始藏
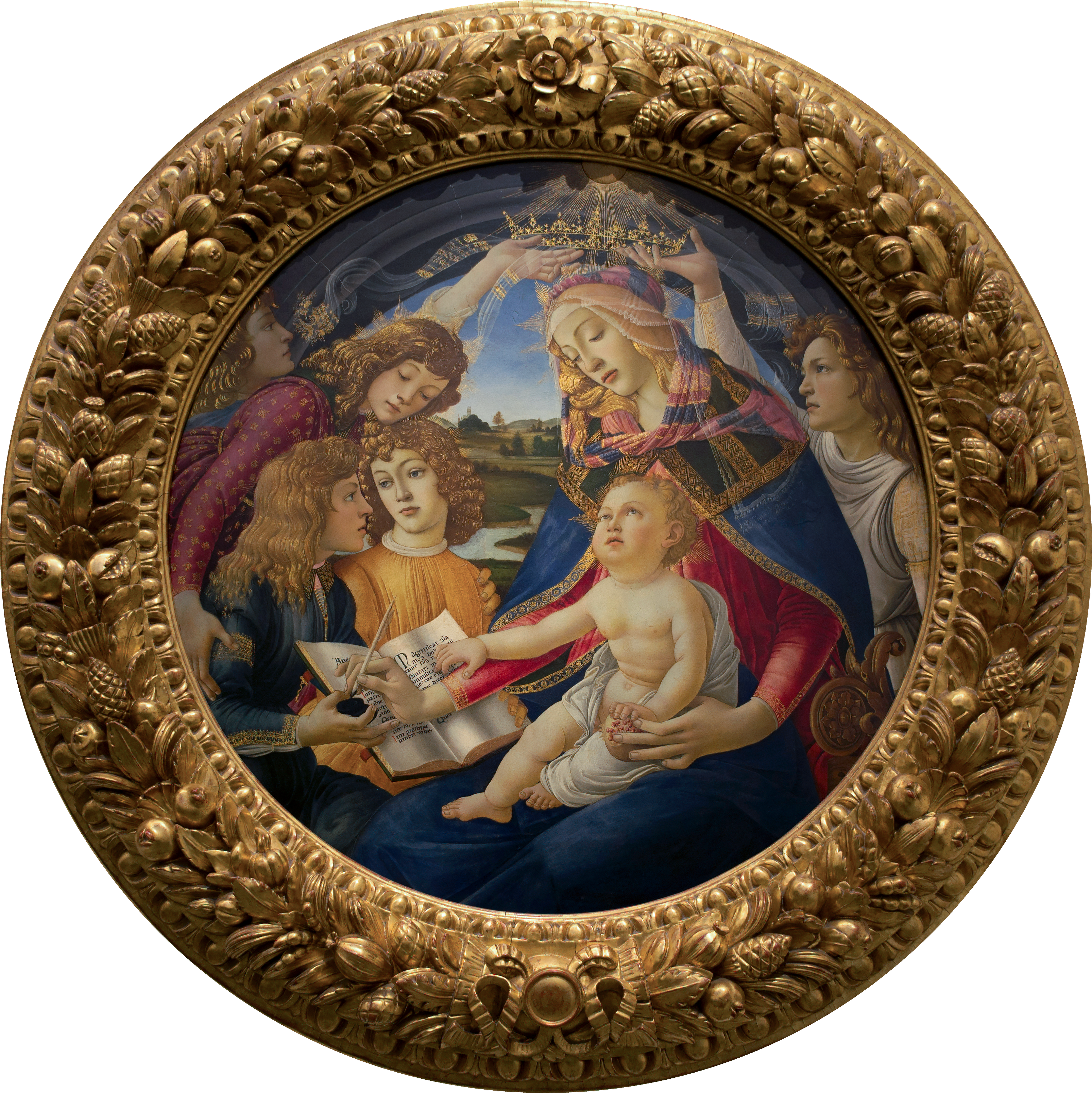
桑德羅·波提切利的《讚美主的聖母（英语：Madonna of the Magnificat）》，直徑118cm，約繪於1483年，1784年始藏
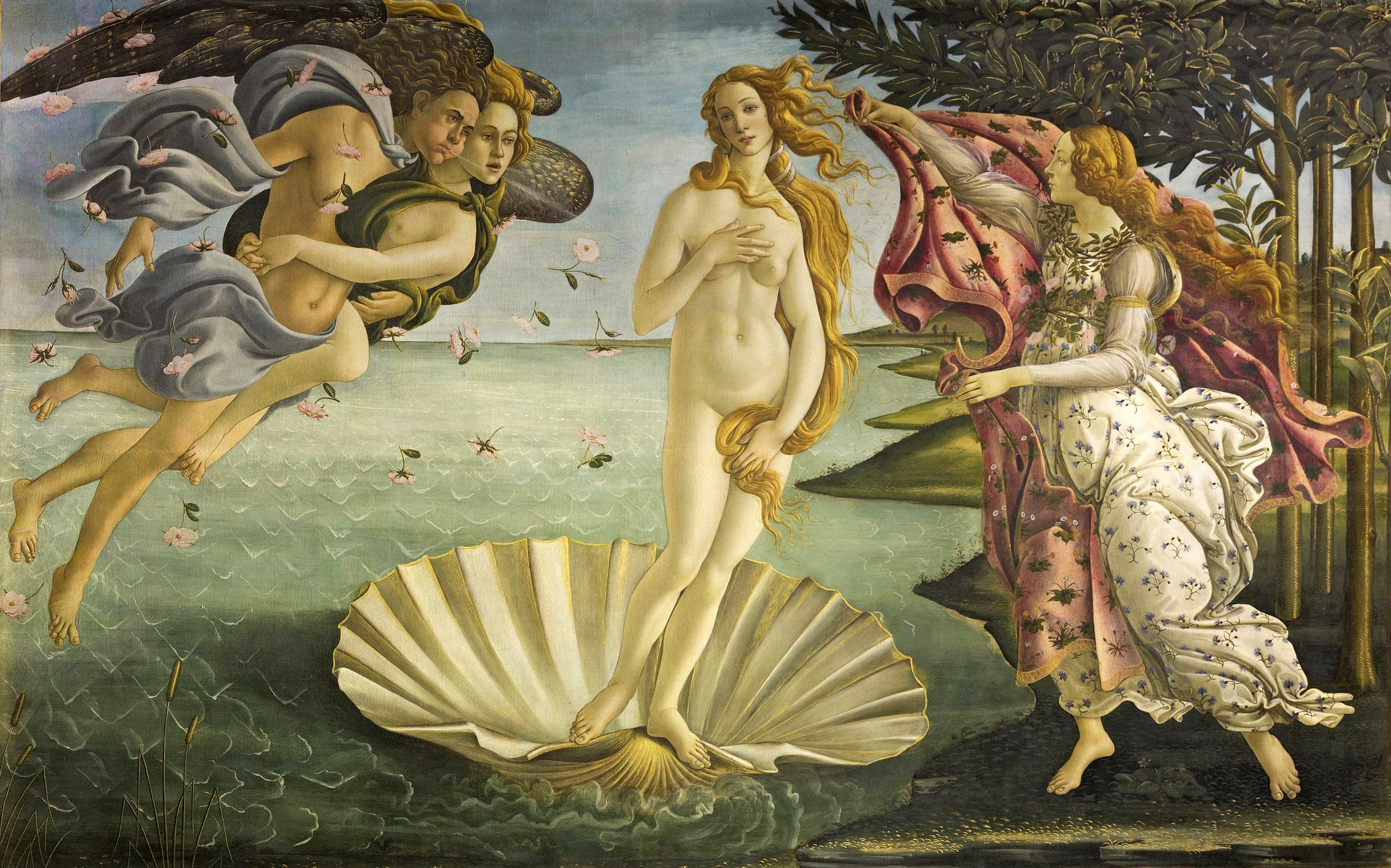
桑德羅·波提切利的《維納斯的誕生》，172.5 × 278.5 cm，約繪於1484年，1815年始藏
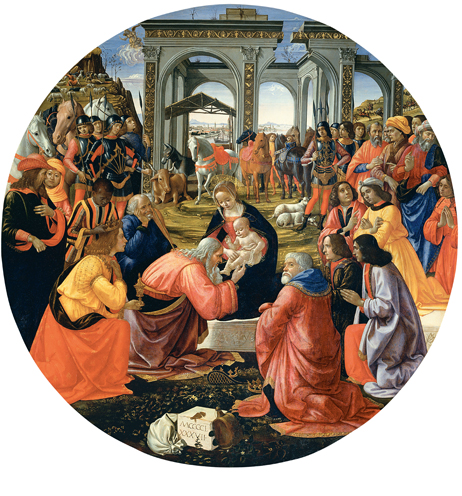
多米尼哥·基蘭達奧的《三博士來朝（義大利語：Adorazione dei Magi Tornabuoni）》，直徑尺寸172 cm，約繪於1487年，1780年始藏
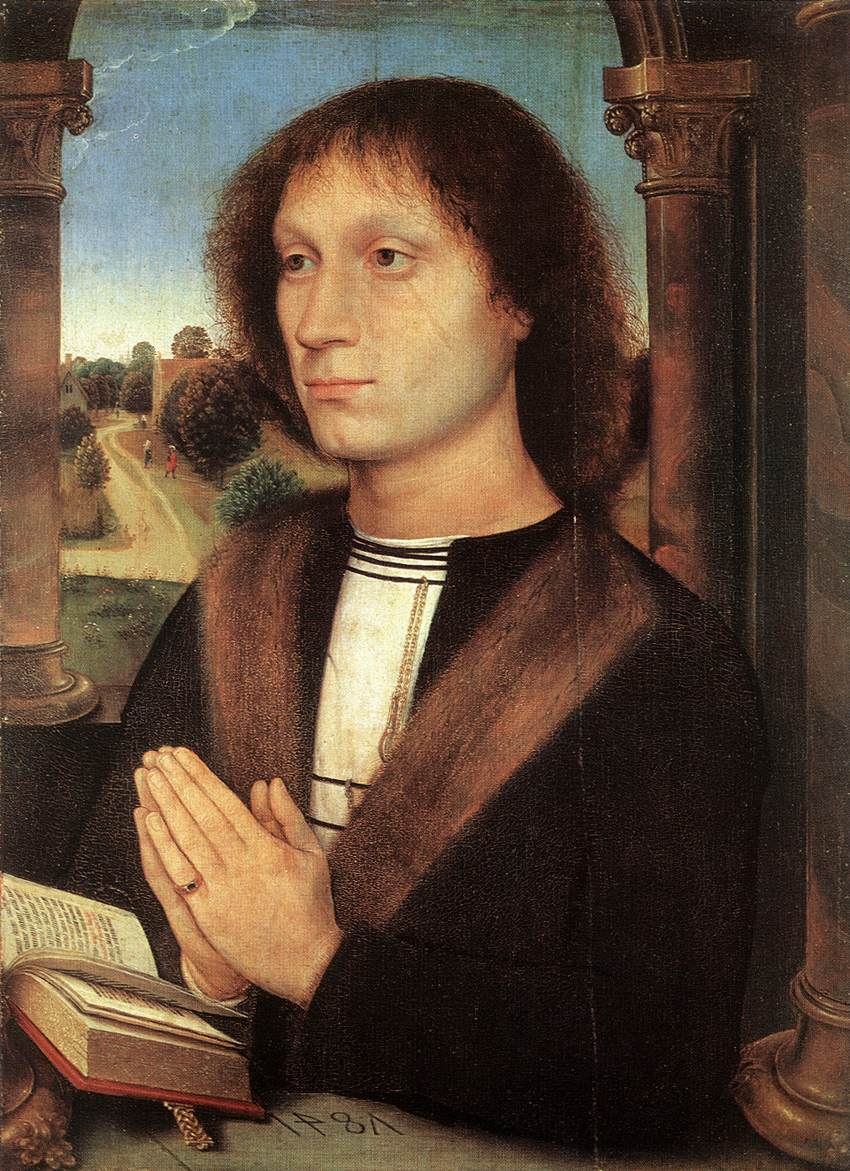
漢斯·梅姆林的《班奈德托·波提納里三聯畫（義大利語：Trittico di Benedetto Portinari）》，45.5 × 100 cm，約繪於1487年，1825年始藏
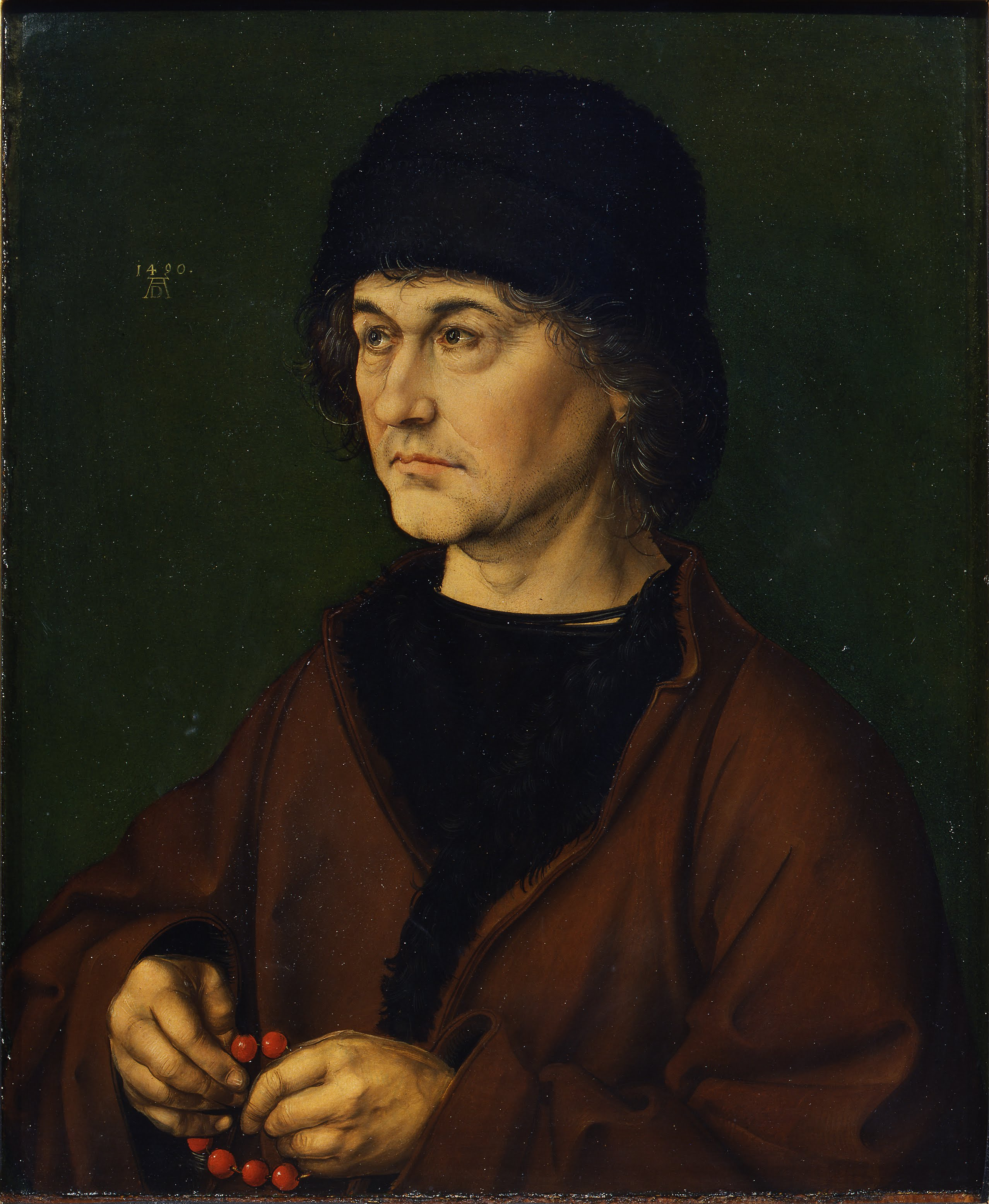
阿爾布雷希特·杜勒的《父親肖像畫（義大利語：Ritratto di Albrecht Dürer il Vecchio (Uffizi)）》，47.5 × 39.5 cm，約繪於1490年，1773年始藏
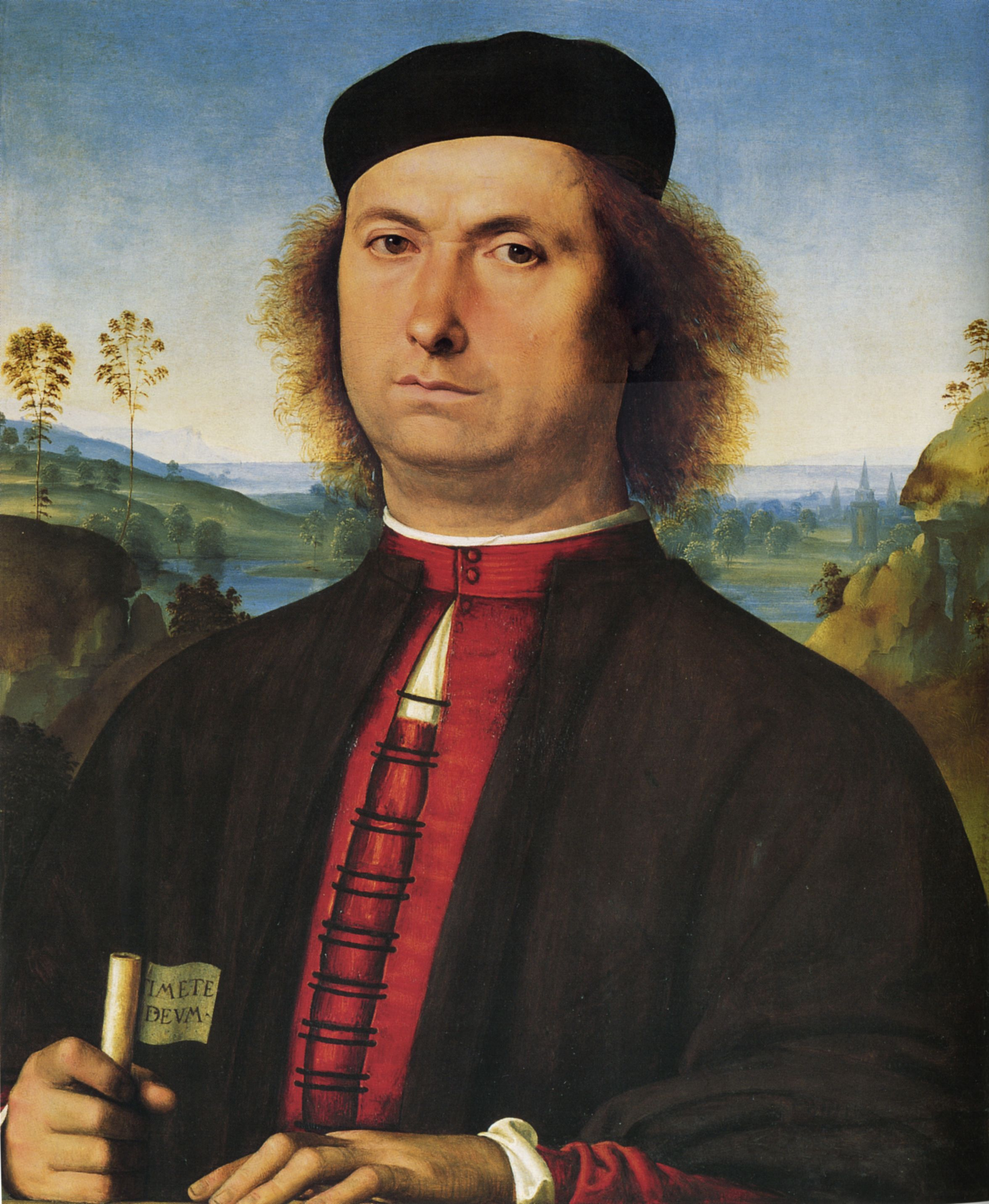
皮埃特羅·佩魯吉諾的《弗朗切斯科·德爾·奧佩雷肖像》，52 × 44 cm，約繪於1494年，1833年始藏
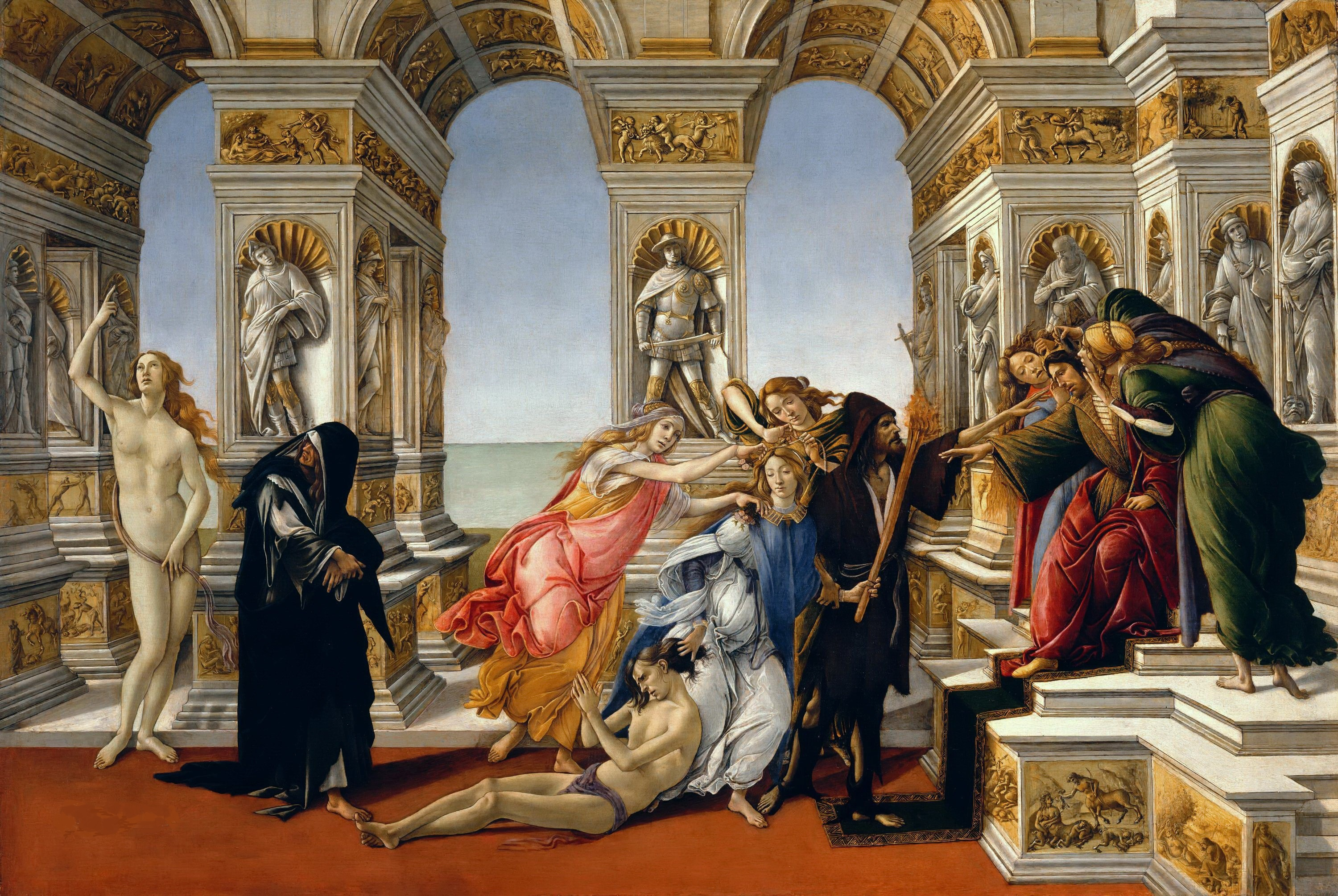
桑德羅·波提切利的《誹謗（英语：Calumny of Apelles (Botticelli)）》，62 × 91 cm，約繪於1495年，1773年始藏
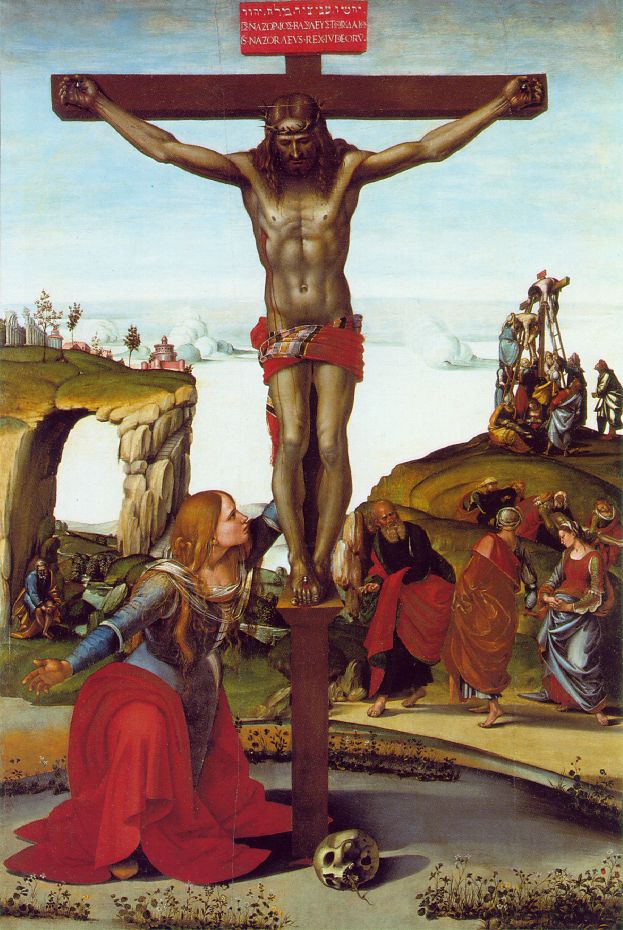
盧卡·西諾萊利的《受難耶穌與瑪達萊娜（義大利語：Crocifisso con la Maddalena）》，249 × 166 cm，約繪於1500年，1919年始藏
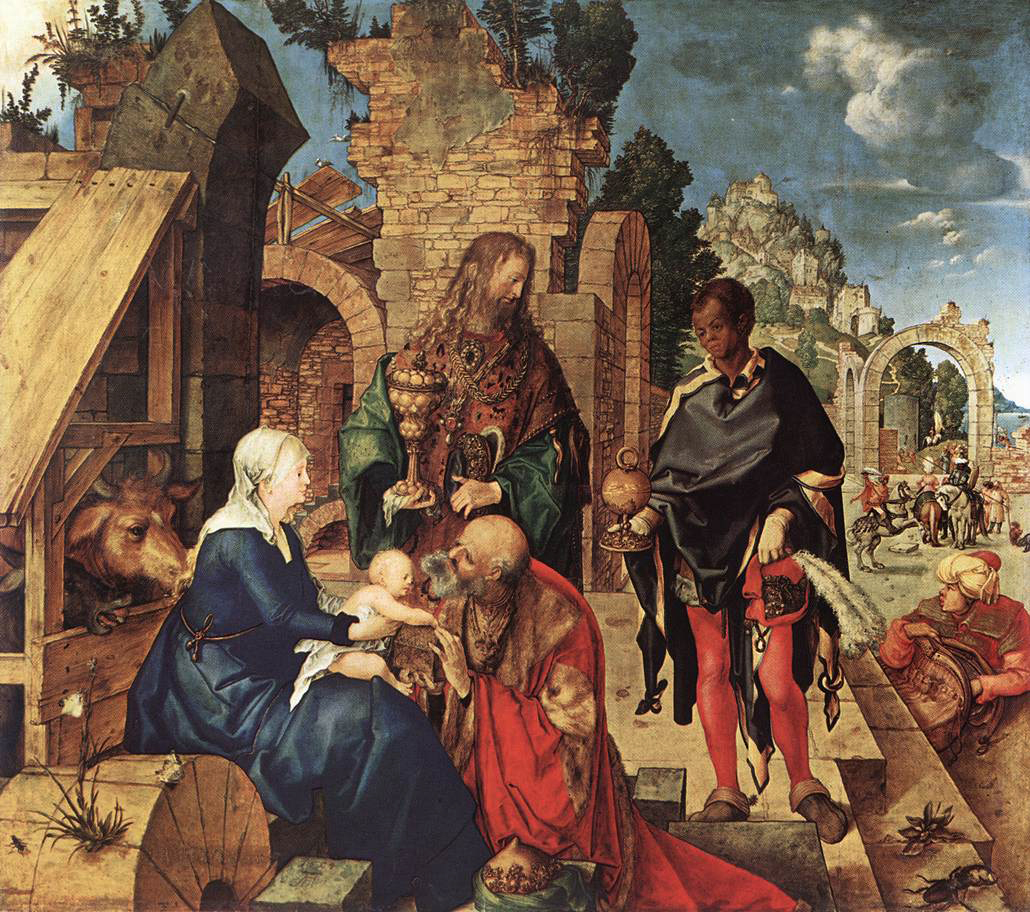
阿爾布雷希特·杜勒的《三博士來朝（英语：Adoration of the Magi (Dürer)）》，100 × 114 cm，約繪於1504年，1793年始藏
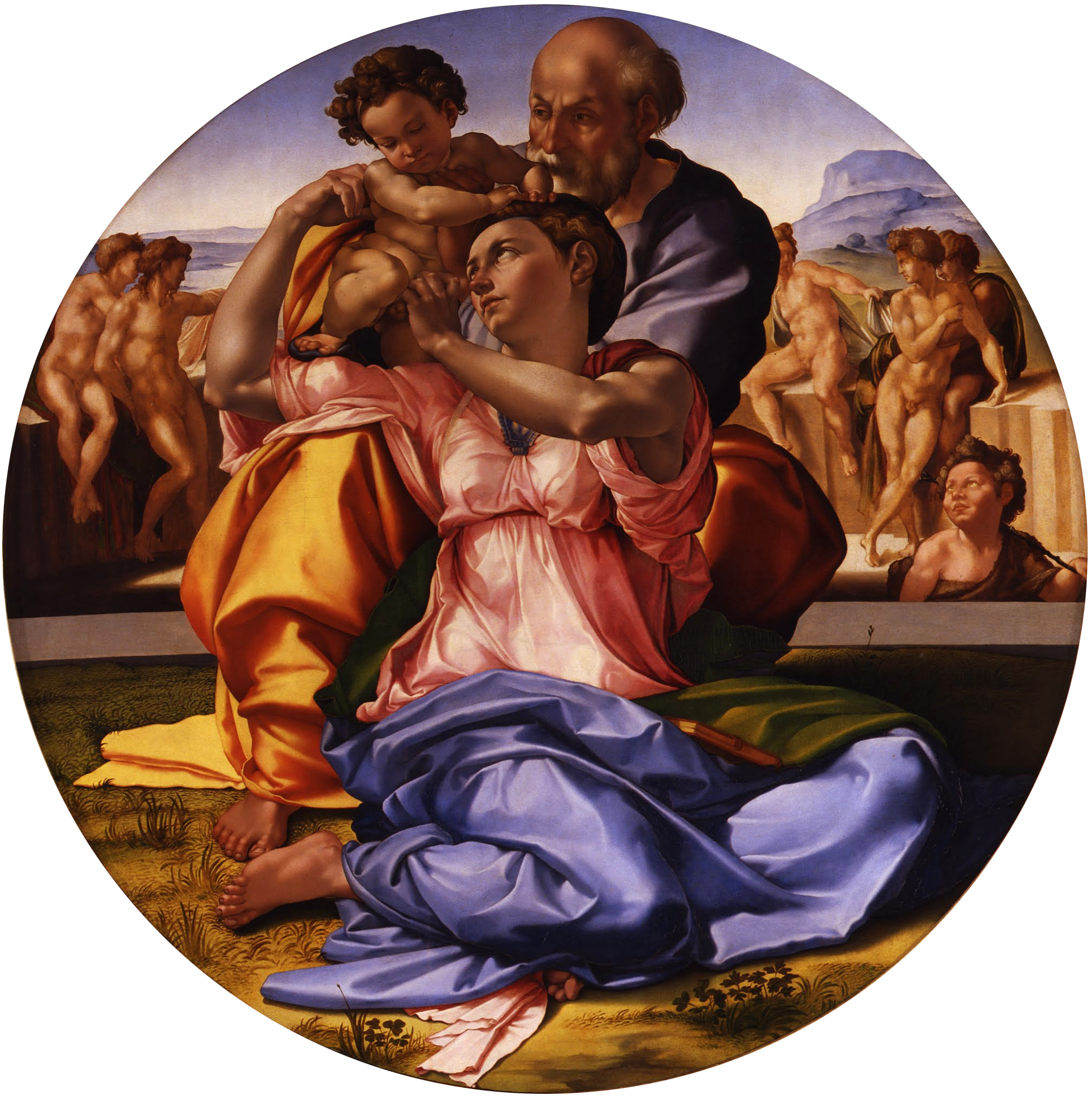
米開朗基羅的《多尼圓圖》，直徑尺寸120 cm，約繪於1506年，1635年始藏
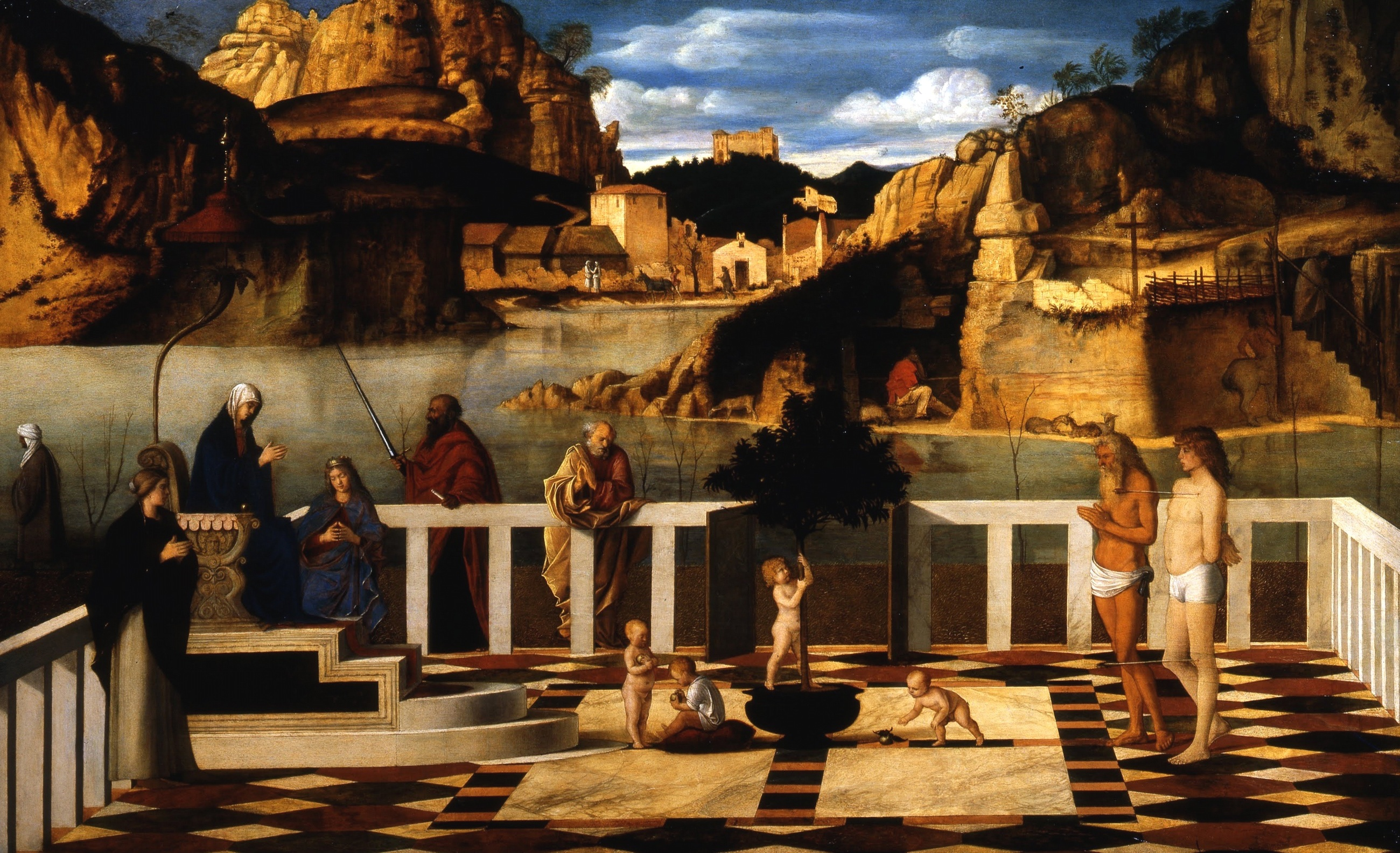
喬瓦尼·貝利尼的《神聖寓意圖（英语：Holy Allegory）》，73 × 119 cm，約繪於1504年，1793年始藏
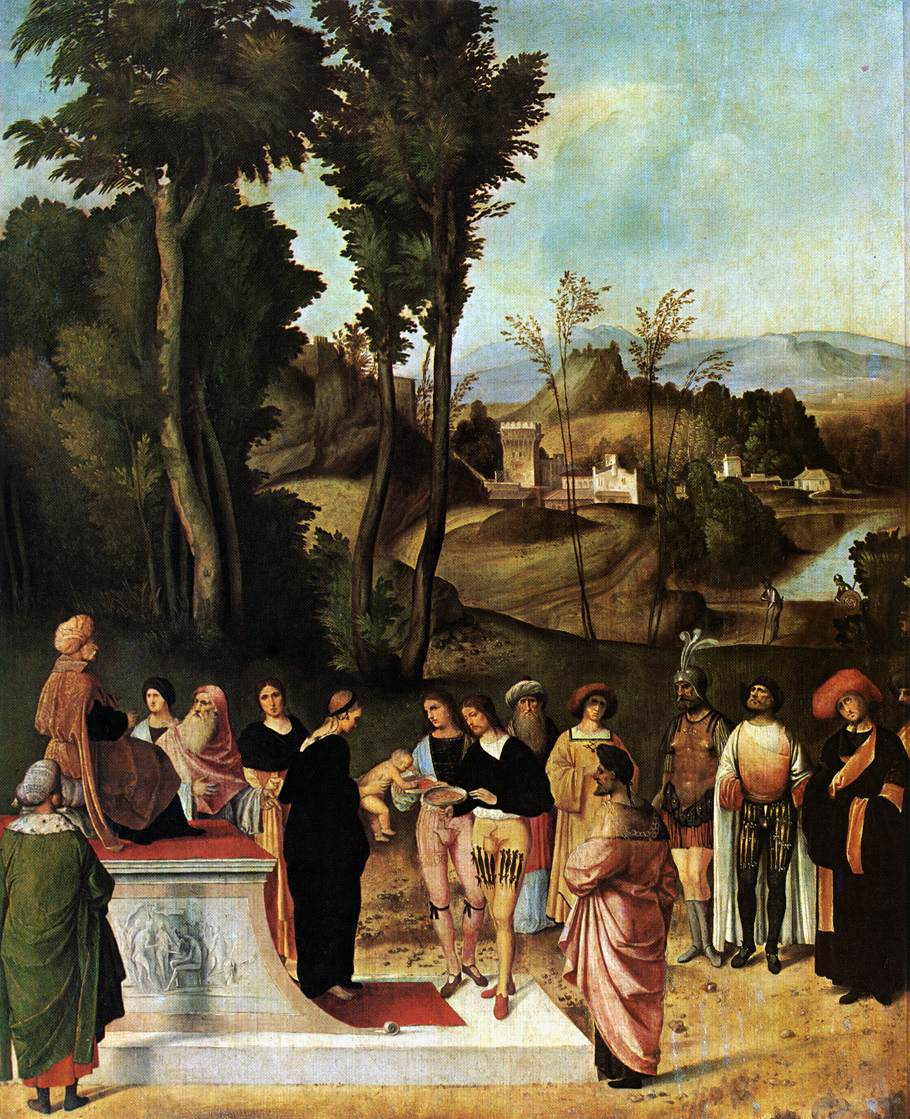
喬爾喬內的《摩西的考驗》，89 × 72 cm，約繪於1505年，1795年始藏
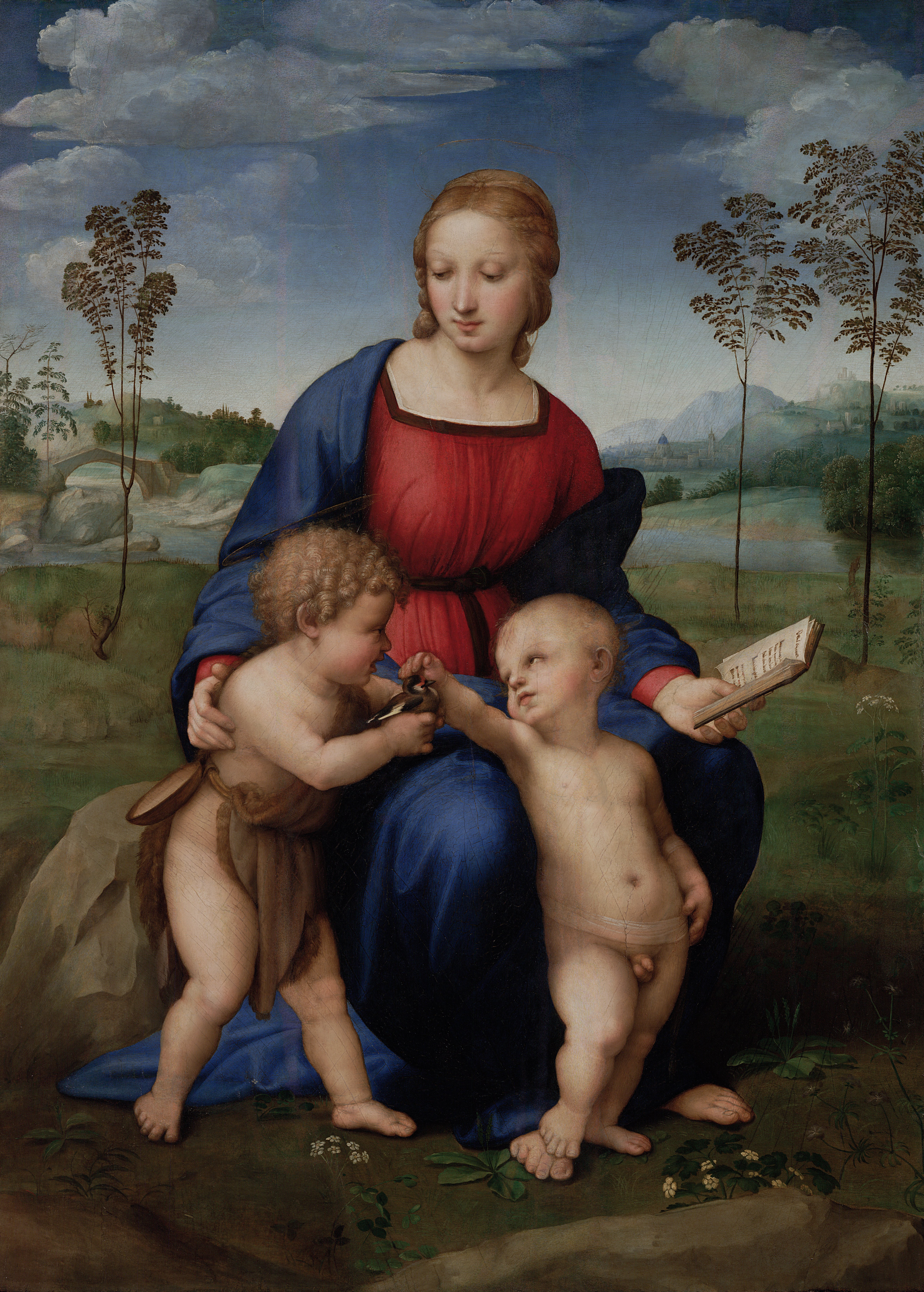
拉斐爾·聖齊奧的《金翅雀聖母（英语：Madonna del cardellino）》，107 × 77 cm，約繪於1506年，1666年始藏
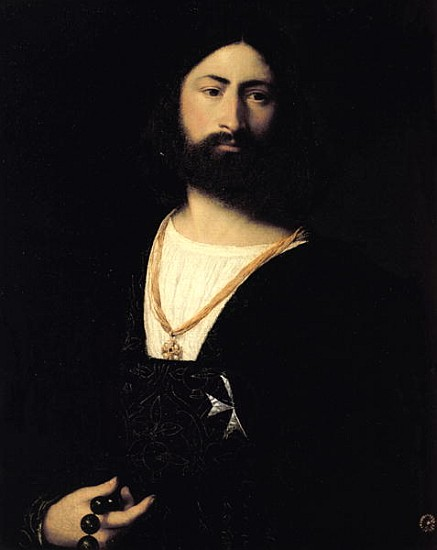
提齊安諾的《馬爾他騎士肖像畫（義大利語：Ritratto di un cavaliere di Malta）》，80 × 64 cm，約繪於1510年，1798年始藏
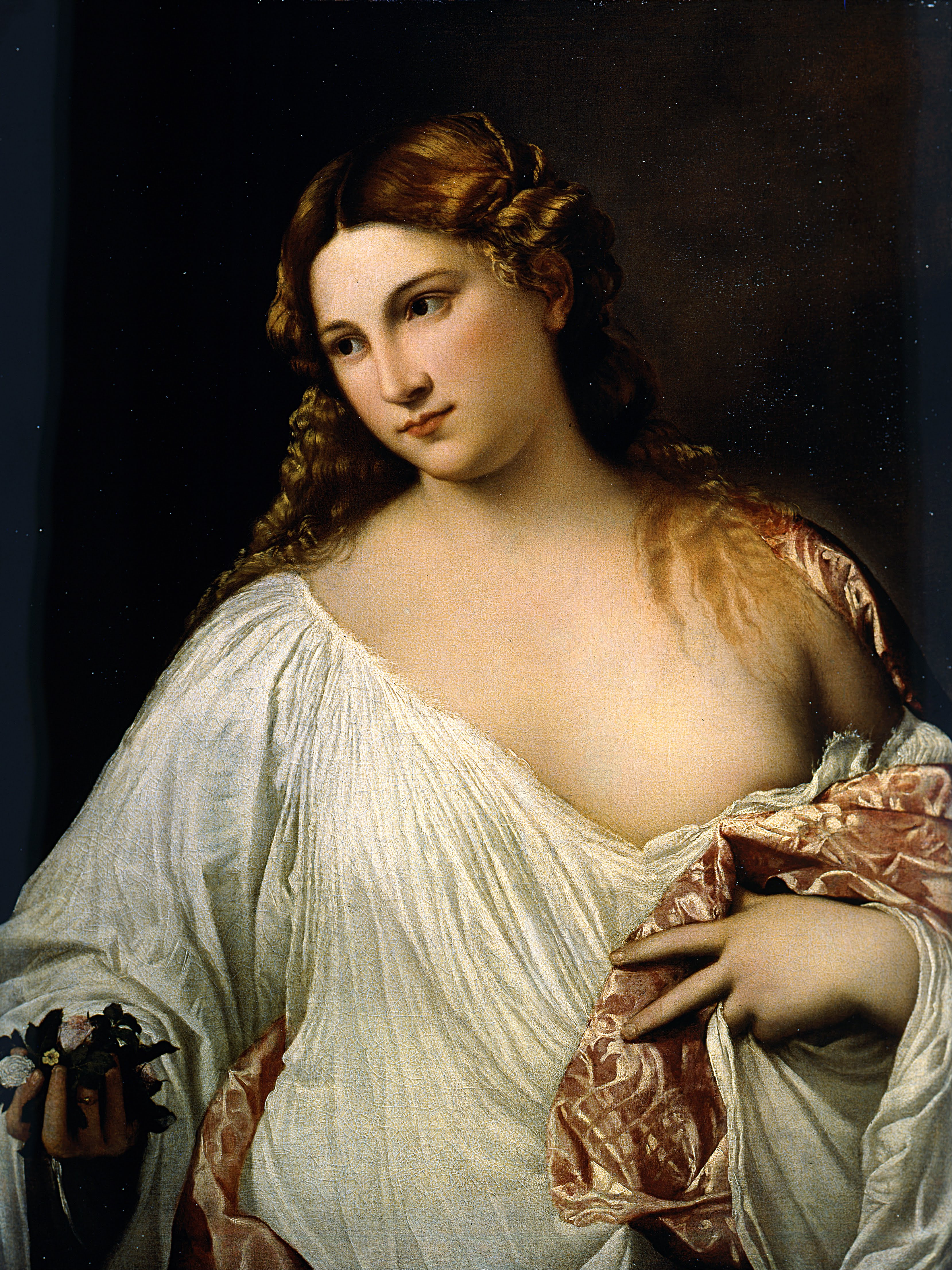
提齊安諾的《花神芙蘿拉（英语：Flora (Titian)）》，79.7 × 63.5 cm，約繪於1515年，1793年始藏
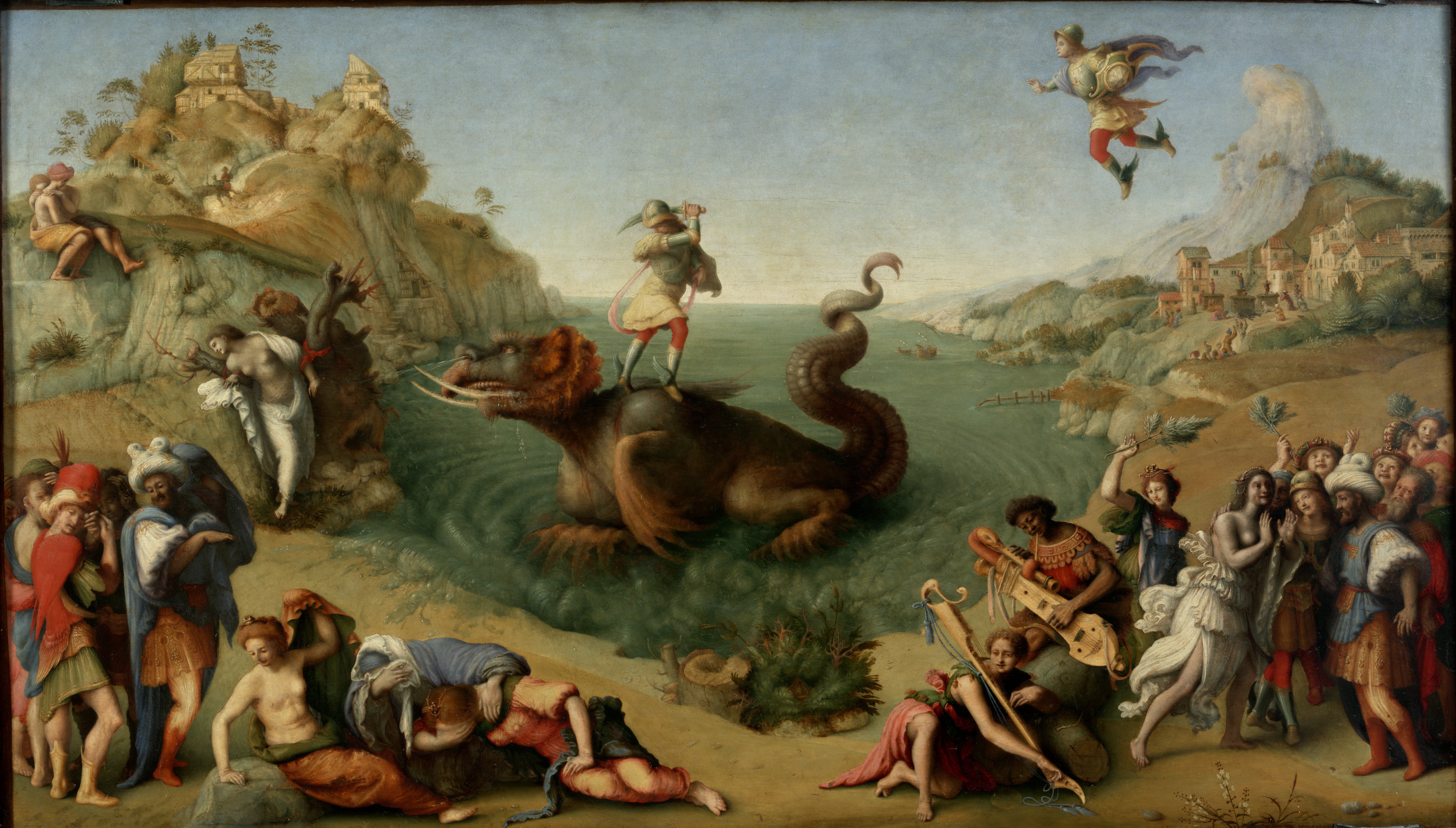
皮耶羅·迪·科西莫《珀耳修斯解救安朵美達（英语：Perseus Freeing Andromeda）》，70 × 123 cm，約繪於1513年，1589年始藏
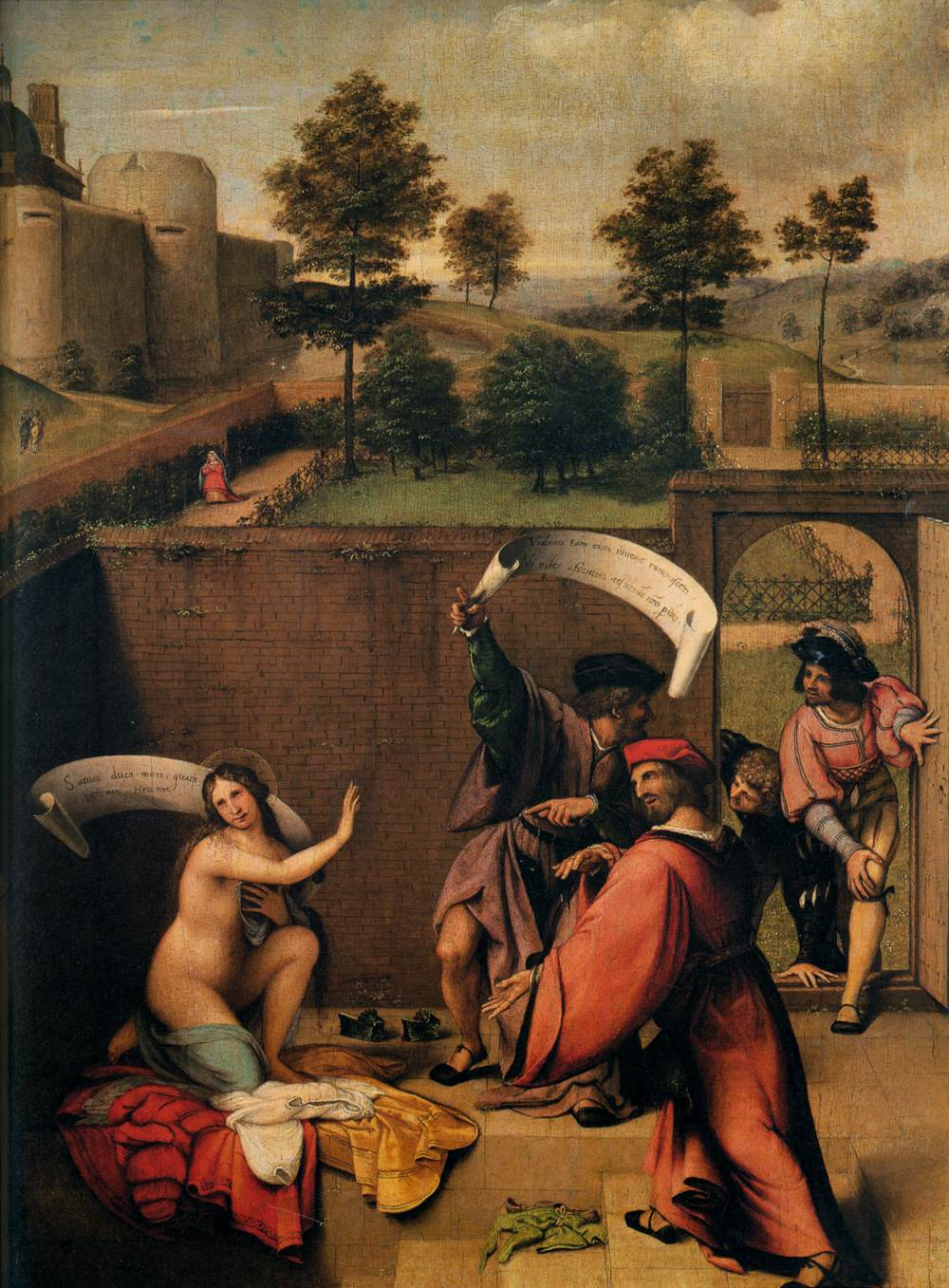
羅倫佐·洛托（英语：Lorenzo Lotto）的《蘇珊娜與長老（英语：Susanna and the Elders (Lotto)）》，66 × 50 cm，約繪於1517年，1975年始藏
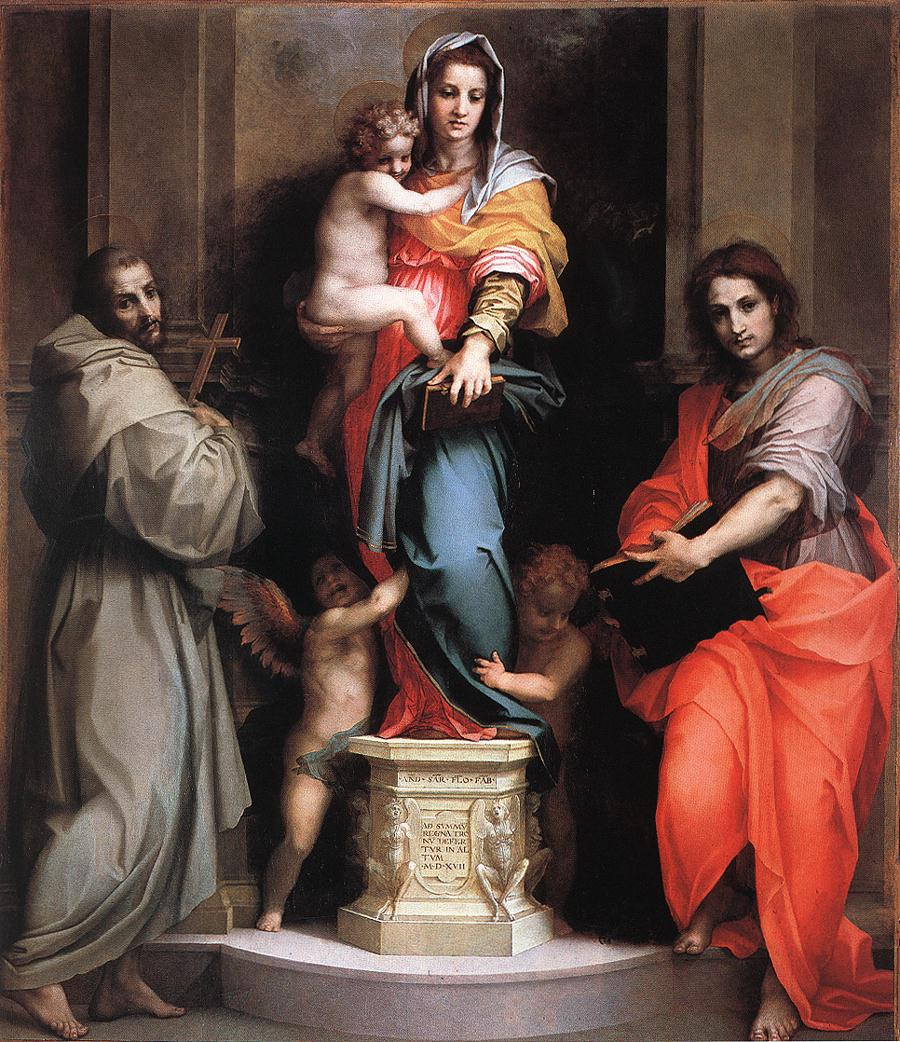
安德烈亞·德爾·薩爾托的《美人與聖母（英语：Madonna of the Harpies）》，207 × 178 cm，約繪於1517年，1795年始藏
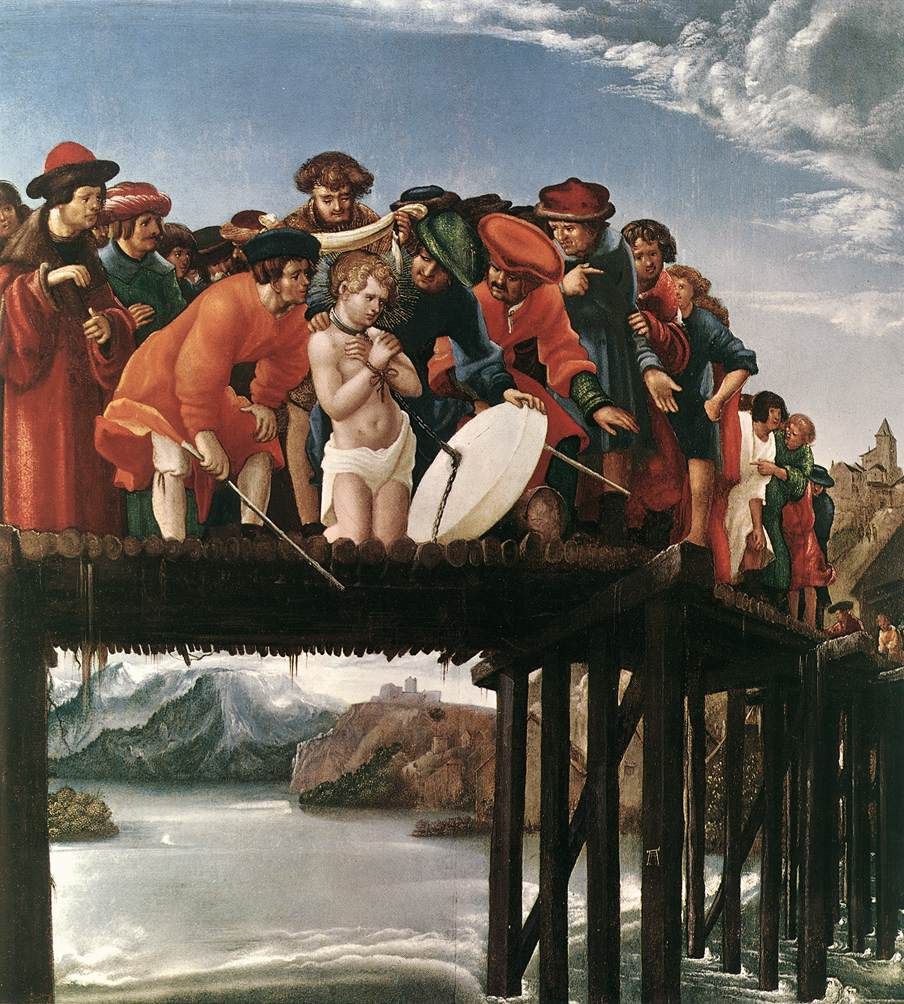
阿爾布雷希特·阿爾特多費的《聖弗洛里亞諾的殉難（義大利語：Martirio di san Floriano）》，76.4 × 67.2 cm，約繪於1518年，1914年始藏
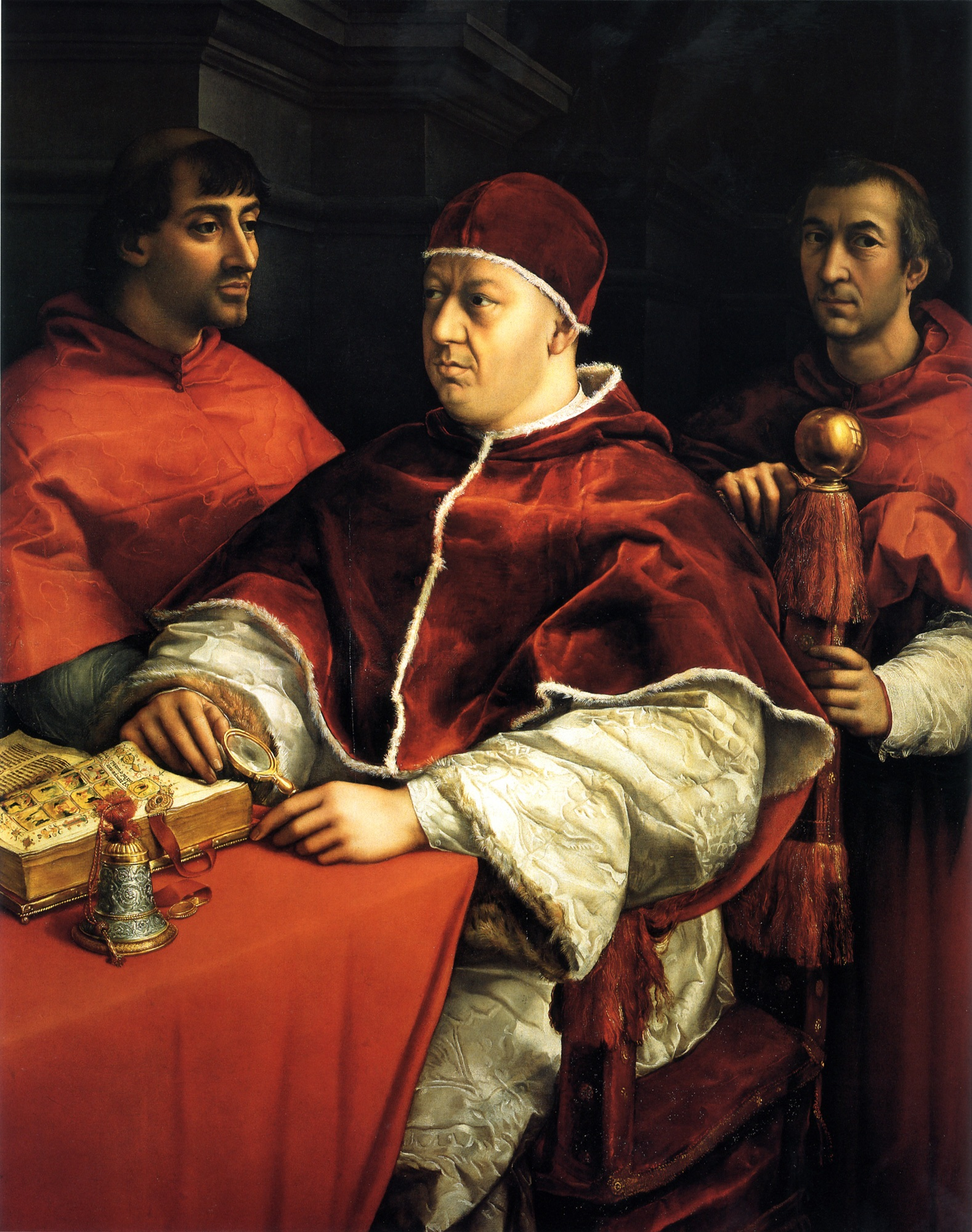
拉斐爾·聖齊奧的《利奧十世和兩位樞機主教朱利奧·德·美第奇及路易吉·德·羅西肖像畫》，155.5 × 119.5 cm，約繪於1518年，1952年始藏
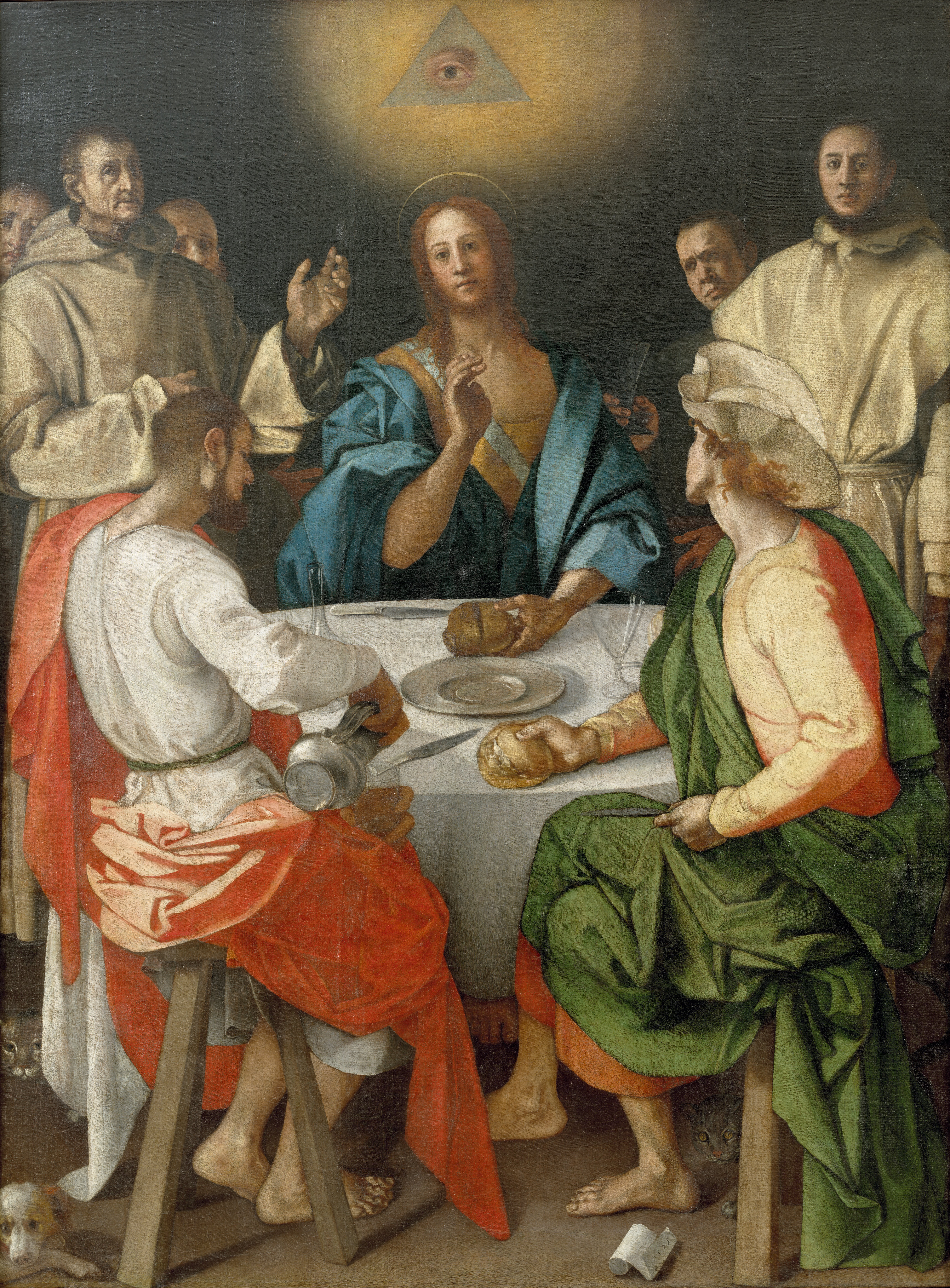
蓬托莫的《以馬忤斯的晚餐（義大利語：Cena in Emmaus (Pontormo)）》，230 × 173 cm，約繪於1525年，1948年始藏
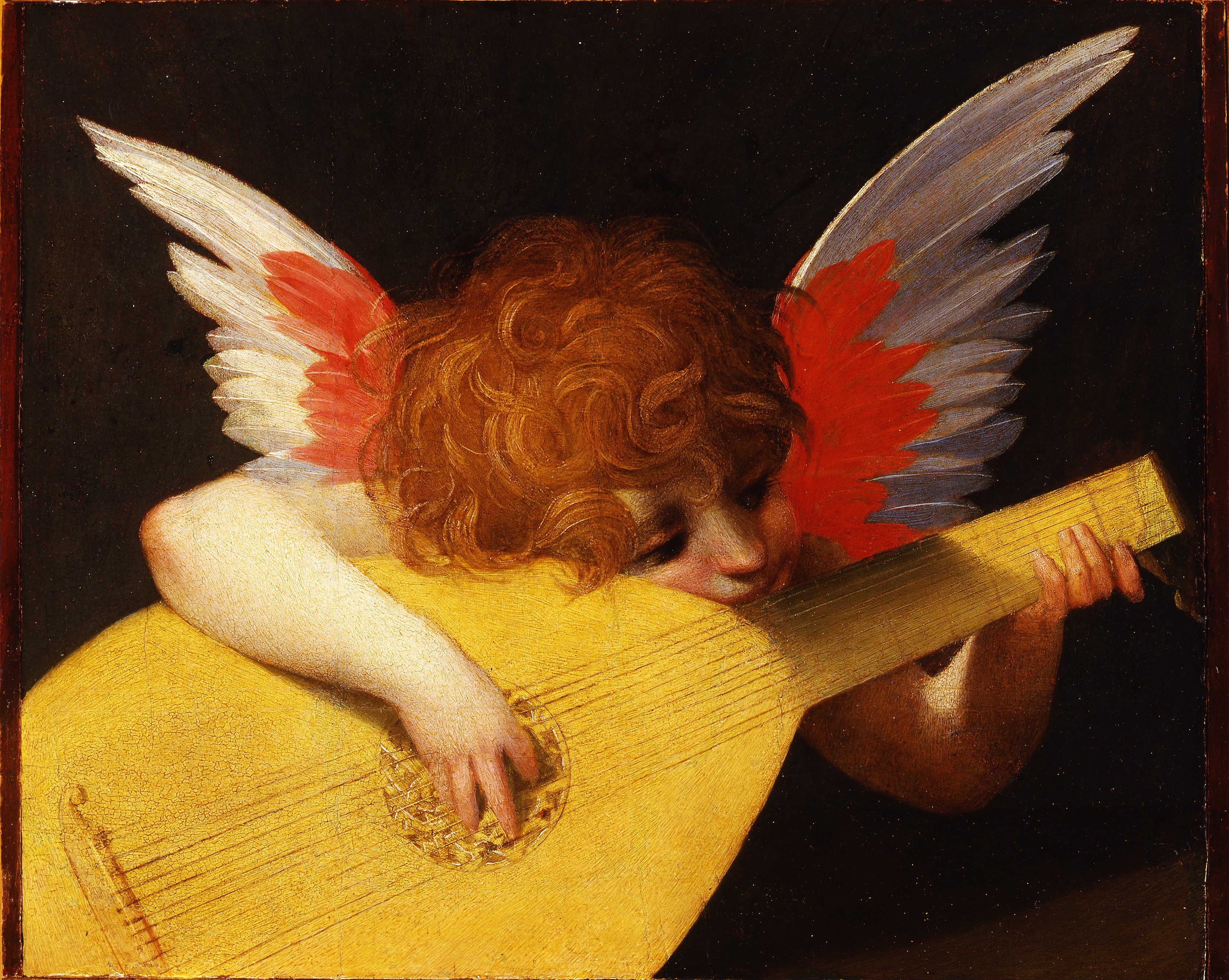
羅索·菲奧倫蒂諾的《奏樂小天使（義大利語：Putto che suona）》，39 × 47 cm，約繪於1521年，1605年始藏
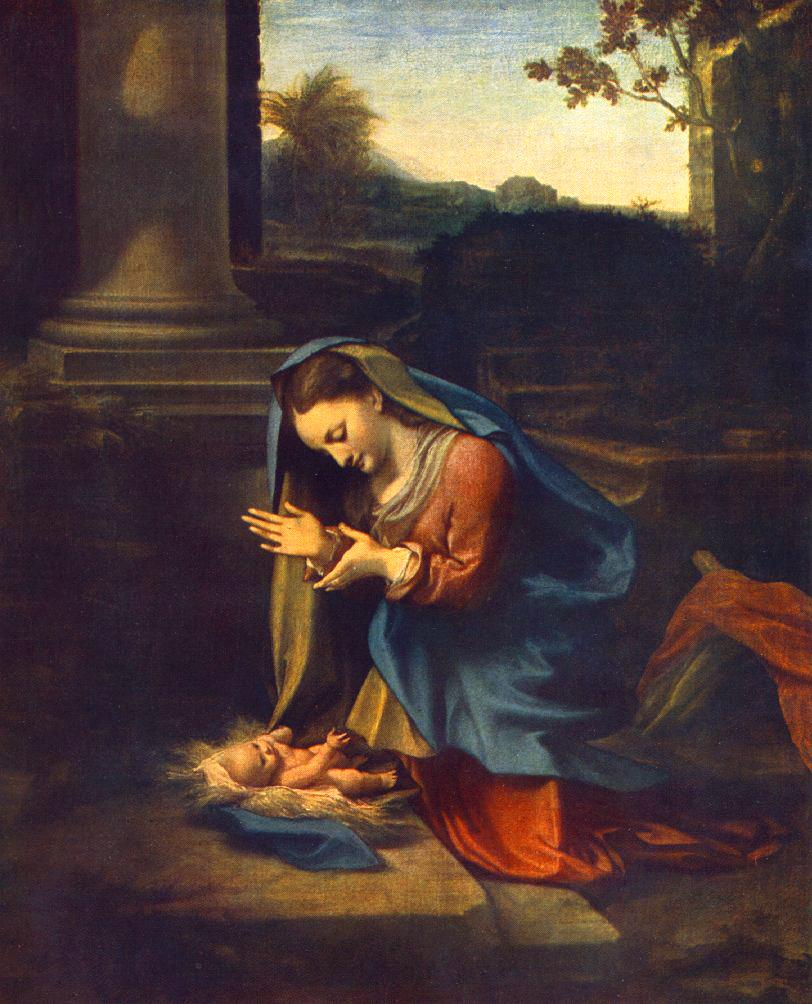
科雷吉歐的《愛子的聖母（英语：Adoration of the Child (Correggio)）》，82 × 68.3 cm，約繪於1524年，1617年始藏
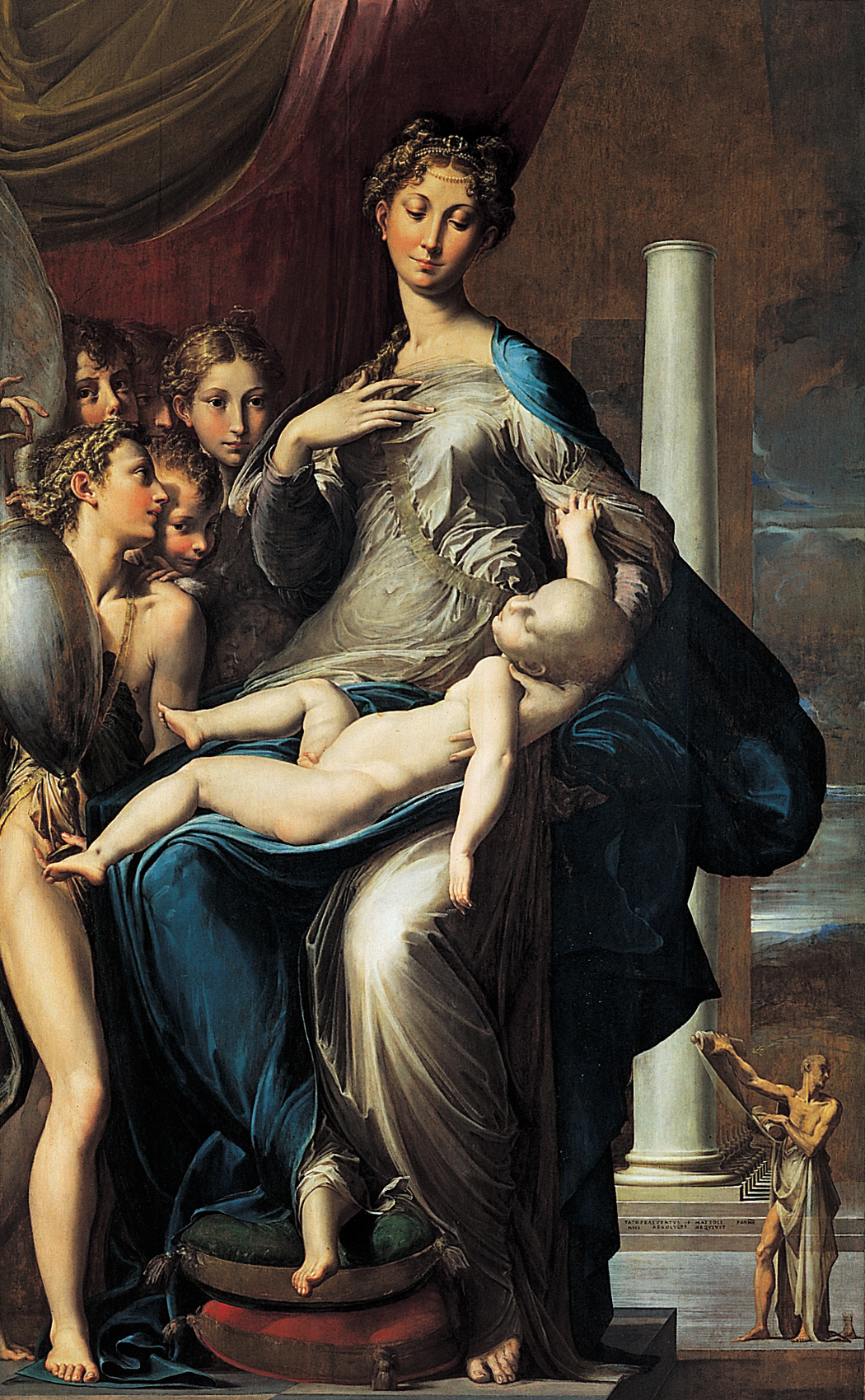
弗蘭西斯科·帕爾米賈尼諾的《長頸聖母》，219 × 135 cm，約繪於1534年，1948年始藏
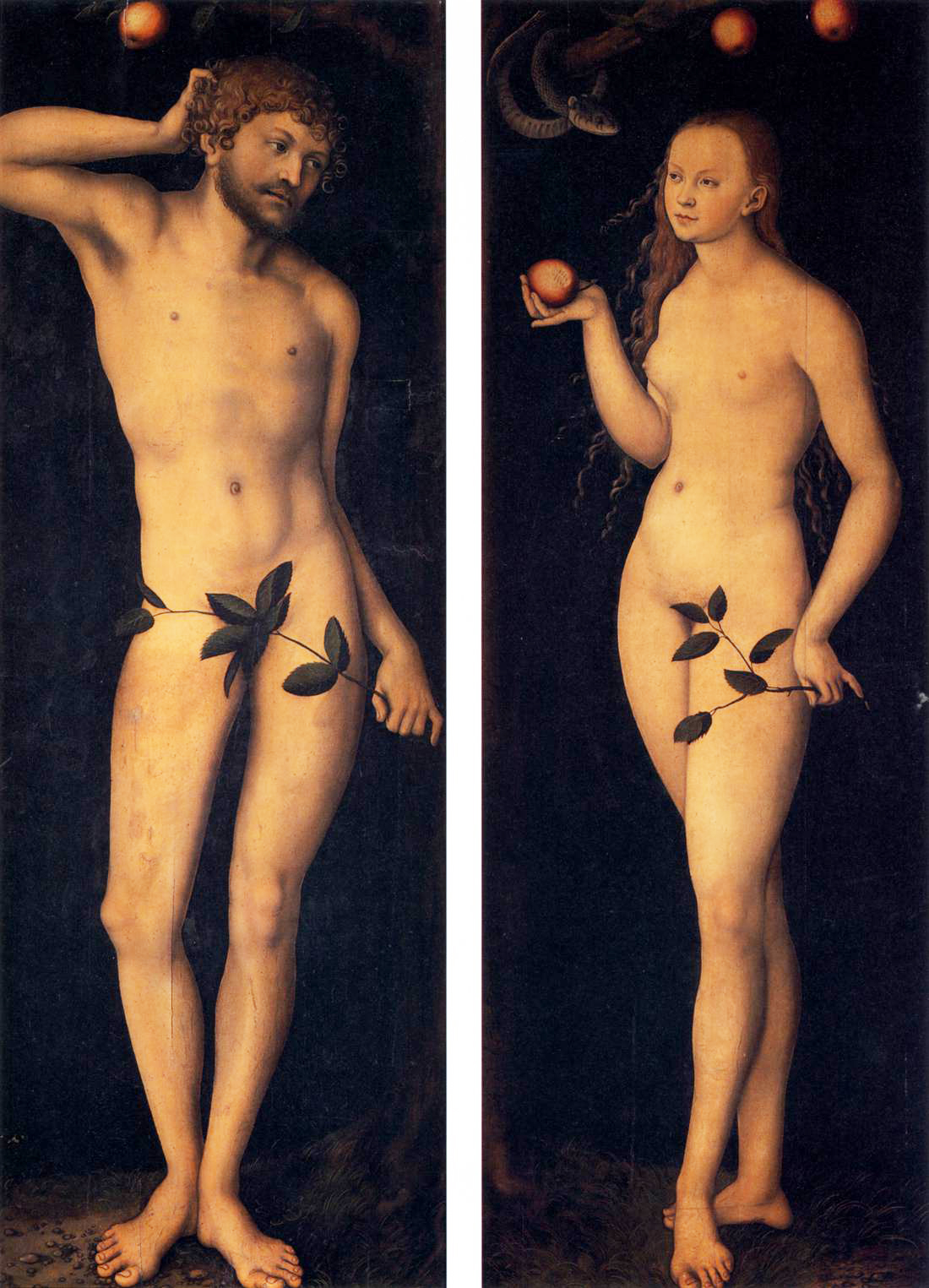
老盧卡斯·克拉納赫的《亞當和夏娃（英语：Adam and Eve (Cranach)）》，172 × 63 cm，約繪於1528年，1704年前收藏
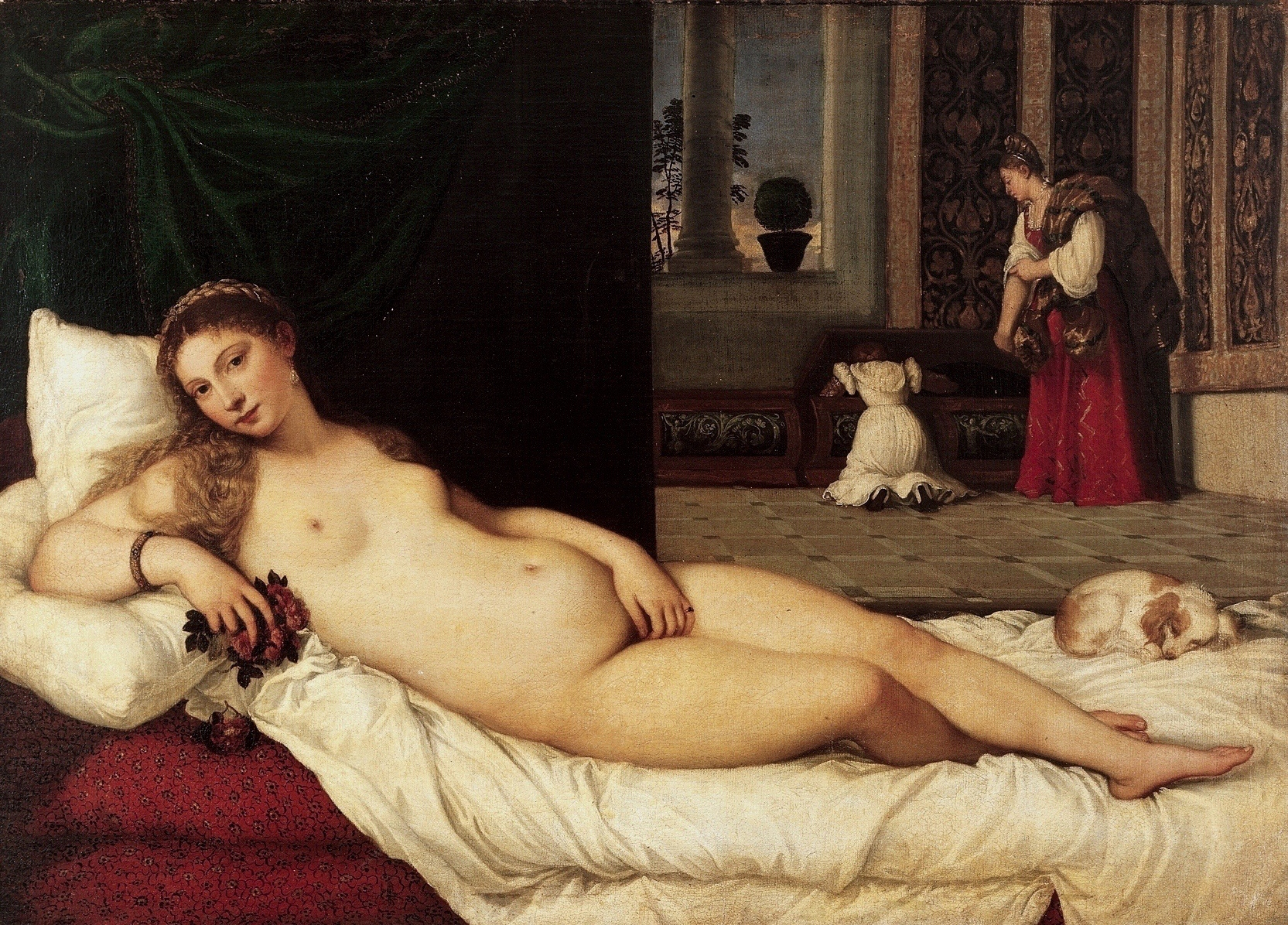
提齊安諾的《烏爾比諾的維納斯》，119 × 165 cm，約繪於1538年，1736年始藏
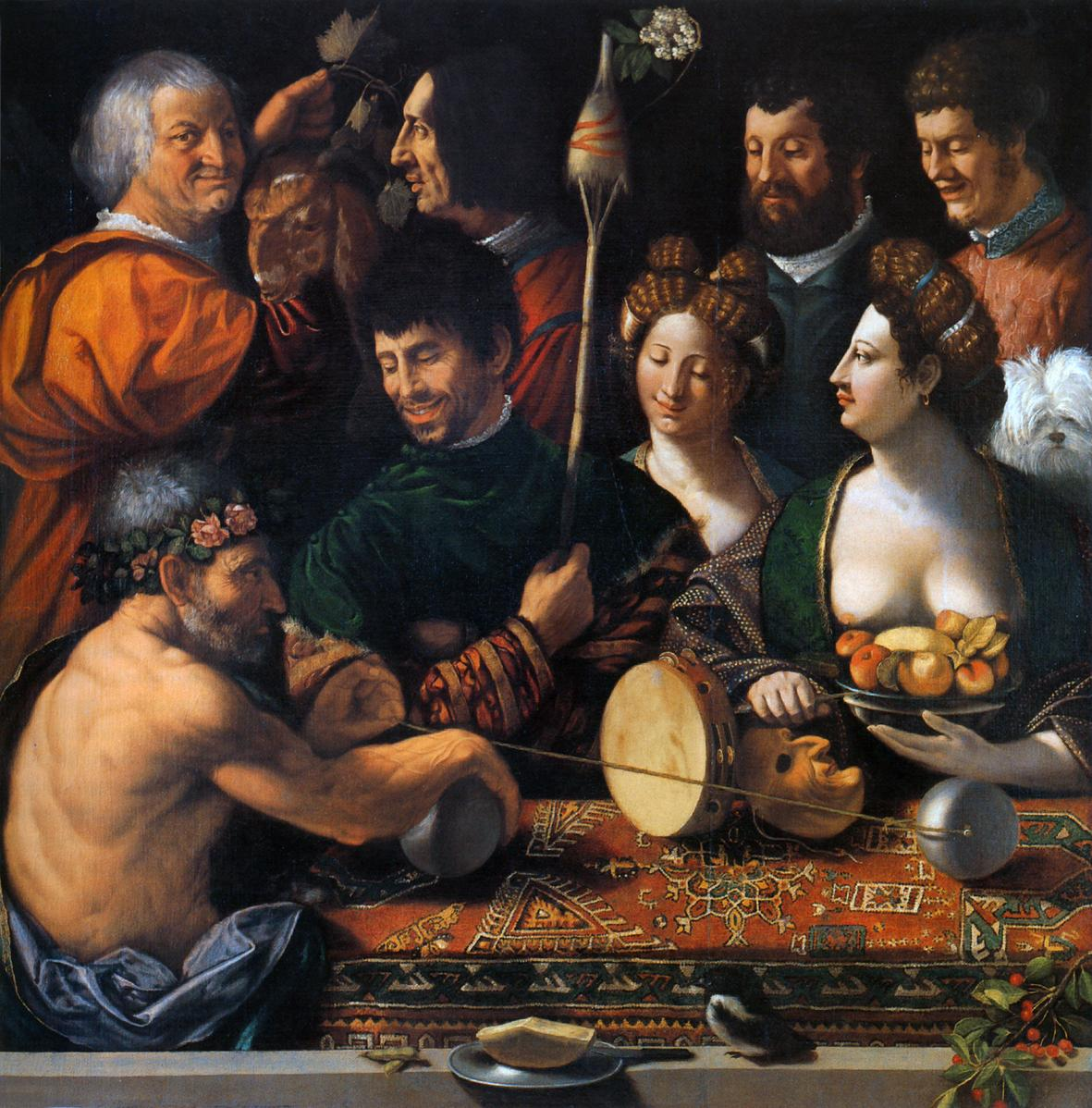
多索·多西的《巫術（義大利語：Allegoria di Ercole）》，143 × 144 cm，約繪於1540年，1950年始藏
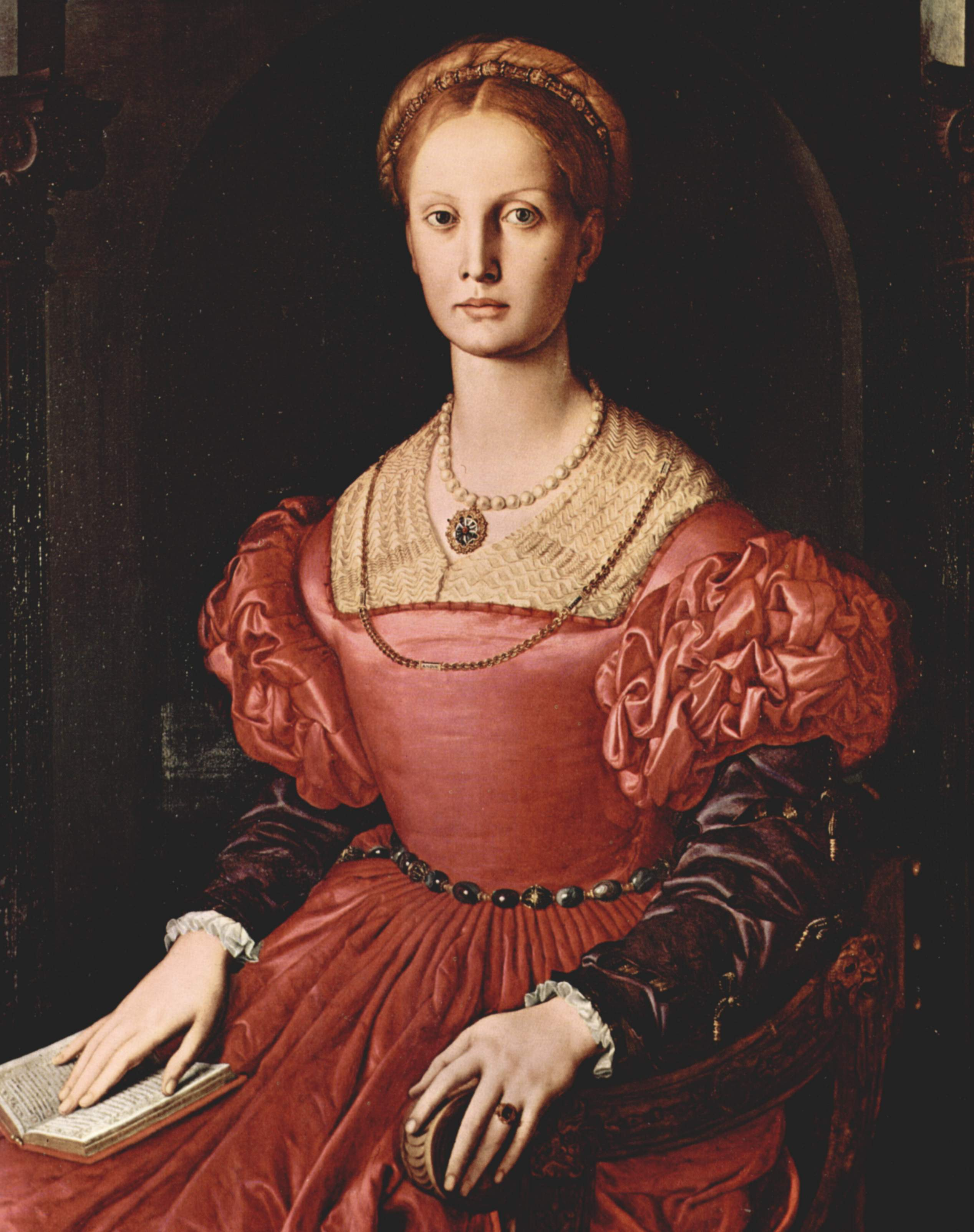
布龍齊諾的《盧克雷齊亞·潘洽蒂吉肖像畫（英语：Portrait of Lucrezia Panciatichi）》，102 × 85 cm，約繪於1541年，1704年始藏
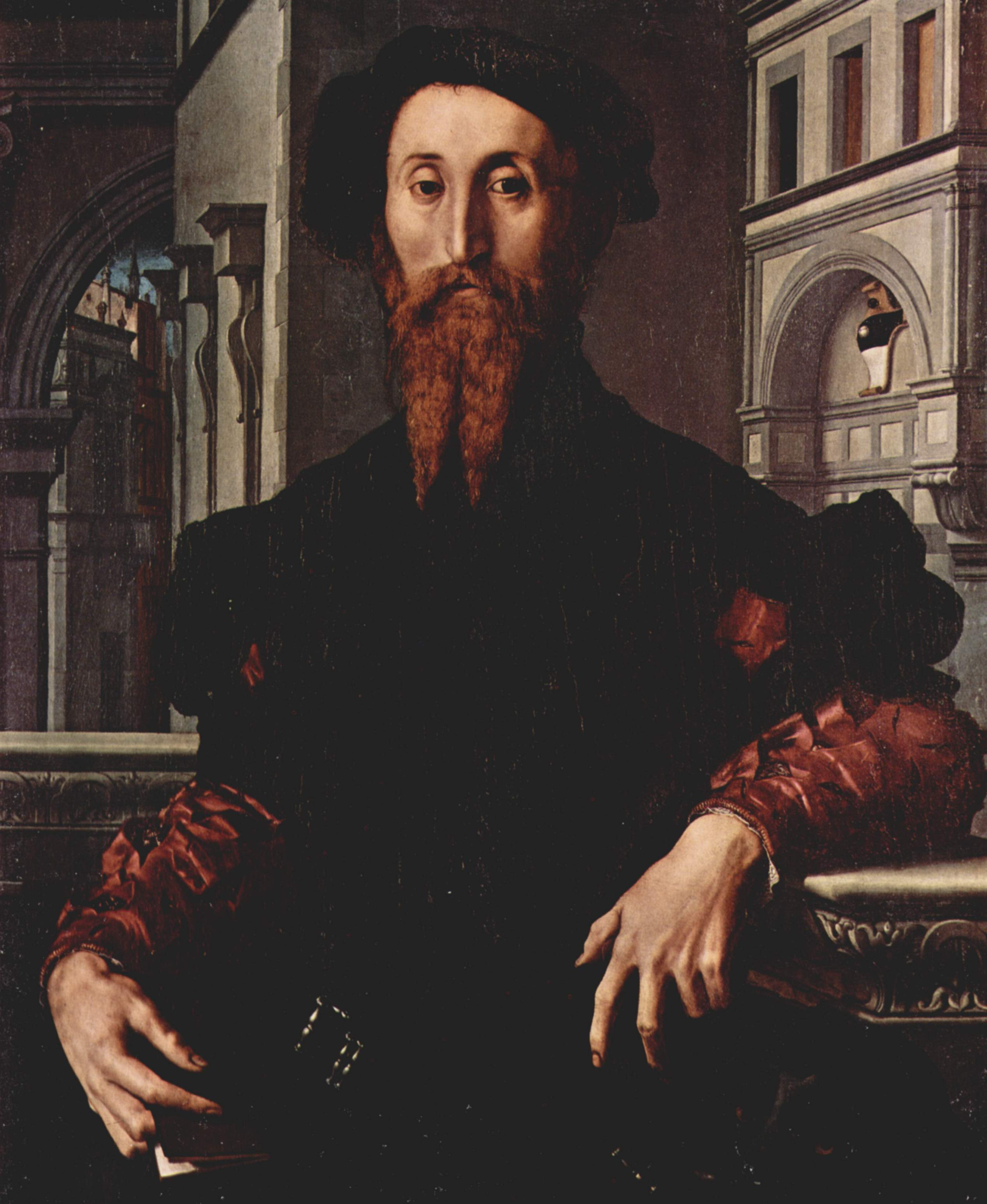
布龍齊諾的《巴托洛梅奧·潘洽蒂吉肖像畫（英语：Portrait of Bartolomeo Panciatichi）》，104 × 84 cm，約繪於1540年，1704年始藏
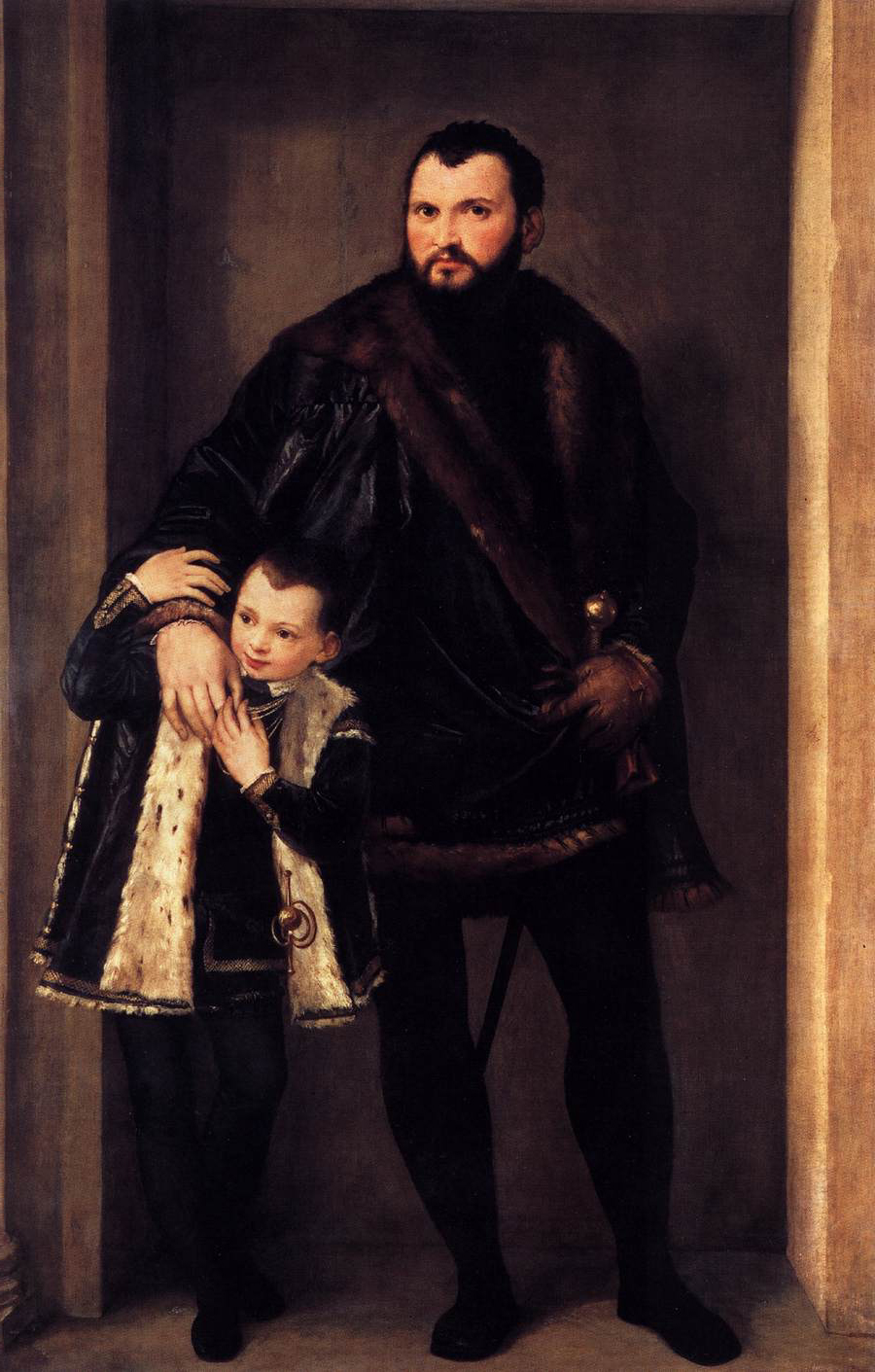
保羅·委羅內塞的《伊塞波·達·波爾托與他的兒子阿德里亞諾肖像畫（義大利語：Ritratto di Iseppo da Porto col figlio Adriano）》，247 × 133 cm，約繪於1555年，1974年始藏
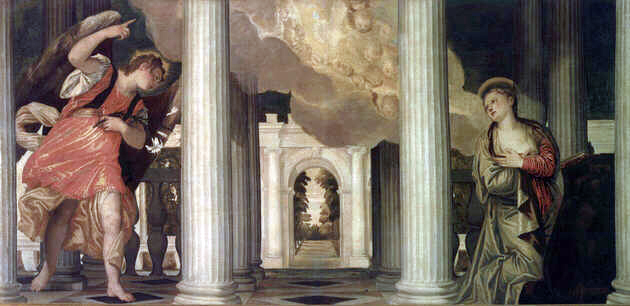
保羅·委羅內塞的《聖母領報（義大利語：Annunciazione (Veronese Uffizi)）》，143 × 291 cm，約繪於1556年，1798年始藏
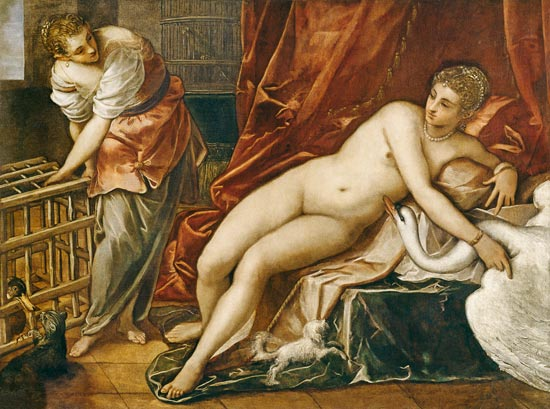
丁托列托的《列達與天鵝（義大利語：Leda e il cigno (Tintoretto)）》，162 × 218 cm，約繪於1560年，1893年始藏
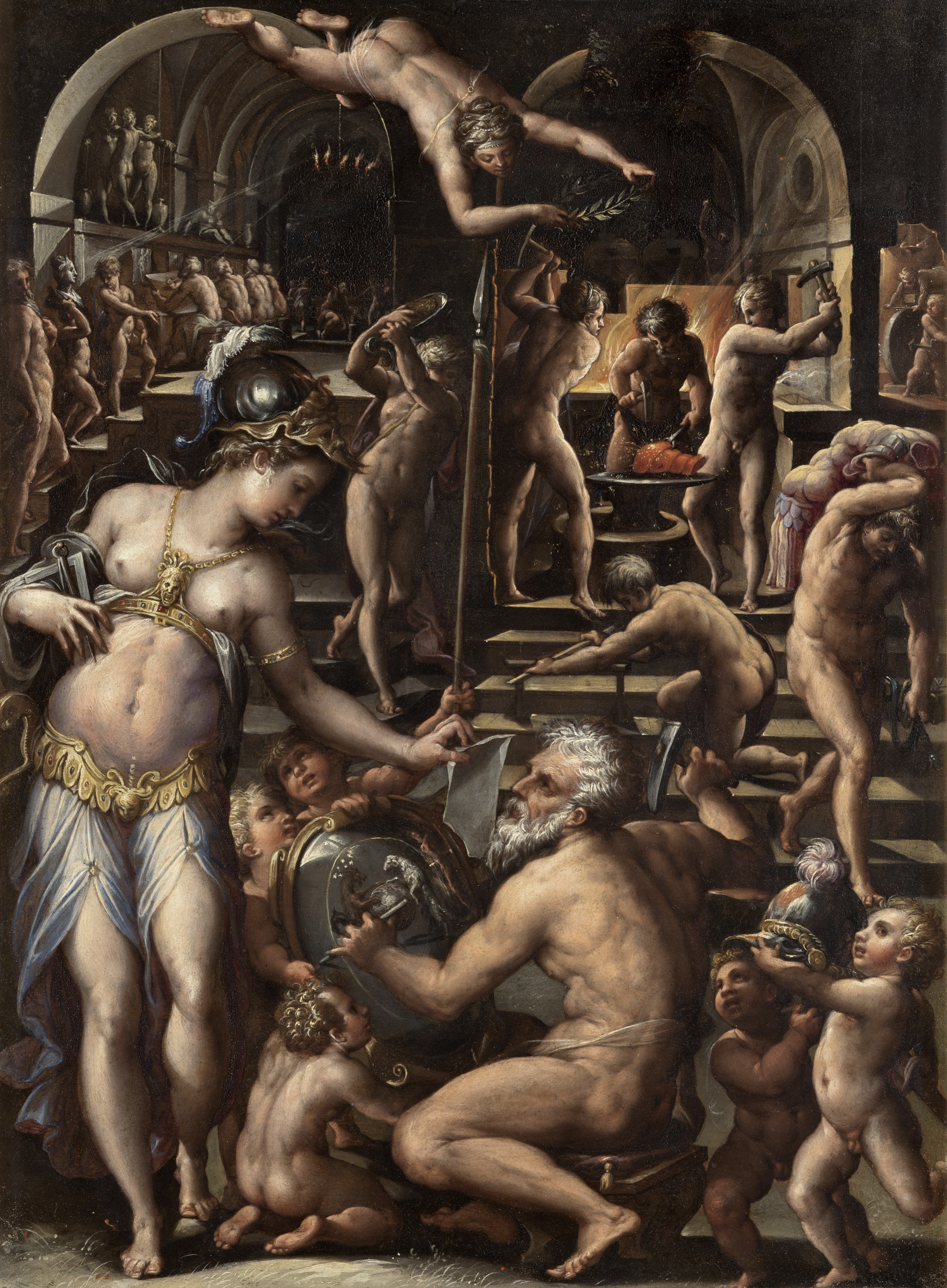
喬爾喬·瓦薩里的《火神兀兒肯的鍛造爐（義大利語：Fucina di Vulcano (Vasari)）》，38 × 28 cm，約繪於1564年，1948年始藏
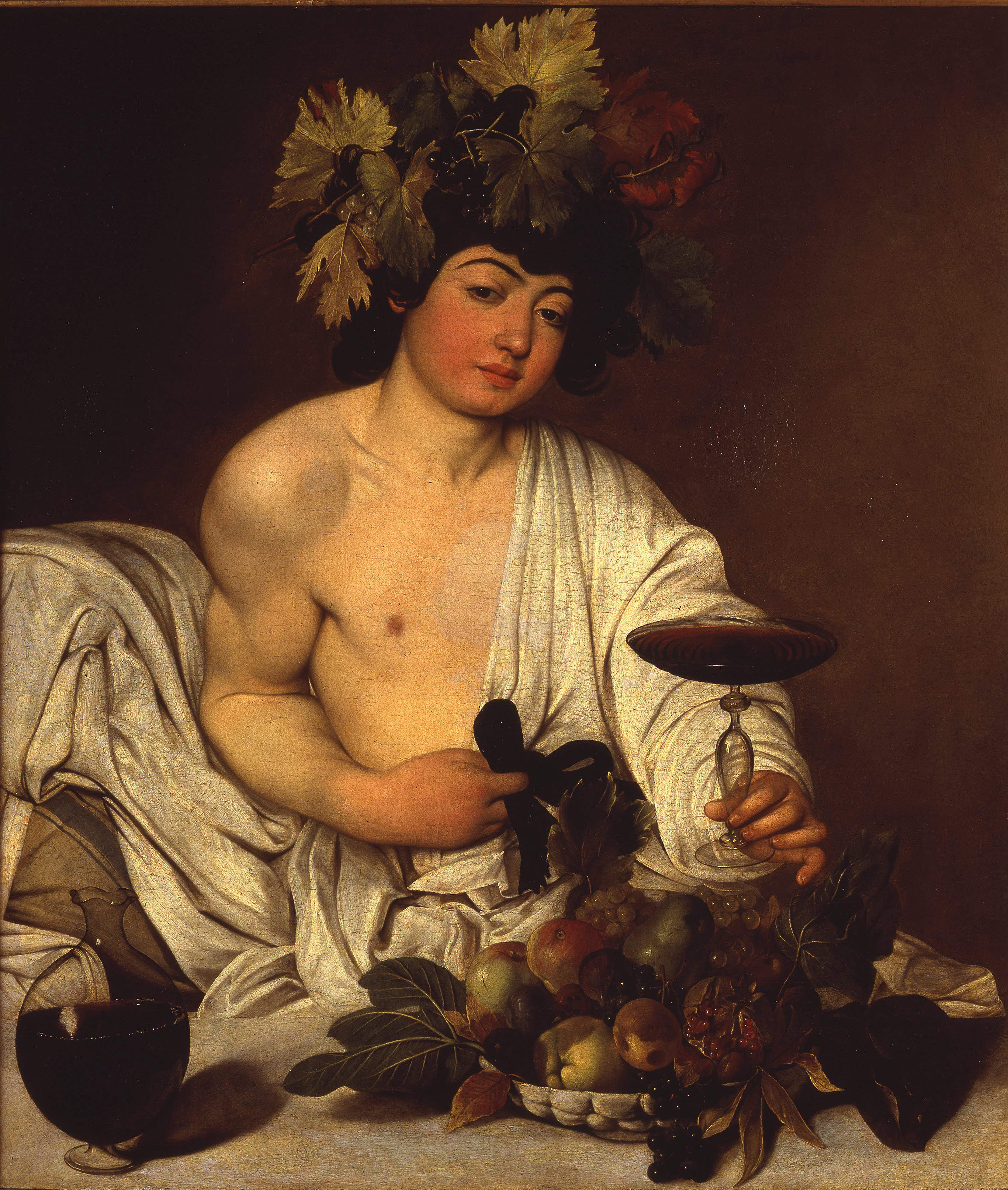
卡拉瓦喬的《酒神巴克斯（英语：Bacchus (Caravaggio)）》，95 × 85 cm，約繪於1597年，1916年始藏
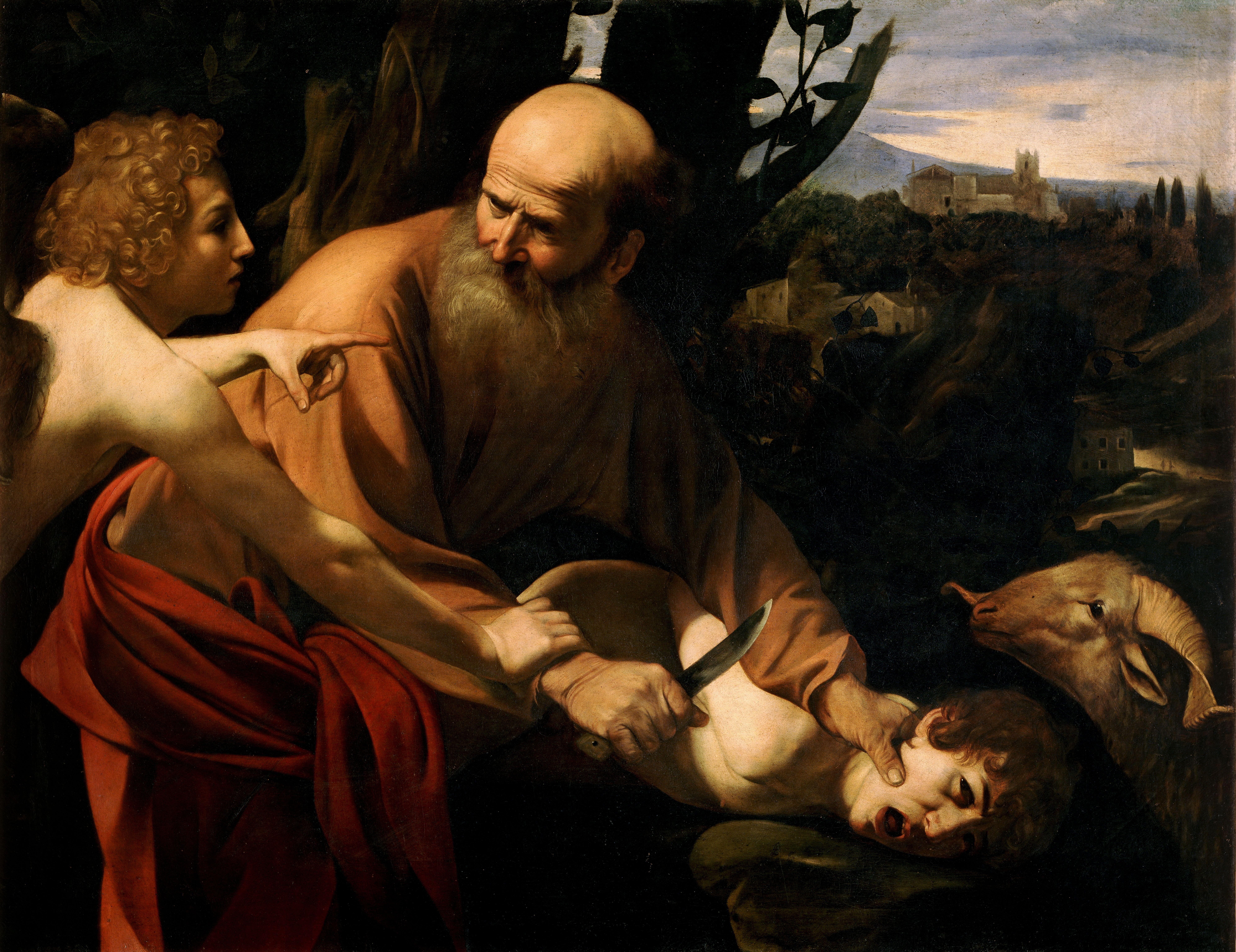
卡拉瓦喬的《獻祭以撒（英语：Sacrifice of Isaac (Caravaggio)）》，104 × 135 cm，約繪於1600年，1917年始藏
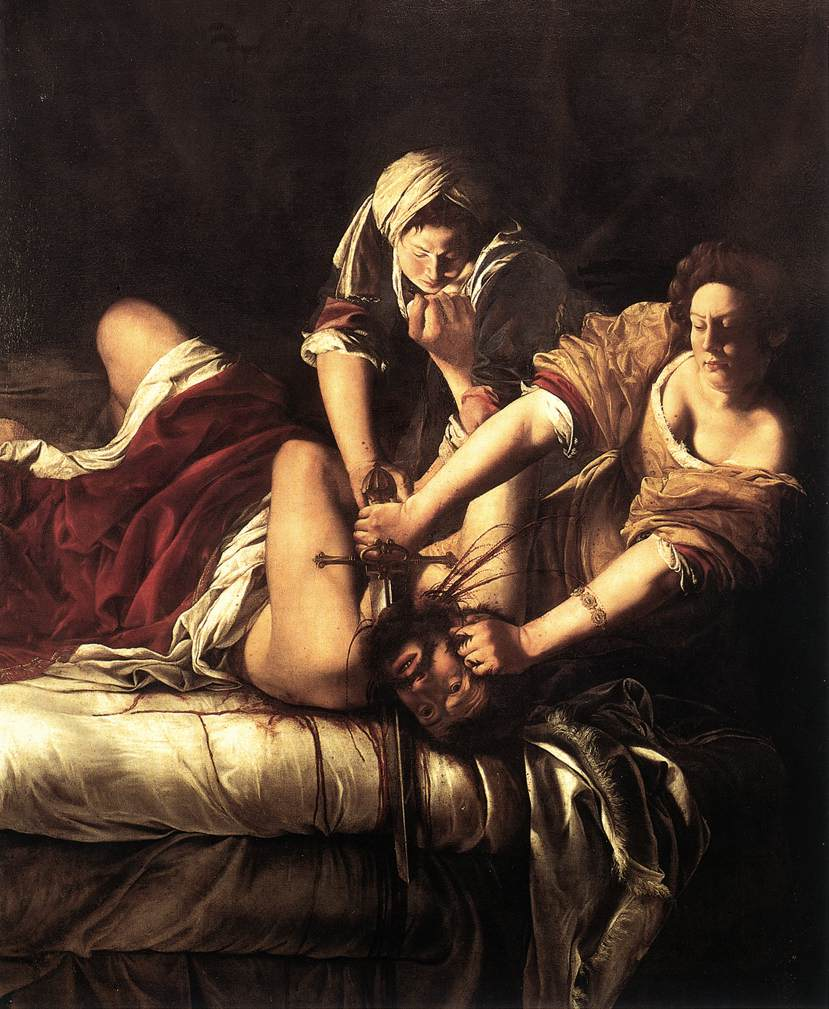
阿爾泰米西婭·真蒂萊斯基的《友第德割下何乐弗尼的头颅》，199 × 162.5 cm，約繪於1620年，1774年始藏
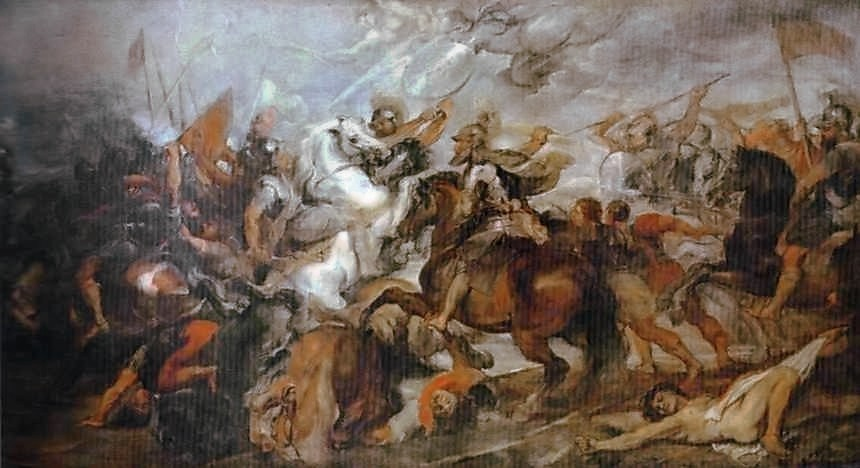
彼得·保羅·魯本斯的《伊夫里戰役中的亨利四世（英语：Henry IV at the Battle of Ivry）》，367 × 693 cm，約繪於1627年，1773年始藏
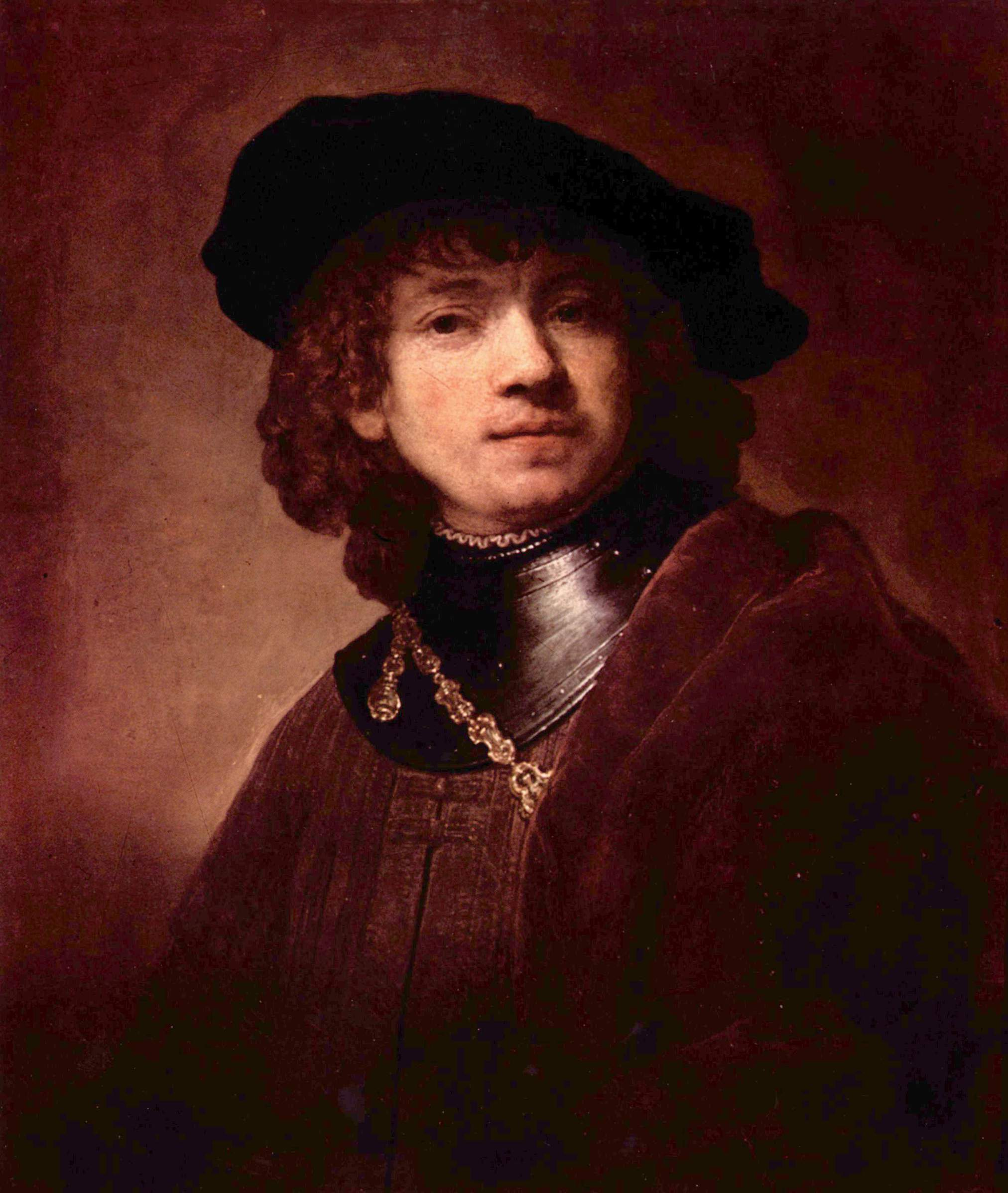
林布蘭的《自畫像（英语：Self-portrait as a young man）》，62.5 × 54 cm，約繪於1634年，1922年始藏
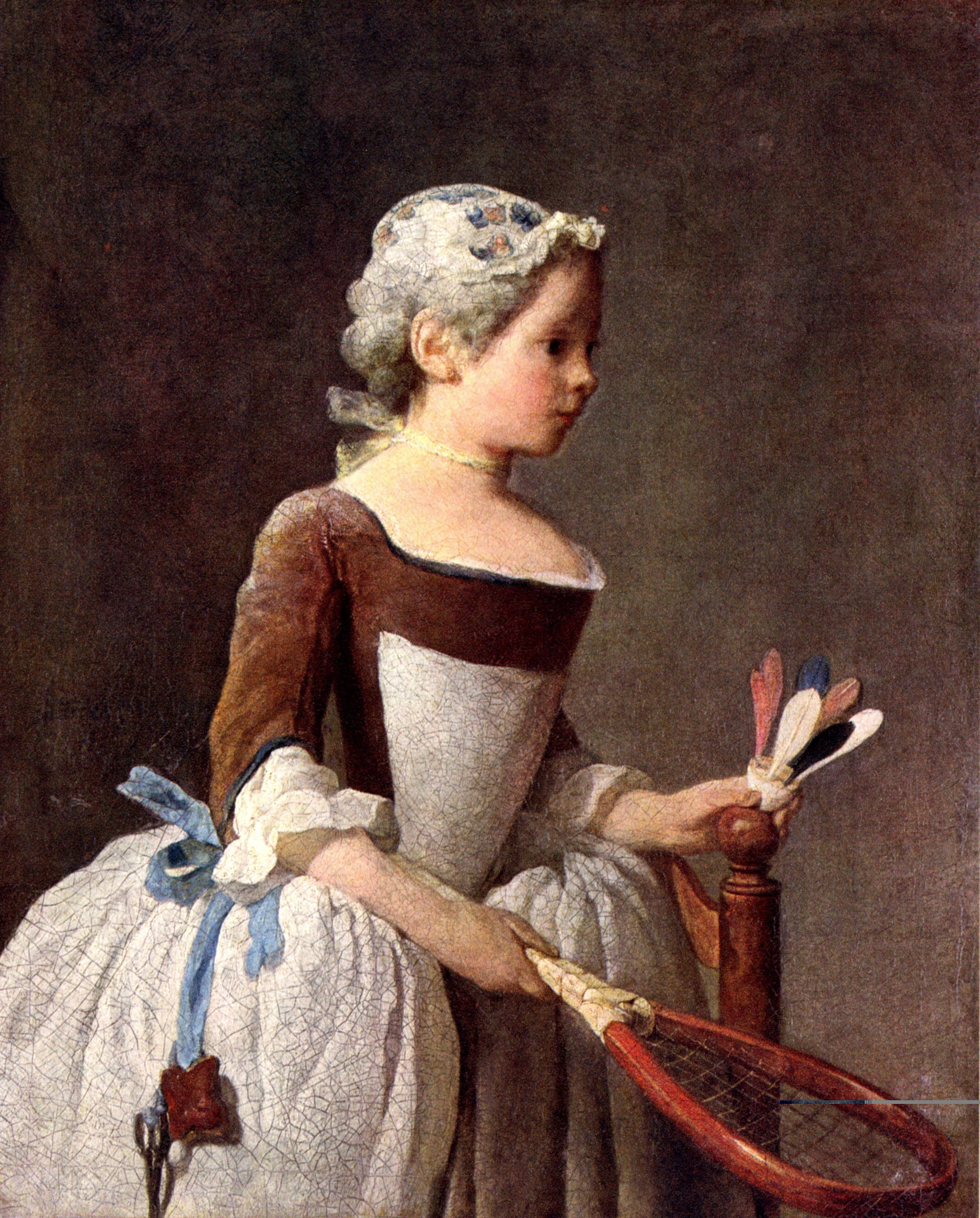
尚·巴蒂斯·西美翁·夏丹的《拿著球拍的女孩（英语：Girl with a Racquet）》，82 × 66 cm，約繪於1740年，1951年始藏

### 引用
1. ↑   (PDF). 2019年5月16日  [2019年5月16日]. （原始内容存档 (PDF)于2019年6月9日）.
2. ↑  Ginanneschi, p.12.
3. ↑  Ginanneschi, p.8.
4. ↑  Ginanneschi, p.14.
5. ↑  Young, p.481.
6. ↑  Hale, p.192.
7. ↑  Ginanneschi, p.9,16.
8. ↑  Hibbert, p.289.
9. ↑  Ginanneschi, p.17.
10. ↑  Ginanneschi, p.18.
11. 1 2  Ginanneschi, p.19.
12. ↑  Ginanneschi, p.155.
13. ↑  Ginanneschi, p.22.
14. ↑  Ginanneschi, p.23.
15. ↑  Ginanneschi, p.24.
16. ↑  Ginanneschi, p.26.
17. ↑  Ginanneschi, p.28.
18. ↑  Ginanneschi, p.30.
19. ↑  Ginanneschi, p.31.
20. ↑  Ginanneschi, p.32.
21. ↑  Ginanneschi, p.34.
22. ↑  Ginanneschi, p.38.
23. ↑  Ginanneschi, p.40.
24. ↑  Ginanneschi, p.42.
25. ↑  Ginanneschi, p.46.
26. ↑  Ginanneschi, p.48.
27. ↑  Ginanneschi, p.54.
28. ↑  Ginanneschi, p.50.
29. ↑  Ginanneschi, p.51.
30. ↑  Ginanneschi, p.52.
31. ↑  Ginanneschi, p.55.
32. ↑  Ginanneschi, p.58.
33. ↑  Ginanneschi, p.61.
34. ↑  Ginanneschi, p.64.
35. ↑  Ginanneschi, p.68.
36. ↑  Ginanneschi, p.69.
37. ↑  Ginanneschi, p.72.
38. ↑  Ginanneschi, p.73.
39. ↑  Ginanneschi, p.74.
40. ↑  Ginanneschi, p.77.
41. ↑  Ginanneschi, p.78.
42. ↑  Ginanneschi, p.82.
43. ↑  Ginanneschi, p.83.
44. ↑  Ginanneschi, p.84.
45. ↑  Ginanneschi, p.88.
46. ↑  Ginanneschi, pp.90-91.
47. ↑  Ginanneschi, p.92.
48. ↑  Ginanneschi, p.93.
49. ↑  Ginanneschi, p.94.
50. ↑  Ginanneschi, p.96.
51. ↑  Ginanneschi, p.98.
52. ↑  Ginanneschi, p.100.
53. ↑  Ginanneschi, p.104.
54. ↑  Ginanneschi, p.105.
55. ↑  Ginanneschi, p.106.
56. ↑  Ginanneschi, p.110.
57. ↑  Ginanneschi, p.111.
58. ↑  Ginanneschi, p.112.
59. ↑  Ginanneschi, p.116.
60. ↑  Ginanneschi, p.117.
61. ↑  Ginanneschi, p.118.
62. ↑  Ginanneschi, p.120.
63. ↑  Ginanneschi, p.122.
64. ↑  Ginanneschi, p.124.
65. ↑  Ginanneschi, p.126.
66. ↑  Ginanneschi, p.127.
67. ↑  Ginanneschi, pp.128-129.
68. ↑  Ginanneschi, p.130.
69. ↑  Ginanneschi, p.134.
70. ↑  Ginanneschi, p.136.
71. ↑  Ginanneschi, p.137.
72. ↑  Ginanneschi, p.138.
73. ↑  Ginanneschi, p.139.
74. ↑  Ginanneschi, p.140.
75. ↑  Ginanneschi, p.141.
76. ↑  Ginanneschi, p.142.
77. ↑  Ginanneschi, p.144.
78. ↑  Ginanneschi, p.145.
79. ↑  Ginanneschi, p.146.
80. ↑  Ginanneschi, p.147.
81. ↑  Ginanneschi, p.150.